# Troubles pro-russes de 2014 en Ukraine
Pour les articles homonymes, voir Printemps russe.
Guerre russo-ukrainienne
Batailles
- Euromaïdan
- Révolution de la Dignité
- Manifestations anti-Maïdan

Annexion de la Crimée
- Invasion russe de la Crimée
- Prise du Parlement de Crimée
- Prise de la base navale sud
- Incident de Simféropol (en)
- Occupation russe de la Crimée

Troubles pro-russes
- Odessa
- Troubles pro-russes à Kharkiv (uk)
- Troubles pro-russes à Louhansk (uk)
- Bataille de la rue Rymarska (uk)
- Proclamation de la république de Crimée
- Prise de Donetsk
- Proclamation de la RP de Donetsk
- Proclamation de la RP d'Odessa (hu)
- Proclamation de la RP de Lougansk
- Affrontements à Odessa du 2 mai (uk)
- Incendie de la Maison des syndicats d'Odessa

Guerre du Donbass
- Sloviansk
- Kramatorsk
- Artemivsk
- Marioupol
- Karlivka
- 1re Donetsk
- Louhansk
- Krasnyi Lyman
- Il-76
- Chyrokyne
- Saour-Mogyla
- Horlivka
- Vol Malaysia Airlines 17
- 2e Donetsk
- Loutouhyne
- Ilovaïsk
- Novoazovsk
- 3e Donetsk
- 32e barrage
- Volnovakha
- Debaltseve
- Marïnka
- Avdiïvka

Les troubles prorusses de 2014 en Ukraine font référence à une série de manifestations prorusses, d'actions de lutte contre le gouvernement, d'émeutes et d'épisodes de désordre civil qui ont lieu entre février et mai 2014 dans les grandes villes des régions de l'est et du sud de l'Ukraine, au lendemain du mouvement Euromaïdan et de la Révolution de la dignité. 
Au cours de sa première phase en février-mars 2014, le territoire ukrainien de Crimée est envahi puis annexé par la Russie à la suite d'un référendum internationalement critiqué (basé sur la résolution 68/262 de l'ONU). Parallèlement, des manifestations de groupes anti-Maïdan et prorusses ont lieu dans d'autres parties de l'est et du sud de l'Ukraine. Des séparatistes locaux, certains dirigés et financés par les services de sécurité russes, profitent de la situation et occupent des bâtiments gouvernementaux dans les oblasts de Donetsk, Louhansk et Kharkiv début mars 2014. Le gouvernement ukrainien parvient à apaiser rapidement ces troubles et expulse les séparatistes le 10 mars.
Au cours de la deuxième phase, à partir d'avril 2014, des groupes armés soutenus par la Russie saisissent des bâtiments gouvernementaux dans les oblasts de Donetsk et de Louhansk, communément appelés le Donbass, et lancent une insurrection séparatiste dans la région. Pour réprimer cette insurrection, le gouvernement ukrainien lance ce qu'il appelle une « opération antiterroriste » (ATO), envoyant les forces armées pour réprimer les troubles. Les troubles dans les oblasts de Kharkiv et d'Odessa, en revanche, ne se transformeront pas en conflit armé. L'ordre est rétabli dans ces régions avec la coopération des autorités civiles locales, bien que les désordres pro-russes, tels que les bombardements, continueront tout au long de l'année.
Ces troubles, fomentés par la Russie dans le cadre d'une campagne politique et militaire coordonnée contre l'Ukraine,,, sont cités par la propagande russe sous l'euphémisme « Printemps russe » (russe : Русская весна (Rousskaïa Vesna), ukrainien : Російська весна),,.

## Contexte
L'Ukraine est en proie à des troubles lorsque le Président Viktor Ianoukovytch refuse de signer un accord d'association avec l'Union européenne le 21 novembre 2013. Un mouvement politique organisé connu sous le nom d'« Euromaïdan » exige des liens plus étroits avec l'Union européenne et l'éviction de Ianoukovytch. Ce mouvement est finalement couronné de succès, culminant avec la révolution de février 2014, qui renverse Ianoukovytch et son gouvernement. Cependant, certaines personnes dans l'est et le sud de l'Ukraine, en grande partie russophone, les bases traditionnelles de soutien à Ianoukovytch et à son Parti des régions, n'approuvent pas la révolution et commencent à protester en faveur de liens plus étroits avec la Russie.
Les participants aux manifestations prorusses comprennent des citoyens russes de l'autre côté de la frontière venus soutenir les efforts des militants pro-russes en Ukraine,. Le gouverneur de l'oblast de Donetsk, Serhiy Tarouta, déclare que les rassemblements à Donetsk comprennent d'anciens condamnés et d'autres personnes venues de Crimée. La police et les gardes-frontières ukrainiens refusent l'entrée à plus de 8 200 Russes entre le 4 et le 25 mars. Le 27 mars, selon le secrétaire du Conseil de la sécurité nationale et de la défense Andriy Paroubiy, entre 500 et 700 Russes se voient refuser l'entrée chaque jour.
La Russie soupçonne que les troubles de 2014 en Ukraine bénéficient du soutien américain parce que, selon elle, l'ancien président ukrainien, Viktor Ianoukovytch, avait annulé les réformes du FMI présentées par le Fonds monétaire international et l'USAID, et le National Endowment for Democracy avait fomenté l'opinion antigouvernementale.

### Opinion publique en Ukraine
Un sondage mené par l'Institut international de sociologie de Kyïv (KIIS) du 8 au 18 février 2014 a évalué le soutien à l'union avec la Russie dans toute l'Ukraine. Il révèle que, dans l'ensemble, 12 % des personnes interrogées sont favorables à l'union avec la Russie. 68 % des personnes des quatre régions interrogées conviennent que l'Ukraine doit rester indépendante, tout en maintenant des relations amicales entre la Russie et l'Ukraine.
Le soutien à une union entre la Russie et l'Ukraine s'est avéré beaucoup plus élevé dans certaines régions :
- 41,0 % en Crimée
- 33,2 % dans l'oblast de Donetsk
- 24,1 % dans l'oblast de Louhansk
- 24,0 % dans l'oblast d'Odessa
- 16,7 % dans l'oblast de Zaporijjia
- 15,1 % dans l'oblast de Kharkiv
- 13,8 % dans l'oblast de Dnipropetrovsk

Un sondage réalisé en avril 2014 par l'Institut international de sociologie de Kyïv auprès de tous les oblasts du sud et de l'est de l'Ukraine autres que la Crimée (qui était déjà annexée par la Russie à ce moment-là) révèle une opposition majoritaire à la sécession de l'Ukraine et à l'annexion par la Russie dans tous ces oblasts – bien qu'une faible majorité s'y oppose dans le Donbass (oblasts de Donetsk et Louhansk).
L'opposition à la sécession de l'Ukraine et à l'annexion par la Russie (le pourcentage combiné des personnes optant pour les options « Plutôt, non » et « Certainement, non, je ne sais pas ») obtient ces pourcentages dans divers oblasts ukrainiens du sud et de l'est:
- 51,9 % dans l'oblast de Louhansk
- 52,2 % dans l'oblast de Donetsk
- 65,6 % dans l'oblast de Kharkiv
- 78,8 % dans l'oblast d'Odessa
- 81,5 % dans l'oblast de Zaporijjia
- 84,1 % dans l'oblast de Dnipropetrovsk
- 84,6 % dans l'oblast de Kherson
- 85,4 % dans l'oblast de Mykolaïv

Dans un sondage d'opinion réalisé du 14 au 26 mars par l'Institut républicain international, 26 à 27 % des personnes interrogées dans le sud et l'est de l'Ukraine considèrent les manifestations de l'Euromaïdan comme un coup d'État. Seuls 5 % des personnes interrogées dans l'est de l'Ukraine estiment que les russophones sont « définitivement » sous pression ou menacés. 43 % des Russes de souche (ayant répondu 'certainement' ou 'plutôt') soutiennent la décision de la fédération de Russie d'envoyer son armée pour protéger les citoyens russophones d'Ukraine.

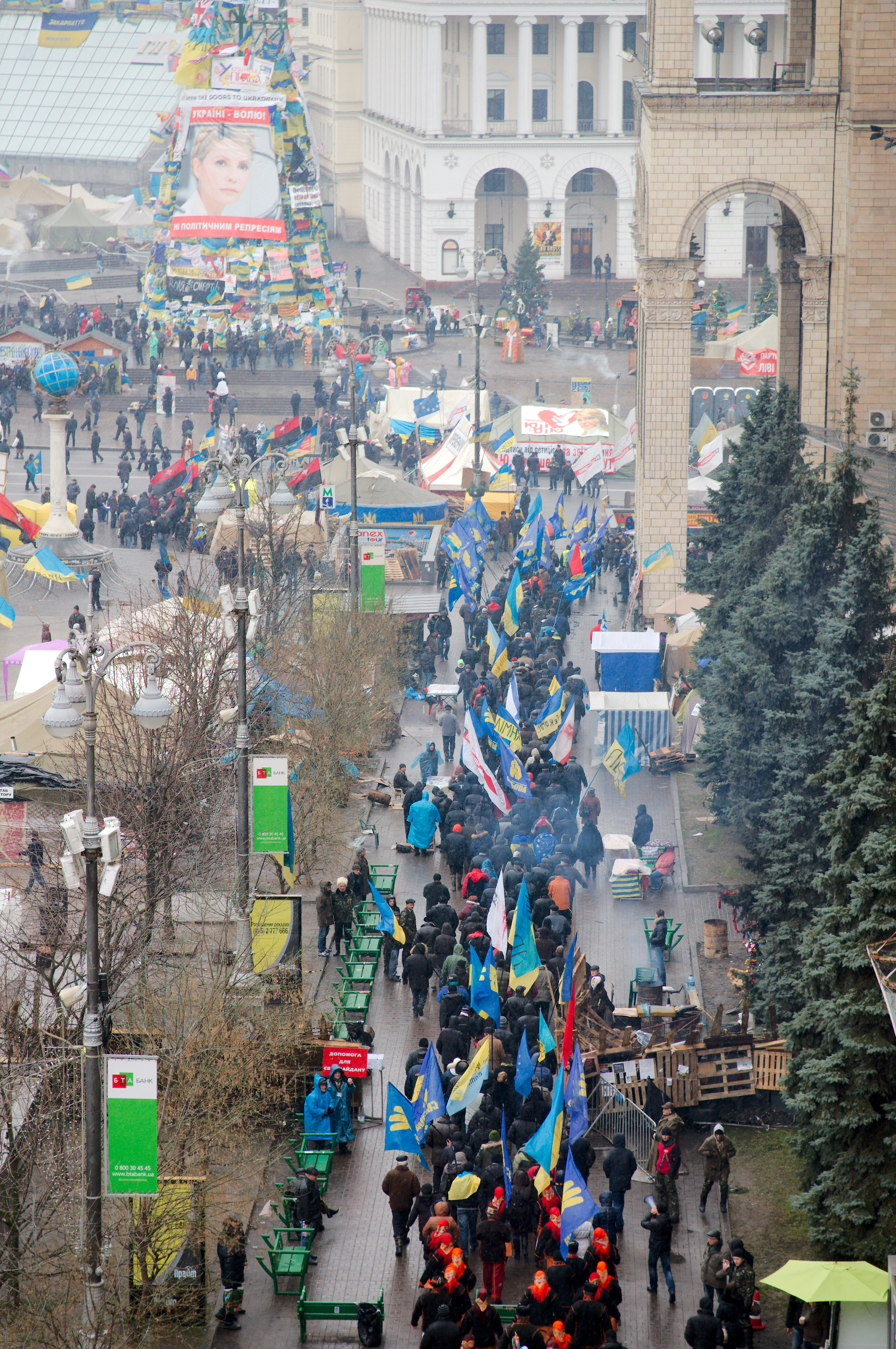
Manifestation d'Euromaïdan à Kiev, janvier 2014.

Dans le sondage, 22 % des habitants du sud de l'Ukraine et 26 % de ceux de l'est de l'Ukraine soutiennent l'idée d'une fédéralisation du pays ; 69 % des habitants du sud et 53 % des habitants de l'est soutiennent que l'Ukraine doit rester un État unitaire ; et seulement 2 % des sudistes et 4 % des orientaux soutiennent le séparatisme. 59 % des personnes interrogées dans l'est de l'Ukraine souhaiteraient rejoindre l'union douanière dirigée par la Russie, alors que seulement 22 % sont favorables à l'adhésion à l'Union européenne. 37 % des sudistes préfèrent rejoindre cette union douanière, tandis que 29 % sont favorables à l'adhésion à l'UE. 
90 % des personnes interrogées dans l'ouest de l'Ukraine souhaitent entrer dans une union économique avec l'UE, tandis que seulement 4 % sont favorables à l'union douanière dirigée par la Russie. Parmi tous les Ukrainiens interrogés dans l'ensemble, 34 % sont favorables à l'adhésion à l'Organisation du traité de l'Atlantique nord, tandis que 44 % sont opposés. Dans l'est et le sud de l'Ukraine, seulement 14 % et 11 % des personnes interrogées sont respectivement favorables à l'adhésion à l'OTAN, tandis que 67 % dans l'est de l'Ukraine et 52 % dans le sud de l'Ukraine s'y opposent. 72 % des personnes interrogées dans l'est de l'Ukraine pensent que le pays va dans la mauvaise direction, contre seulement 36 % dans l'ouest de l'Ukraine.
Un sondage mené par l'Institut de recherche sociale et d'analyse des politiques analyse l'identité des habitants de Donetsk. Alors que le soutien au séparatisme est faible, un peu plus d'un tiers des habitants interrogés de Donetsk s'identifient comme des « citoyens ukrainiens ». Plutôt « résidents russophones d'Ukraine » ou « résidents du Donbass ». Le même sondage détermine que 66 % des habitants de Donetsk interrogés sont favorables au maintien d'une Ukraine unifiée, tandis que 18,2 % sont favorables à l'adhésion à la Russie et 4,7 % à l'indépendance. Un deuxième sondage réalisé du 26 au 29 mars montre que 77 % des habitants condamnent la prise de contrôle des bâtiments administratifs, tandis que 16 % soutiennent de telles actions. En outre, 40,8 % des citoyens de Donetsk ont soutenu les rassemblements pour l'unité de l'Ukraine, tandis que 26,5 % ont soutenu les rassemblements pro-russes.
Dans un autre sondage mené du 8 au 16 avril par le KIIS, une grande majorité désapprouve la saisie de bâtiments administratifs par des manifestants. Plus de 50 % des personnes interrogées dans le sud et l'est de l'Ukraine considèrent le président par intérim Oleksandr Tourtchynov comme illégitime. La plupart des personnes interrogées dans le sud et l'est de l'Ukraine estiment que le désarmement et le démantèlement des groupes radicaux illégaux sont cruciaux pour préserver l'unité nationale. 19,1 % des personnes interrogées dans le sud et l'est de l'Ukraine pensent que l'Ukraine doit être un État indépendant, 45,2 % sont pour un État indépendant mais avec une décentralisation du pouvoir vers les régions, mais la plupart estiment que la Russie et l'Ukraine doivent partager des frontières ouvertes sans restrictions de visa ; 8,4 % sont favorables à l'union de l'Ukraine et de la Russie en un seul État. 15,4 % se déclarent favorables à la sécession de leur région pour rejoindre la fédération de Russie, et 24,8 % souhaitent que l'Ukraine devienne une fédération. La plupart des personnes interrogées déclarent ne rien trouver d'attrayant à la Russie, mais ceux pensant le contraire l'expliquent pour des raisons économiques et non culturelles. Les personnes interrogées dans le sud et l'est de l'Ukraine demeurent généralement divisées sur la légitimité du gouvernement et du parlement actuels, mais une majorité dans toutes les régions conviennent que le président déchu Viktor Ianoukovytch n'était pas le président légal du pays. Dans toutes les régions sauf le Donbass, l'oligarque pro-Euromaïdan Petro Porochenko domine les sondages préliminaires.

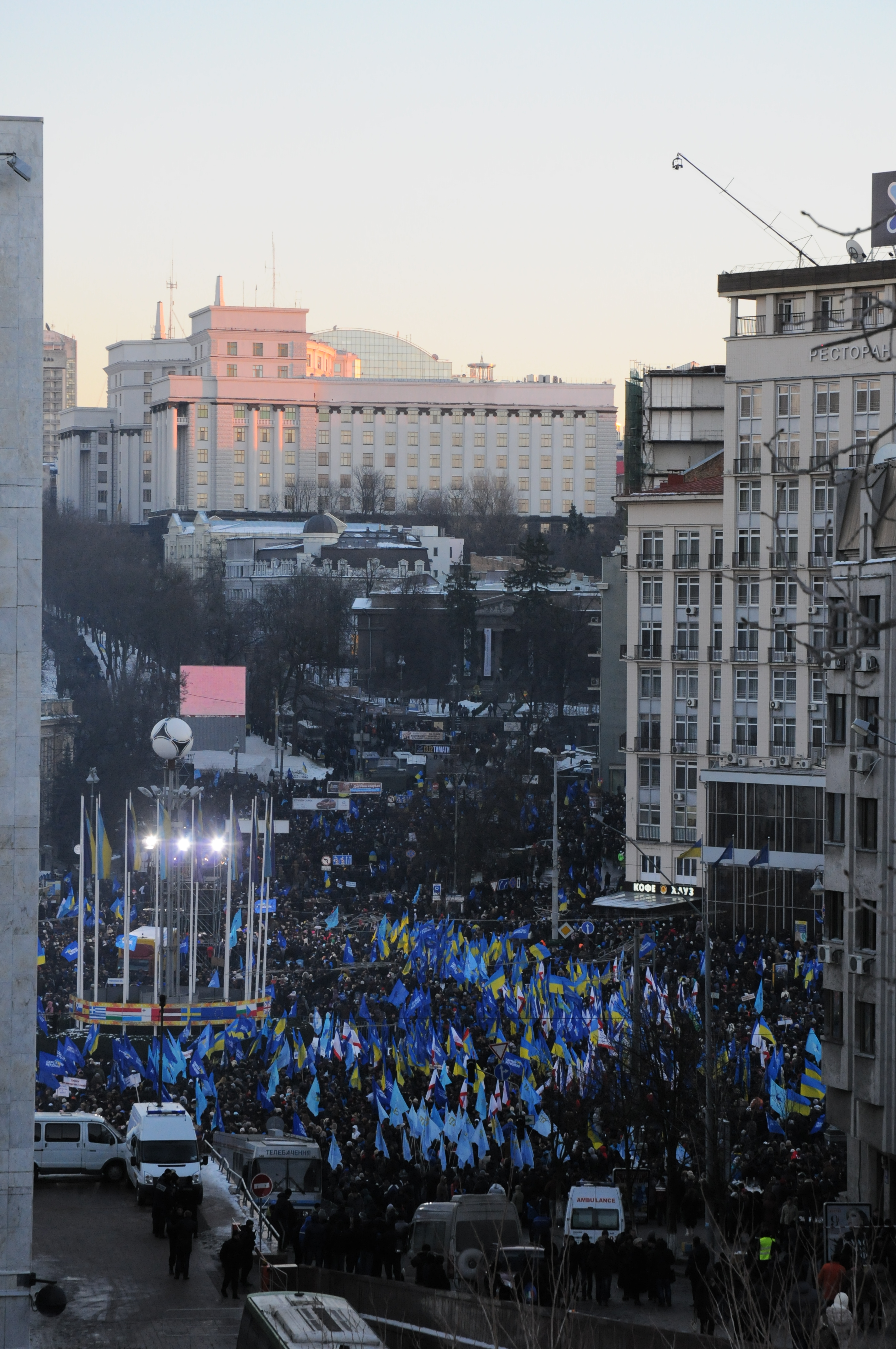
Manifestation anti-Maïdan à Kyïv, 14 décembre 2013.

Un sondage complet publié le 8 mai par le Pew Research Center a sondé les opinions en Ukraine et en Crimée au sujet des troubles. Le scrutin est réalisé après l'annexion de la Crimée, mais avant les affrontements à Odessa le 2 mai (uk). 93 % des Occidentaux et 70 % des Orientaux interrogés déclarent vouloir que l'Ukraine reste unie. Malgré les critiques internationales du référendum du 16 mars sur le statut de la Crimée, 91 % des Criméens interrogés pensent que le vote est libre et équitable, et 88 % estiment que le gouvernement ukrainien se doit de reconnaître les résultats.

### Manifestations anti-Maïdan
Pendant la révolution d'Euromaïdan, de nombreux rapports rapportent que des manifestants pro-Ianoukovytch et prorusses « anti-Maïdan » sont payés pour leur soutien,. Oleksiy Haran, politologue à l'université nationale Académie Mohyla de Kyïv, déclare : « Les gens anti-Maïdan ne représentent que l'argent. Le gouvernement utilise ces mercenaires pour provoquer la résistance. Ils ne sacrifieront rien ». Le dirigeant russe de l'Union extrémiste de la jeunesse eurasienne, Oleg Bakhtiyarov, est arrêté pour avoir, en partie, recruté des émeutiers pour 500 dollars chacun afin d'aider à prendre d'assaut des bâtiments gouvernementaux. Le 13 avril, selon le ministère de l'Intérieur, des recruteurs payent 500 dollars américains pour participer aux attentats et environ 40 dollars américains pour occuper des bâtiments.
Les rapports de manifestants rémunérés sont soutenus par Volodymyr Landik, membre du Parti des régions, le premier vice-Premier ministre Vitaly Yarema, le journaliste Serhiy Leshchenko, et un rapport publié par l'Organisation pour la sécurité et la coopération en Europe.

## Représentation médiatique
Les sources russes et ukrainiennes différent grandement dans la manière dont elles décrivent les manifestants. Les militants ayant pris le contrôle des bâtiments gouvernementaux dans l'oblast de Donetsk sont systématiquement qualifiés de « séparatistes » et de « terroristes » par le gouvernement ukrainien et les médias occidentaux, tandis que les médias et les responsables russes les qualifies de « partisans de la fédéralisation ». Les médias russes et les militants eux-mêmes qualifient le gouvernement de transition ukrainien à Kiev de « junte Bandera », faisant référence au nationaliste ukrainien Stepan Bandera, et aussi de « fasciste » et de « nationaliste »,. Dans les médias ukrainiens, « doryphore » (ukrainien : колорадський жук) est utilisé comme un mot péjoratif pour les manifestants et militants pro-russes, en référence au ruban de Saint-Georges qu'ils portent. Dans les médias russes, la vague de troubles est qualifiée de « printemps russe », une référence à la fois au printemps de Prague de 1968 et au printemps arabe de 2010-2011,. Selon l'agence de presse ukrainienne Ukrinform en 2018, ces événements sont entrés dans « l'histoire sous le nom du « Printemps russe » ».

## Troubles par région

### Crimée

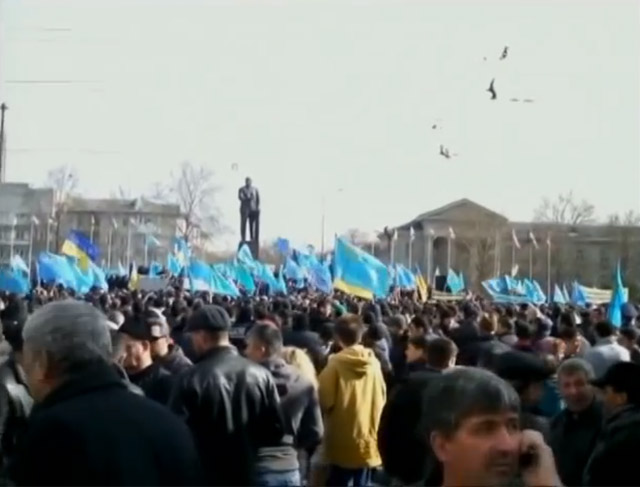
Manifestation pro-ukrainienne des Tatars de Crimée en Crimée, février 2014.

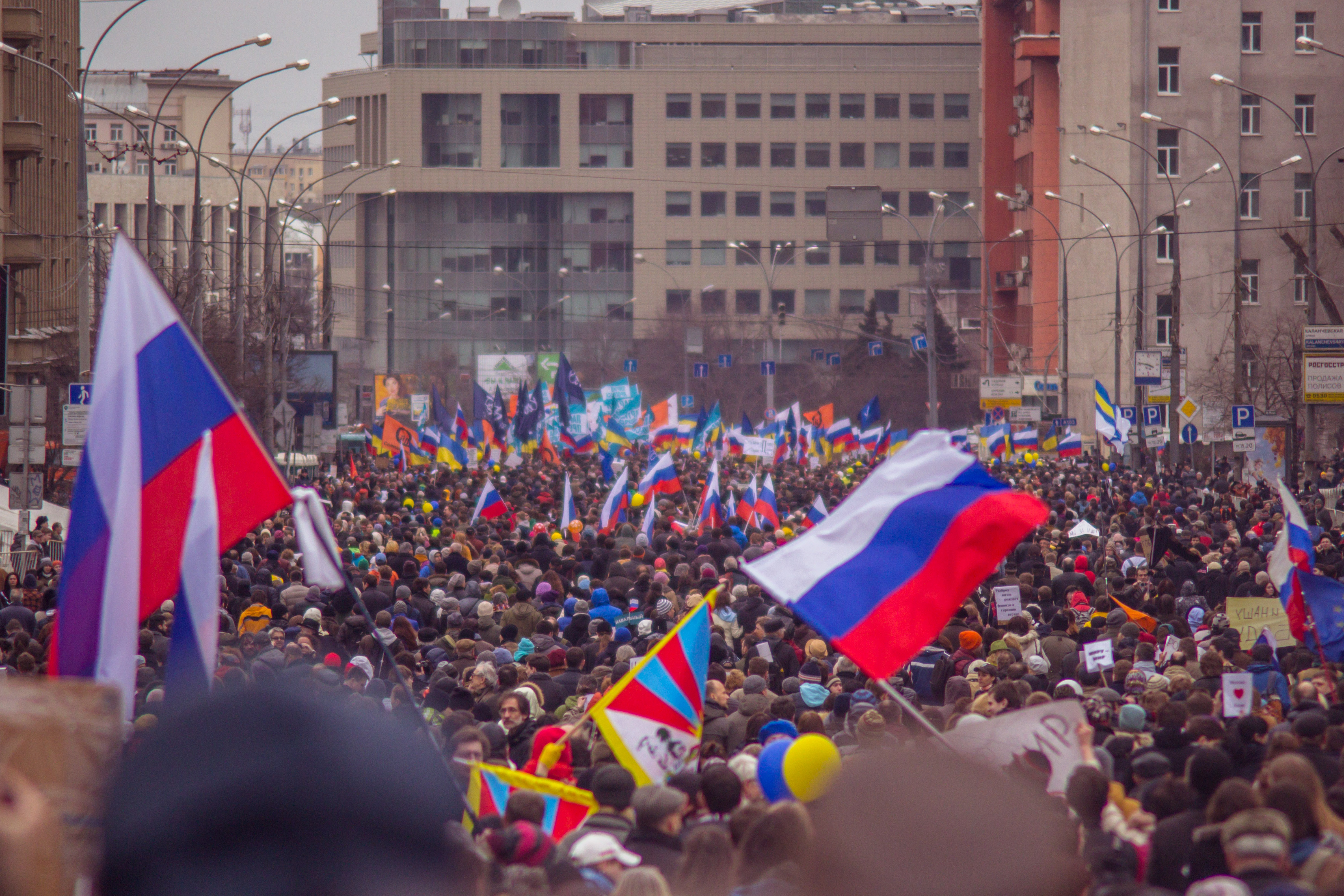
Les manifestations anti-guerre du 15 mars, appelées la Marche de la paix, ont eu lieu à Moscou un jour avant le référendum de Crimée.

À la suite de la destitution du président ukrainien Viktor Ianoukovytch le 22 février 2014, diverses manifestations et contre-manifestations ont lieu en Crimée, notamment par des nationalistes russes anti-Maïdan demandant l'annexion de la péninsule par la Russie et par des Tatars de Crimée soutenant l'unité ukrainienne,, conduisant à une crise dans la région.
À partir du 26 février, des militants non identifiés,,,,,, confirmés par la suite comme étant des troupes russes déployés par Vladimir Poutine, commencent à prendre progressivement le contrôle de la péninsule de Crimée. Pendant ce temps, la question de l'adhésion à la fédération de Russie est soumise à un référendum, donnant un taux de participation officiel de 83 % et aboutissant à un vote affirmatif de 96 %. Ce vote est condamné par l'Union européenne, les États-Unis, l'Ukraine et l'Assemblée des Tatars de Crimée comme une violation de la constitution ukrainienne et du droit international,,. Le 17 mars, le Parlement de Crimée déclare son indépendance vis-à-vis de l'Ukraine et demande à rejoindre la fédération de Russie. Le 18 mars, la Russie et la Crimée signent un traité d'adhésion de la république de Crimée et de Sébastopol à la fédération de Russie,. Le 21 mars, le traité d'adhésion est ratifié et la création de deux nouvelles entités constituantes de la fédération de Russie est marquée par une salve de 30 coups de canon en vertu d'un décret du président russe. L'Assemblée générale des Nations unies adopte une résolution non contraignante déclarant l'invalidité du référendum et l’illégalité de l'incorporation de la Crimée à la Russie,.
Environ 3 000 personnes ont fui la Crimée au 1er avril, et 80 % d'entre elles s'avèrent être des Tatars de Crimée. Les équipes de l'Organisation pour la sécurité et la coopération en Europe de l'oblast d'Ivano-Frankivsk et de l'oblast de Tchernivtsi ont aidé les personnes déplacées internes qui se sont réinstallées dans l'ouest de l'Ukraine depuis la Crimée. Le nombre de réfugiés, principalement des Tatars de Crimée, est en constante augmentation et le 20 mai, le Haut Commissariat des Nations Unies pour les réfugiés (HCR) déclare qu'environ 10 000 personnes ont été déplacées.

### Oblast de Donetsk
Des manifestants pro-russes occupent le bâtiment de l'administration régionale de l'État (RSA) de Donetsk du 1er au 6 mars, avant d'être expulsés par les services de sécurité ukrainiens,.

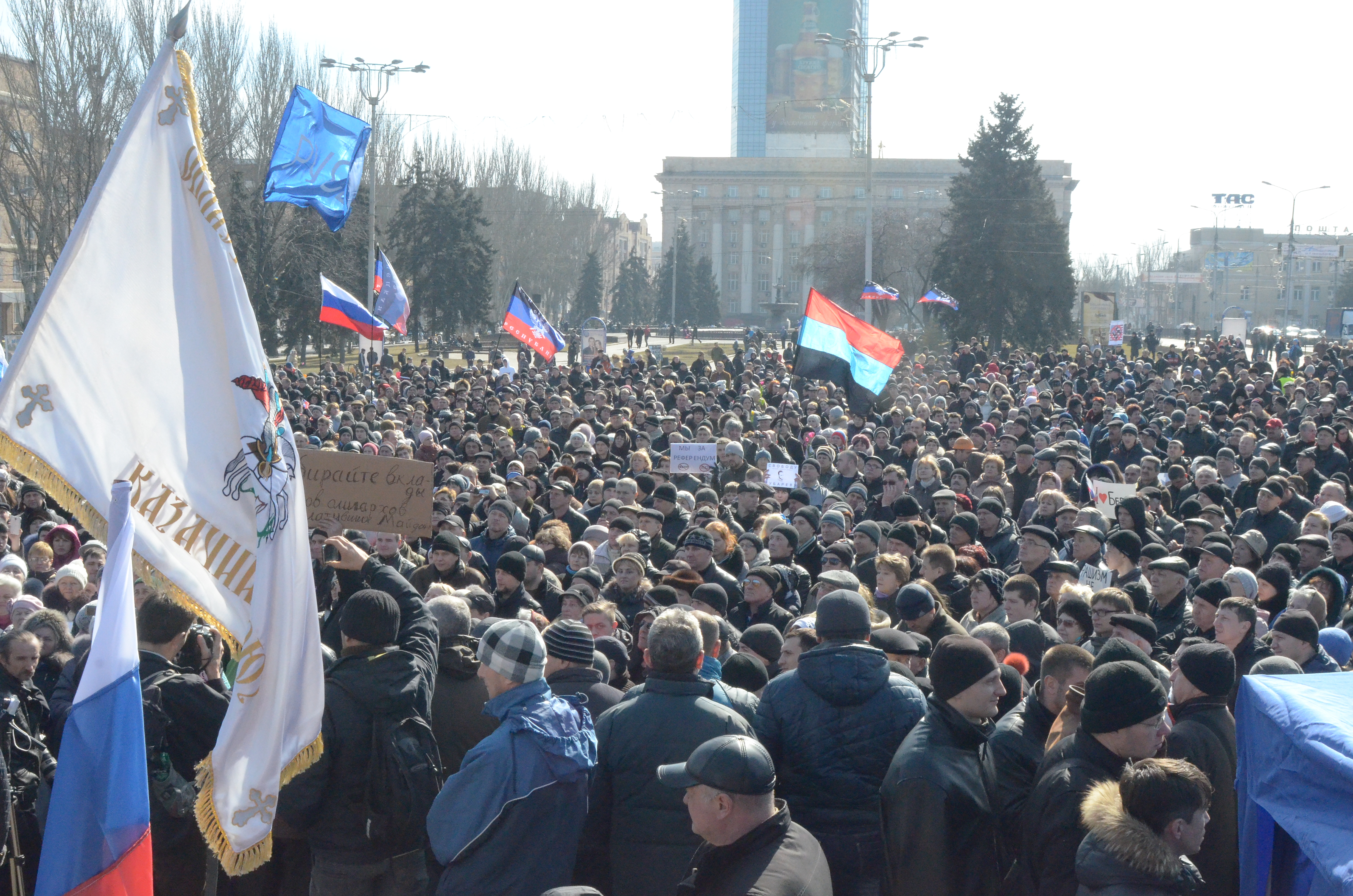
Manifestants pro-russes à Donetsk, 8 mars 2014.

La journée du 13 mars est marquée par de violents affrontements entre manifestants pro et anti-Maïdan à Donetsk. Un groupe important de manifestants anti-Maidan franchit un cordon de police et commence à attaquer une petite manifestation pro-Maidan. Lors d'entretiens avec des observateurs de l'OSCE, des passants ont décrit comment un groupe d'une trentaine de manifestants pro-Maidan « ont été contraints de chercher refuge dans un bus de police encerclé par des assaillants anti-Maidan ». Les vitres du bus « ont été brisées et des gaz irritants dispersés à l'intérieur, forçant le groupe à sortir du bus, où ils ont ensuite été battus et injuriés ». Un manifestant pro-ukrainien est poignardé à mort lors des violences,. Un rapport de l'OSCE déclare que « les forces de police » n'ont pas « pris les mesures adéquates pour protéger l'assemblée pro-Maidan » et « ont pu être observées en train de traiter les manifestants anti-Maidan de manière favorable ». Après cette journée de violences, des personnes interrogées déclarent à l'OSCE que les habitants de Donetsk ont décidé de ne plus organiser de manifestations pro-Maïdan pacifiques, « par crainte pour leur sécurité ».
Le dimanche 6 avril, des manifestants pro-russes organisent un rassemblement à Donetsk pour réclamer un référendum sur l'indépendance. Un groupe de 1 000 manifestants se détache de la foule et prend d'assaut le bâtiment du RSA, la police n'offrant que peu de résistance. Ils occupent ensuite le bâtiment et hissent le drapeau russe pendant que les gens à l'extérieur scandent « Russie, Russie ». 100 personnes parviennent à se barricader dans le bâtiment.
Les séparatistes annoncent que si une session extraordinaire n'est pas tenue par des responsables, annonçant un référendum pour rejoindre la Russie, ceux-ci déclareront un contrôle unilatéral en formant un « mandat du peuple » à midi le 7 avril et révoqueront tous les membres élus du conseil et les députés,,. Les personnes ayant voté au sein du RSA n'ont pas été élues aux postes qu'elles doivent assumer. Selon l'Agence télégraphique d'information de Russie, la déclaration est votée par certains législateurs régionaux, mais d'autres rapports indiquent que ni l'administration municipale de Donetsk ni les conseils de district locaux des quartiers de la ville n'ont délégué de représentants à la session,. Selon le gouvernement ukrainien, la saisie des bâtiments du RSA par les forces pro-russes s'inscrit dans « un scénario écrit en fédération de Russie » pour déstabiliser l'Ukraine, mené par « environ 1 500 radicaux dans chaque région qui s'expriment clairement en accents russes ».
Le 6 avril, les dirigeants du groupe séparatiste de la république de Donetsk annoncent qu'un référendum, sur la question de savoir si l'oblast de Donetsk doit « rejoindre la fédération de Russie », aura lieu « au plus tard le 11 mai 2014 ». De plus, les dirigeants du groupe appellent le président russe Vladimir Poutine à envoyer des forces de maintien de la paix russes dans la région,. Le groupe est interdit en Ukraine depuis 2007. Le chef du groupe, Andreï Purgine, avait été arrêté des semaines auparavant pour séparatisme. Le chef politique de l'État est le gouverneur du peuple autoproclamé Pavel Goubarev, un ancien membre du Parti socialiste progressiste d'Ukraine, qui est également en état d'arrestation pour séparatisme,.
En réponse à ces actions, le président ukrainien par intérim, Oleksandr Tourtchynov, s'engage à lancer une importante opération antiterroriste contre les mouvements séparatistes dans les régions orientales du pays. Plus tard dans la journée, le bureau du SBU à Donetsk est repris par le SBU Alpha Group. L'unité des forces spéciales ukrainiennes dirigée par le vice-Premier ministre ukrainien chargé de l'application de la loi, Vitaly Yarema, qui était censée rétablir le contrôle du bâtiment RSA de Donetsk, a cependant refusé de le prendre d'assaut et d'en chasser les séparatistes. Tourtchynov offre l'amnistie aux séparatistes s'ils déposent les armes et s'ils rendent, et offre également des concessions qui comprennent la dévolution du pouvoir aux régions et la protection de la langue russe dans la loi,. Beaucoup à Donetsk ont exprimé leur désapprobation envers les actions des séparatistes.

#### Saisies de bâtiments gouvernementaux

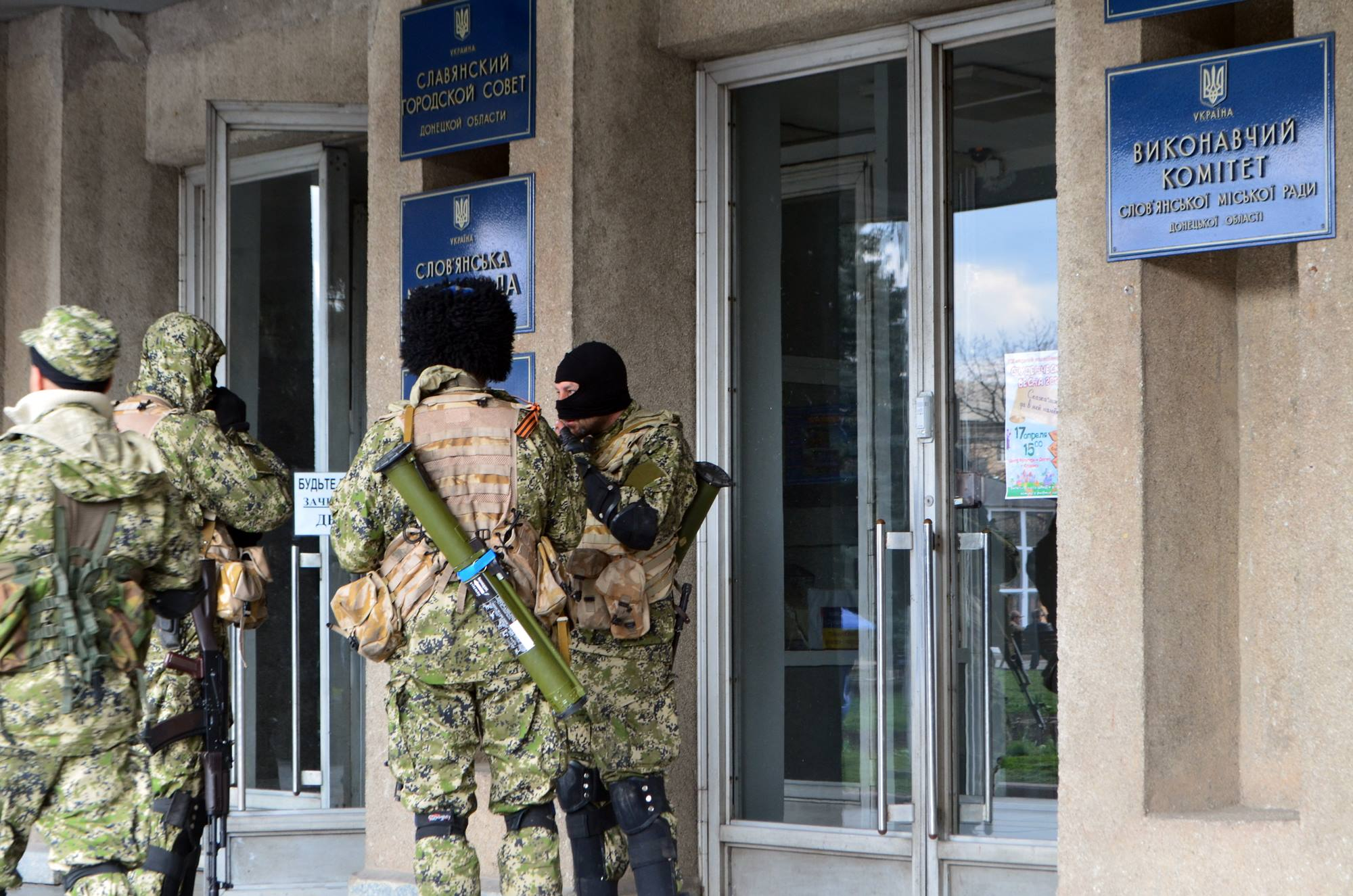
Le conseil municipal de Sloviansk sous le contrôle d'hommes masqués armés de fusils d'assaut Kalachnikov et de lance-roquettes RPG-26.

Le 12 avril, un groupe de militants masqués, formé en Crimée et dirigé par l'ancien officier des services de sécurité russes Igor Guirkine, s'est emparé du bâtiment du comité exécutif, du département de police et du bureau du SBU à Sloviansk, une ville du nord de l'oblast de Donetsk. Le ministre ukrainien des Affaires intérieures, Arsen Avakov, qualifie les hommes armés de « terroristes » et jure d'utiliser les forces spéciales ukrainiennes pour reprendre le bâtiment,.
Des saisies de postes de police et d'autres bâtiments gouvernementaux par des groupes séparatistes armés ont également lieu dans d'autres villes de l'oblast de Donetsk, notamment la ville de Donetsk proprement dite, Kramatorsk, Droujkivka, Horlivka, Marioupol et Ienakiieve,. Le président de transition ukrainien Oleksandr Tourtchynov lance une opération militaire « anti-terroriste » à grande échelle pour récupérer les bâtiments.
Selon Vitaly Yarema, des unités des forces spéciales russes, dont le 45e régiment de parachutistes habituellement stationné près de Moscou, opèrent sur le territoire ukrainien dans les villes de Kramatorsk et Sloviansk. Le 16 avril, le nombre de soldats des forces spéciales russes monte à 450,.

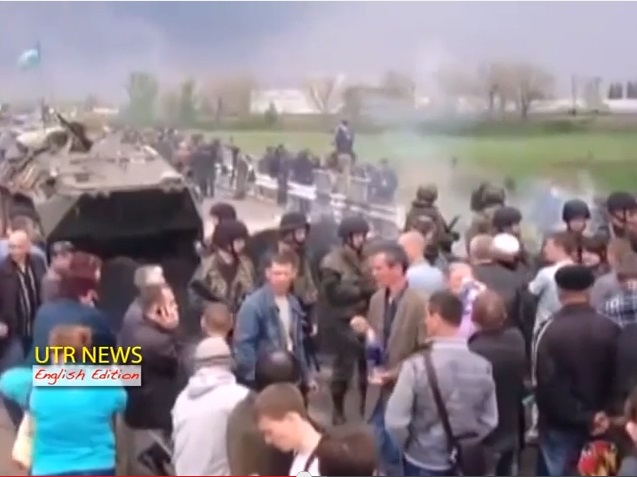
Des civils bloquent l'armée ukrainienne près de Sloviansk, avril 2014.

Le 16 avril, l'opération « anti-terroriste » menée par le gouvernement ukrainien dans l'oblast de Donetsk s'heurte à quelques obstacles. Les manifestants saisissent des véhicules blindés ukrainiens à Kramatorsk et renvoient des soldats à Sloviansk. Dans la nuit du 16 avril, environ 300 manifestants pro-russes attaquent une unité militaire ukrainienne à Marioupol, lançant des cocktails Molotov. Le ministre des Affaires intérieures, Arsen Avakov, déclare que les troupes ont été forcées d'ouvrir le feu, entraînant la mort de trois des assaillants.
La déclaration de Genève du 17 avril n'entraîne pas la fin des occupations de bâtiments gouvernementaux dans l'oblast de Donetsk. Deux groupes pro-russes à Marioupol déclarent qu'ils « se sentent trahis » par l'action entreprise à Genève. Une trêve déclarée pour le dimanche de Pâques est rompue par une attaque contre un poste de contrôle séparatiste à Sloviansk, attisant davantage les tensions.
La situation demeure tendue le 23 avril, l'occupation des bâtiments gouvernementaux se poursuivant dans toute la région. Les observateurs de l'OSCE observent que le bâtiment de l'administration municipale, le bâtiment du SBU et le poste de police de Sloviansk restent fortement fortifiés par des groupes armés d'hommes portant des masques et des armes automatiques. La ville reste calme, sans aucune manifestation. Cependant, les moniteurs estiment que la ville reste sous haute surveillance, à la fois par des personnes en uniforme et masquées, mais aussi par de nombreuses personnes en civil. Selon un témoignage, les habitants de Sloviansk ont peur de discuter de leurs opinions sur les occupants.

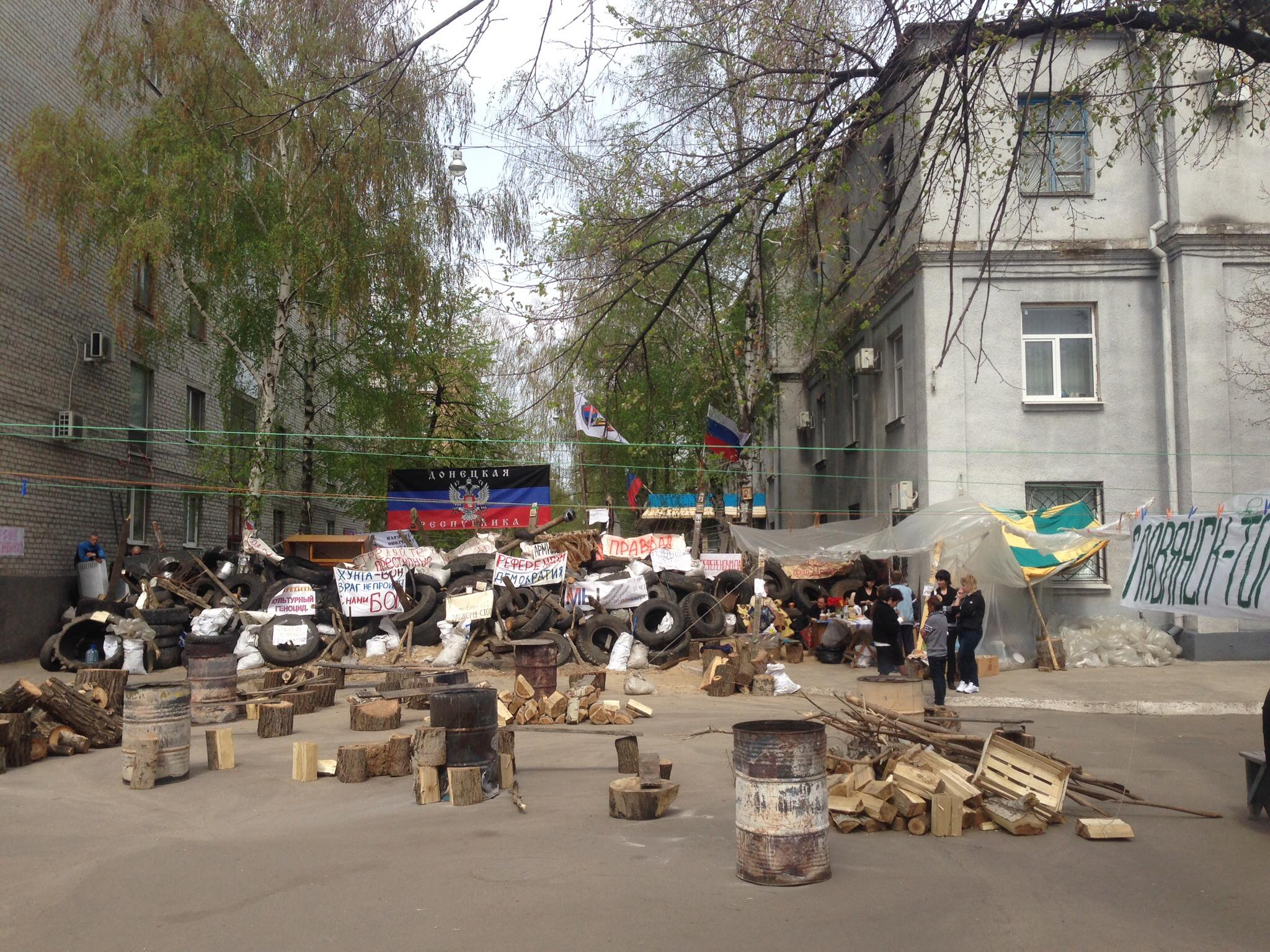
Barricade à Sloviansk, 23 avril 2014.

Le 24 avril, les forces ukrainiennes lancent une série d'« attaques de sondage » à Sloviansk contre les insurgés. Le maire séparatiste autoproclamé de la ville, Viatcheslav Ponomarev, déclare en réponse : « Nous ferons de cette ville Stalingrad ». Le gouvernement ukrainien annonce le 25 avril « bloquer complètement la ville de Sloviansk », poursuivant l'opération « anti-terroriste ». Au milieu des tensions croissantes, les séparatistes de Sloviansk arrêtent sept observateurs internationaux d'une mission de vérification militaire de l'OSCE en Ukraine, qui se rendaient dans la ville en bus, ainsi que le chauffeur du bus et cinq soldats ukrainiens l'accompagnant. Les journalistes sont détenus dans le bâtiment occupé du SBU. L'accès à la ville demeure illimité malgré le supposé blocus de l'armée ukrainienne, avec des barricades séparatistes tenues par moins de personnes que les jours précédents. L'administration séparatiste de Sloviansk ne fournit aucun service administratif aux citoyens annoncent les résidents locaux.
Des tracts publiés par la république populaire de Donetsk sont distribués le 26 avril, informant les citoyens d'un référendum sur la question de savoir s'ils soutiennent ou non la proclamation de la « souveraineté de l'État » par la République qui se tiendra le 11 mai. Le lendemain matin, deux membres de la mission spéciale d'observation de l'OSCE sont détenus par un groupe d'hommes non armés de la milice populaire du Donbass à Ienakiieve. Ils sont emmenés à l'hôtel de ville occupé, interrogés, puis relâchés après qu'une lettre envoyée par le bureau de la mission à Kiev ait confirmé les pouvoirs des contrôleurs. Un grand rassemblement pro-gouvernemental dans la ville de Donetsk a défilé pour protester contre la violence dans l'oblast de Donetsk et la tentative d'assassinat du maire de Kharkiv, Hennadiy Kernes, le 28 avril. Le rassemblement est rapidement et violemment dispersé par des séparatistes armés de battes de baseball, de barres de fer, de pétards et de boucliers.

#### Deuxième contre-offensive

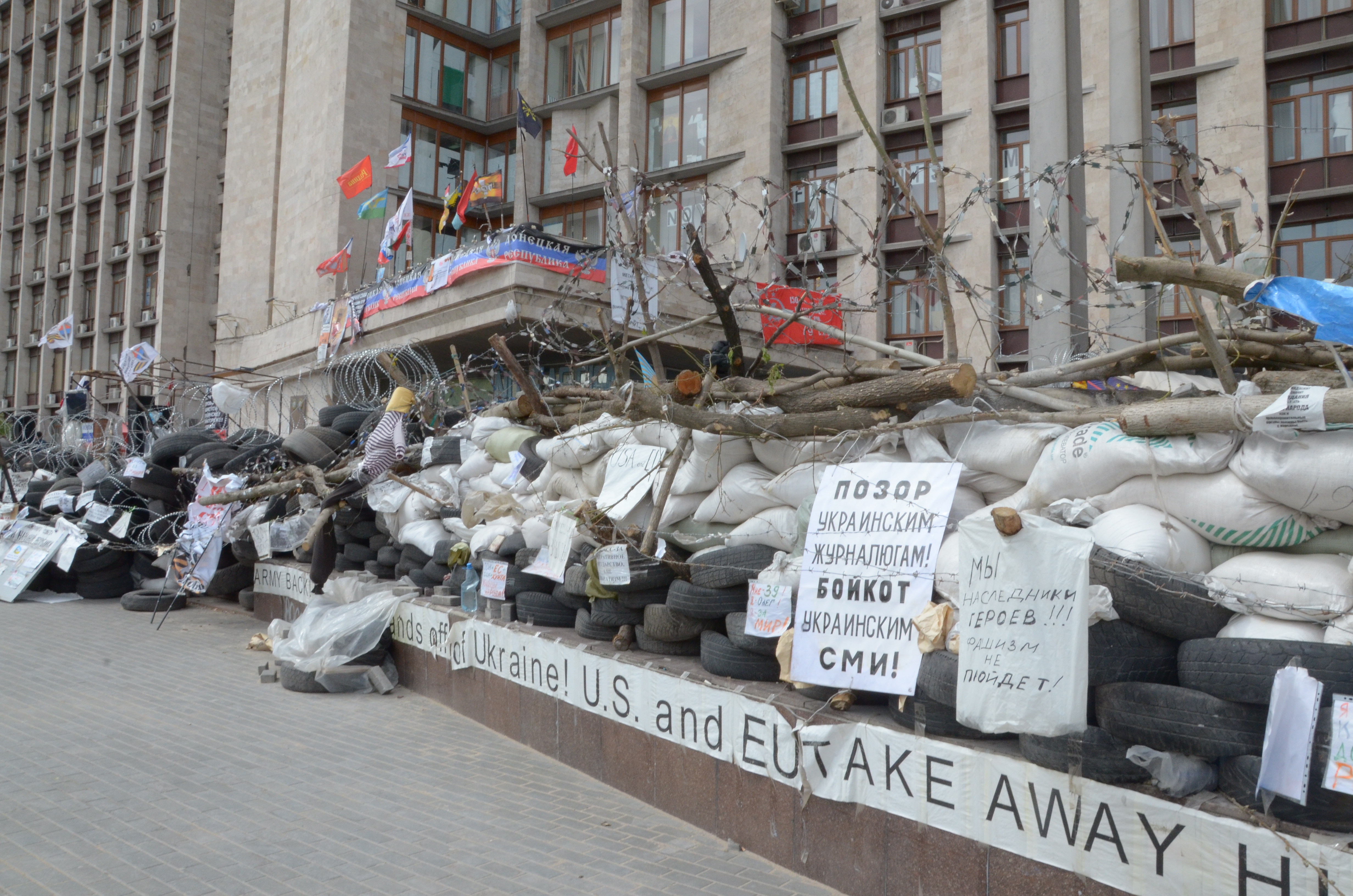
Barricade à l'extérieur de Donetsk comprenant des slogans anti-occidentaux.

Une nouvelle contre-offensive des forces gouvernementales sur Sloviansk au petit matin du 2 mai entraîne la destruction de deux hélicoptères gouvernementaux et des victimes des deux côtés,. En conséquence, les forces ukrainiennes prennent le contrôle de tous les points de contrôle séparatistes et de la moitié de la ville. Le président Oleksandr Tourtchynov déclare que de nombreux séparatistes ont été tués, blessés et arrêtés. Au petit matin du lendemain, la contre-offensive a ensuite ciblé Kramatorsk et Andriïvka. De violents combats aboutissent à la reprise des bâtiments occupés à Kramatorsk par les forces gouvernementales, et au moins dix séparatistes auraient été tués à Andriivka.
Tous les observateurs militaires internationaux détenus à Sloviansk sont libérés par Viatcheslav Ponomarev le 3 mai,. Le même jour, des manifestants dans la ville de Donetsk prennent d'assaut et occupent le bureau privé du président du gouvernement régional et le bâtiment du SBU, brisant des fenêtres et saccageant des dossiers pour se venger des affrontements à Odessa,.
Kramatorsk est réoccupé par des militants le 4 mai et Sloviansk connait de nouveaux combats le 5 mai, entraînant la mort de quatre soldats ukrainiens,. De violents combats ont lieu à Marioupol à partir du 5 mai. Des affiches collées sur le bâtiment occupé de l'administration municipale indiquent « OSCE sortez » ou « OSCE vous trichez ». Dans le cadre de la contre-offensive, les forces gouvernementales reprennent le bâtiment le 7 mai, avant de le quitter plus tard, permettant aux séparatistes de le réoccuper rapidement.
Les bâtiments occupés à Donetsk sont fortement fortifiés le 6 mai et l'aéroport international de Donetsk est fermé à tout trafic. Le centre régional de télédiffusion reste occupé par une trentaine d'insurgés camouflés avec des AK-47. Un BTR-70 est garé à l'extérieur du bâtiment, ainsi que des barricades faites de sacs de sable et de pneus. Une présence similaire est observée au bâtiment RSA.
Le 7 mai, le président russe Vladimir Poutine demande aux séparatistes de retarder le référendum prévu le 11 mai sur le statut de Donetsk. Denis Pouchiline, le chef de la république populaire de Donetsk, refuse. En réponse, le Premier ministre ukrainien de transition, Arseni Iatseniouk, fait référence aux mots de Poutine « l'air chaud », et jure que la contre-offensive à Donetsk se poursuivra.
Une importante escarmouche éclate à Marioupol le 9 mai, lorsque les troupes gouvernementales lancent une attaque contre un poste de police de la ville, entraînant la mort d'au moins vingt personnes. Ceux-ci sont décrits par le gouvernement ukrainien comme des « militants et terroristes », bien que certains résidents locaux aient déclaré qu'il s'agissait de manifestants non armés,,.

#### Référendum

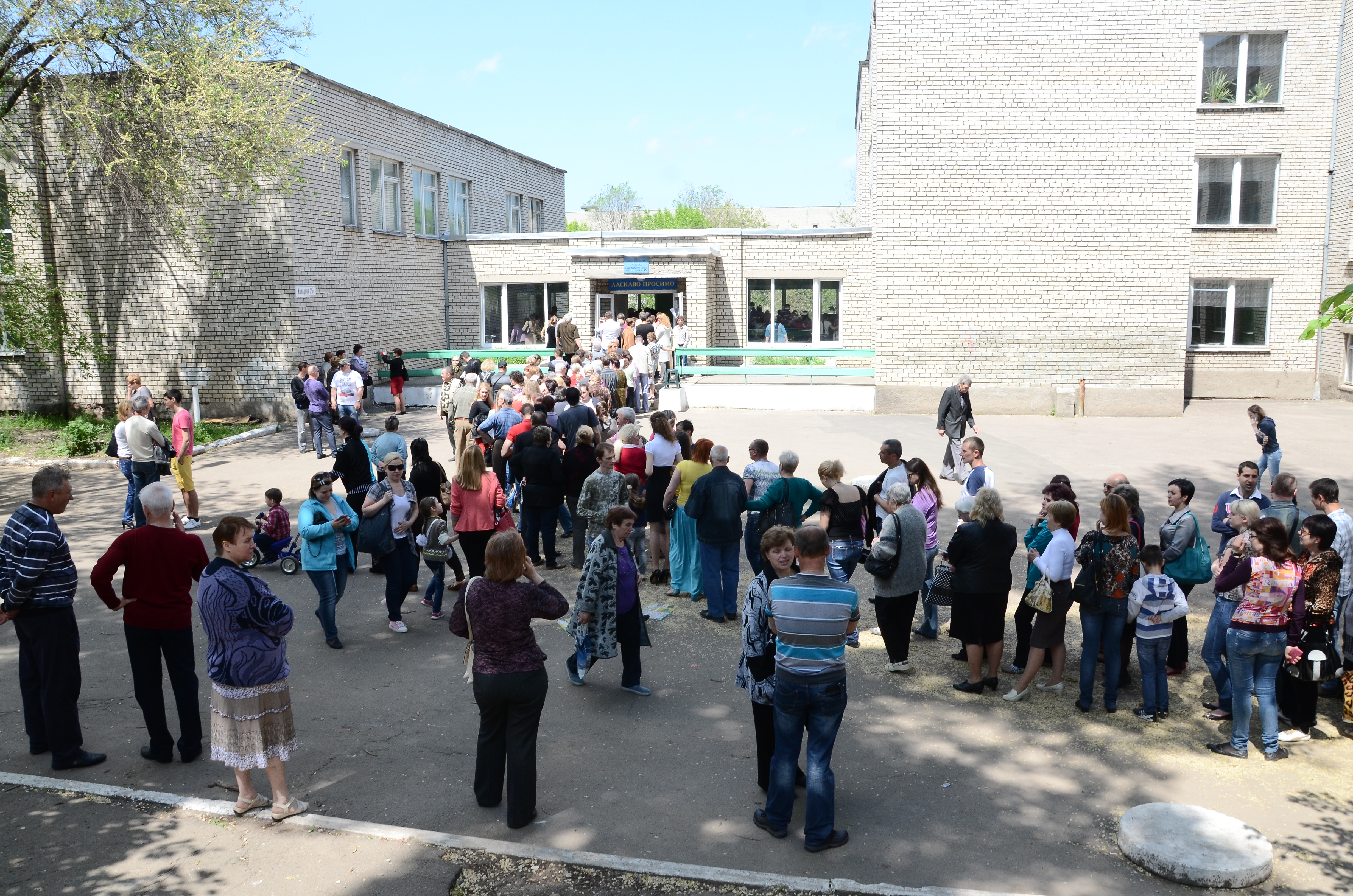
Attente pour entrer dans un bureau de vote à Donetsk, 11 mai.

Le référendum contesté sur le statut de l'oblast de Donetsk a lieu le 11 mai,. Selon les représentants de la république populaire de Donetsk, 89 % ont voté en faveur de l'autonomie et 10 % ont voté contre. La participation atteint les 75 %. Les observateurs de l'OSCE n'ont pas observé le référendum, car la situation à Donetsk après l'escarmouche à Marioupol est qualifiée de « volatile », les obligeant à restreindre leurs opérations dans la région. Après l'annonce des résultats, le chef de la République Denis Pouchiline déclare que « toutes les troupes militaires ukrainiennes dans la région seraient considérées comme des forces d'occupation ». En réponse à la faiblesse perçue de l'armée ukrainienne, certains Ukrainiens s'opposant aux insurgés formèrent le « bataillon de volontaires du Donbass », sur le modèle des groupes de partisans ukrainiens ayant combattu à la fois le Reich allemand et l'Union soviétique pendant la Seconde Guerre mondiale.

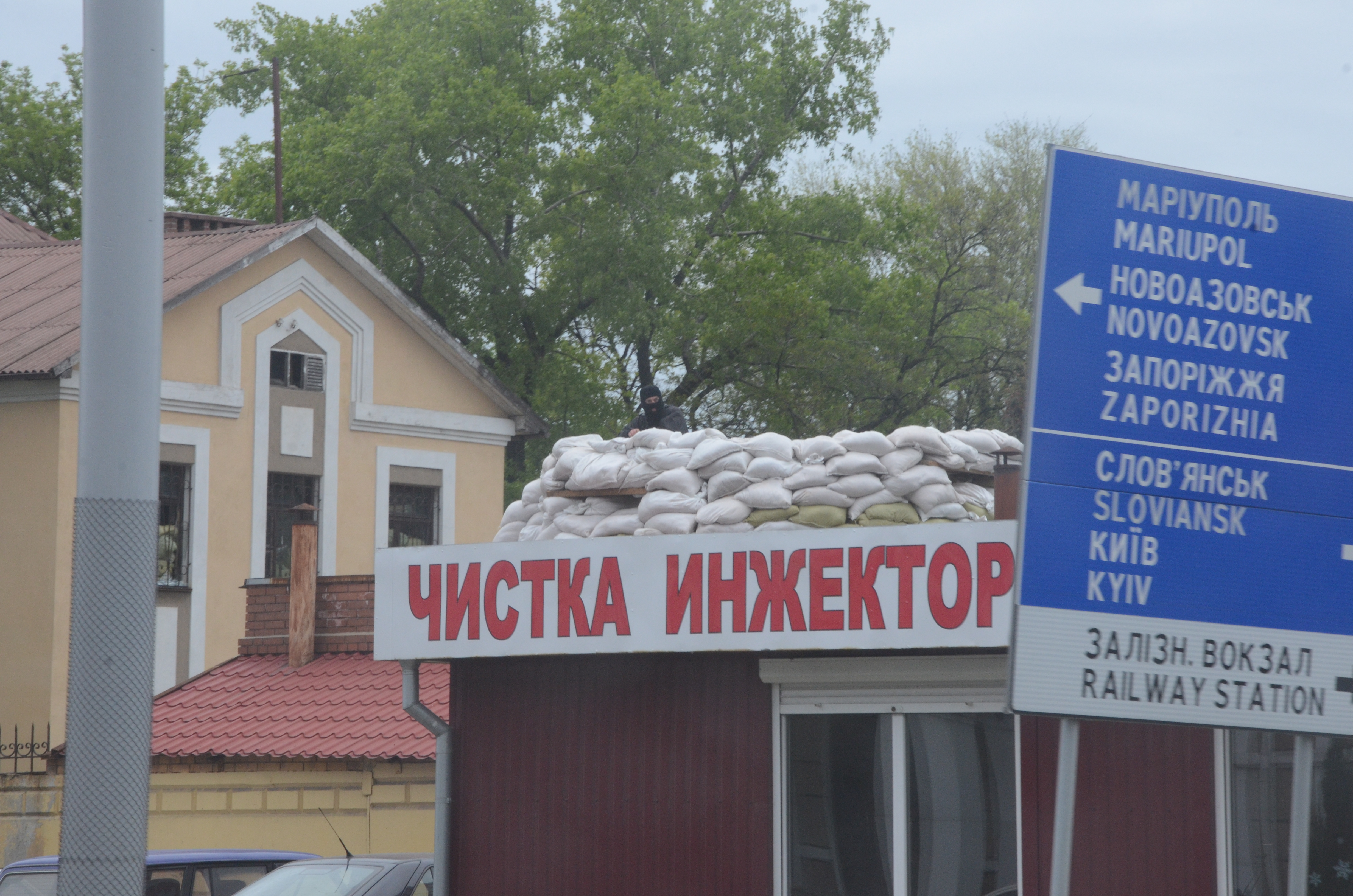
Emplacement des insurgés à Donetsk, montrant également un panneau routier indiquant les principales zones de conflit : Sloviansk et Marioupol.

Les métallos et les agents de sécurité de Metinvest, ainsi que la police locale, commencent des patrouilles conjointes dans la ville de Marioupol le 15 mai,. Ces groupes chassent les insurgés des bâtiments qu'ils occupent. Un représentant des partisans de Marioupol de la république populaire de Donetsk, Denis Kuzmenko, accepte un accord qui conduit à cette évacuation des bâtiments par les insurgés, mais un commandant local des insurgés occupant le bâtiment déclare que « quelqu'un essaie de semer la discorde entre nous, quelqu'un a signé quelque chose, mais nous continuerons notre combat », et qu'il estime que « tout le monde s'est enfui ». Des métallos sont repérés en train de retirer des barricades du centre-ville et de nettoyer le bâtiment administratif de la ville incendié. Au matin du 16 mai, les journalistes de l'Associated Press ne trouvent aucune trace des insurgés dans le centre-ville de Marioupol. Le 16 mai, cependant, des journalistes du Washington Post déclarent qu'une centaine de militants pro-russes se sont rassemblés sur les marches du bâtiment de l'administration de la ville et que le drapeau séparatiste continue de flotter à son sommet.
Rinat Akhmetov, oligarque et propriétaire de Metinvest, appelle à des manifestations non violentes contre les séparatistes du Donbass le 19 mai. En réponse à cet appel, des voitures se rassemblent devant le bâtiment RSA de Donetsk en klaxonnant continuellement. Selon les observateurs de l'OSCE, certaines personnes âgées ont jeté des pierres et des bouteilles d'eau sur les voitures alors qu'elles passaient devant l'administration publique régionale (RSA). Un autre groupe de trente personnes à l'extérieur du RSA a scandé le slogan « Akhmetov est un ennemi du peuple » tout en brandissant des banderoles disant « Akhmetov est un voleur et un partisan du fascisme » et « Êtes-vous un esclave d'Akhmetov ? ».
L'État confédéral de Novorossiya est proclamé par Pavel Goubarev le 22 mai, incorporant à la fois la république populaire de Donetsk et la république populaire de Lougansk. La « Nouvelle Russie » (russe : Novorossiya) renvoie à un terme utilisé par l'Empire russe pour désigner l'Ukraine orientale et méridionale moderne. Quelques jours plus tard, le 26 mai, une bataille acharnée éclate entre les insurgés séparatistes contrôlant l'aéroport international de Donetsk et les forces gouvernementales ukrainiennes. Une cinquantaine d'insurgés sont tués dans les combats, ce qui leur font perdre le contrôle de l'aéroport. Des paramilitaires tchétchènes, ainsi que d'autres russes, ont combattu les forces ukrainiennes pendant la bataille. Selon Artur Gasparian, membre de l'unité d'insurgés ayant tenu l'aéroport, la majorité des pertes des séparatistes sont dues à des tirs amis,.
Des membres du bataillon Vostok, le groupe d'insurgés pro-russes ayant combattu les forces ukrainiennes à l'aéroport, prennent le contrôle du bâtiment RSA de Donetsk le 28 mai et limogent les dirigeants de la république populaire de Donetsk. Les participants à l'action estiment qu'il s'agit d'une « mesure d'urgence » pour stopper « une forte augmentation des pillages et de la criminalité, ainsi que des troubles au sein de la direction ». Ils sont repérés en train de nettoyer les barricades et les ordures laissées par ceux qui contrôlaient auparavant le bâtiment.

#### Combats continus

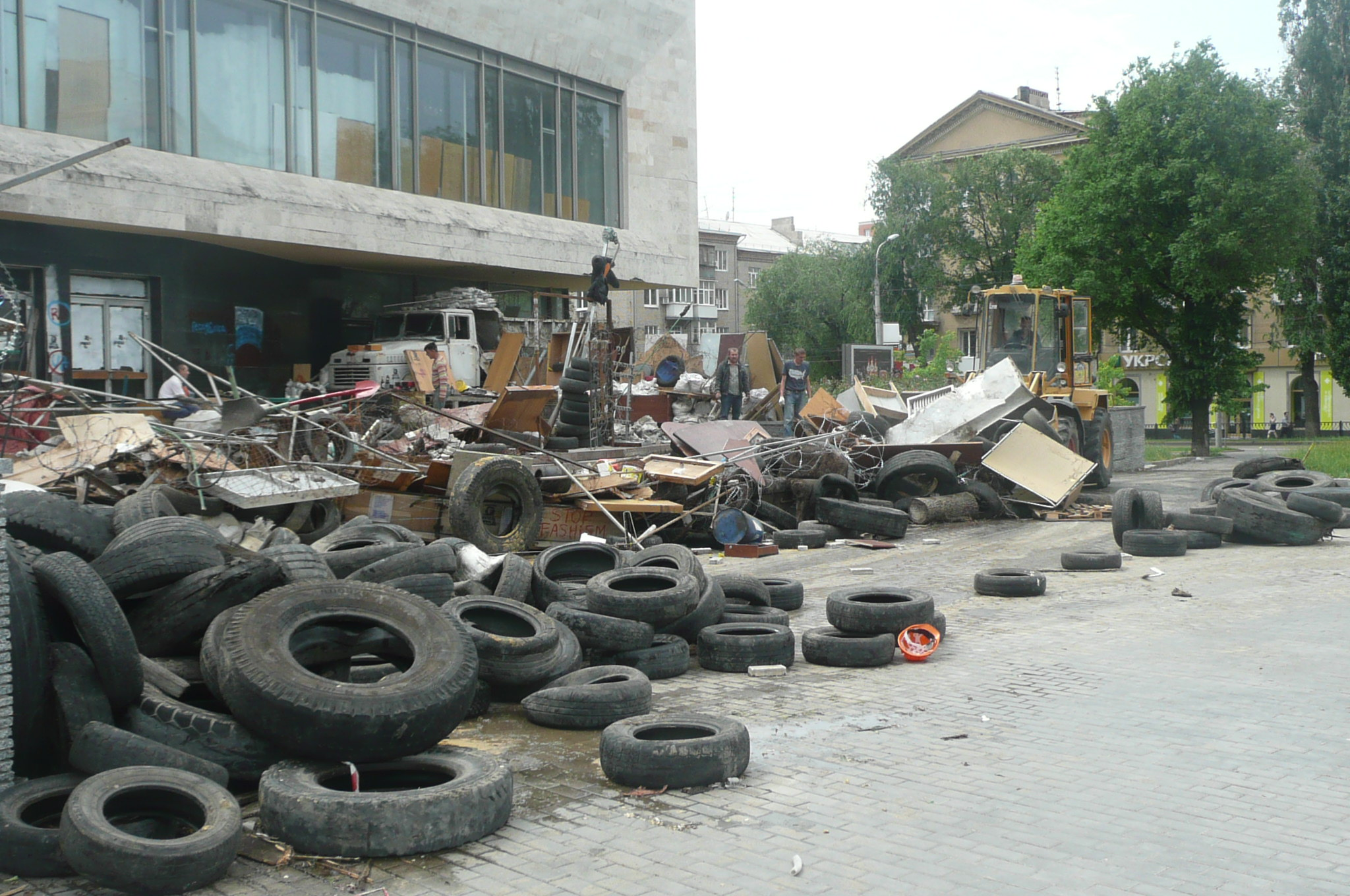
Des membres du bataillon Vostok démantèlent la barricade de l'administration publique régionale de Donetsk le 3 juin.

Les combats se poursuivent tout au long du mois de juin. Dans le cadre du plan de paix en quinze points du président ukrainien Petro Porochenko, un cessez-le-feu fréquemment rompu s'est étalé du 20 au 30 juin. Une nouvelle offensive gouvernementale après la rupture du cessez-le-feu entraîne de lourdes pertes pour les séparatistes, les forçant à se retirer du nord de l'oblast de Donetsk, y compris de nombreuses villes qui étaient sous leur contrôle depuis avril, telles que Sloviansk, Droujkivka, Kostiantynivka et Kramatorsk,. De violents combats se poursuivent au cours des mois suivants, jusqu'à la signature du protocole de Minsk début septembre, qui établira un cessez-le-feu.

#### Attaques contre des journalistes
Un certain nombre d'attaques a visé des membres de la presse par des membres des séparatistes à Donetsk. Le 10 avril, des manifestants devant la RSA de Donetsk attaquent des journalistes biélorusses parce qu'ils parlent la langue biélorusse ; les journalistes ukrainiens sont contraints de parler russe pour éviter de fâcher les manifestants pro-russes. Selon le Kyiv Post, ils ont également attaqué des journalistes de Russia Today, mais la chaîne n'en a pas parlé. Quelques jours plus tard, le 12 avril, un groupe de 150 personnes se rassemblent devant le poste de police de Sloviansk en soutenant des militants armés hostiles aux journalistes, leur demandant de « retourner à Kiev ».
Un inconnu met le feu à la voiture du rédacteur en chef du News of Donbas. L'éditeur avait reçu des menaces anonymes de la part des séparatistes. Le 19 avril, les bureaux du journal local Pro Gorod à Tchystiakove, à 80 kilomètres au sud-est de Donetsk, sont incendiés.
Les séparatistes incendient les bureaux du journal Provintsia à Kostiantynivka le 23 avril, après avoir précédemment harcelé le personnel du journal et les avoir qualifiés de « mouvement Secteur droit »,. Stepan Tchiritch, journaliste biélorusse de la chaîne russe NTV, est porté disparu dans l'oblast de Dnipropetrovsk. Un autre journaliste, Evgeni Gapitch, photographe du journal Reporter d'Ivano-Frankivsk disparaît à Horlivka. On ne sait pas où il se trouve, mais il aurait été détenu par les forces séparatistes à Sloviansk. De plus, Simon Ostrovsky, un journaliste de Vice News, est capturé par des inconnus en uniforme à Sloviansk, et relâché au bout de quatre jours. Le journaliste britannique Graham Phillips est fait prisonnier par les séparatistes et l'armée ukrainienne.
Un rapport de Human Rights Watch critique le gouvernement ukrainien pour « les arrestations en série de journalistes russes en Ukraine ».

### Oblast de Louhansk

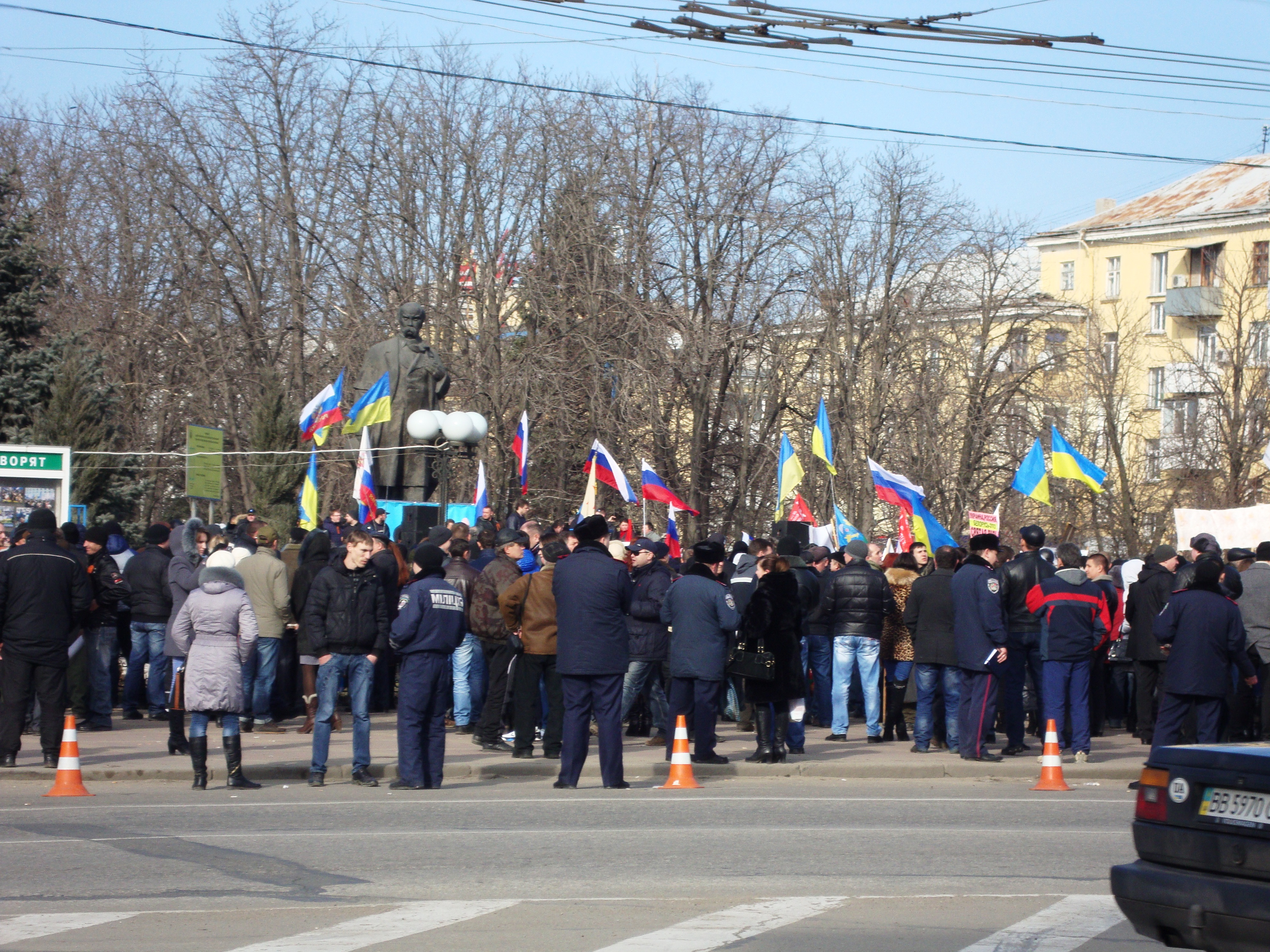
Des manifestants autour d'une statue de Taras Chevtchenko sur la place des Héros à Louhansk, brandissant des drapeaux russes et ukrainiens, le 1 mars 2014.

Pour protester contre l'annulation proposée de la loi sur la langue régionale, l'administration régionale de l'oblast de Louhansk vote pour exiger que la langue russe reçoive le statut de langue officielle. Ils exigent également l'arrêt de la persécution des anciens officiers du Berkout, le désarmement des unités d'autodéfense de Maïdan et l'interdiction d'un certain nombre d'organisations politiques d'extrême droite, comme Svoboda et l'UNA-UNSO. Au cas où les autorités ne se conformeraient pas aux demandes, l'administration de l'Oblast se réserve le « droit de demander l'aide du peuple frère de la fédération de Russie ».
Les bâtiments gouvernementaux de Louhansk sont occupés à plusieurs reprises. Une manifestation pacifique pro-Maïdan sur la place des Héros, devant le bâtiment administratif de la ville de Louhansk, est attaquée par des contre-manifestants anti-Maïdan le 9 mars. Les assaillants ont alors pris d'assaut le bâtiment et l'ont occupé, avant d'être rapidement évacués par les forces gouvernementales,. Le siège local du Service de sécurité ukrainien (SBU) est occupé le 6 avril, ainsi que son arsenal de plus de 300 mitrailleuses. Des militants pro-russes discutent des plans d'une « république parlementaire de Lougansk » le 8 avril 2014. 1 500 personnes sont impliquées dans l'occupation du bâtiment. Les occupants se nomment l'Armée du Sud-Est (russe : Армия Юго-Востока,). Selon The Guardian, le personnel comprend d'anciens membres de la police spéciale de Berkout.
L'ambiance demeure tendue à Louhansk le 14 avril. Au cours de la matinée, jusqu'à 300 personnes sont observées à l'entrée du bâtiment du SBU. Rien n'indique que les manifestants pro-russes à Louhansk adopteraient les termes de la Déclaration de Genève sur l'Ukraine, et les manifestations se sont poursuivies. Les occupants du bâtiment du SBU  déclarent aux observateurs de l'OSCE le 20 avril qu'ils se démobiliseront une fois que les bâtiments occupés à Kiev seront évacués par les partisans d'Euromaïdan. Les moniteurs rencontrent également un barrage routier près du village de Rayhorodka, dans le raïon de Novoaïdar, occupé par une dizaine de personnes en civil, dont le prêtre orthodoxe local. Ils déclarent avoir érigé le barrage routier le 14 avril pour protéger leur village de toute incursion séparatiste. Un commandant de l'armée ukrainienne indique qu'aucun incident ne s'est produit jusqu'à présent au barrage routier, mais que des inconnus armés sont repérés à proximité dans la nuit.
Un rassemblement devant le bâtiment du SBU pour élire un « gouvernement populaire » à Louhansk a lieu le 21 avril,,. Lors du rassemblement, les manifestants appellent à un référendum le 11 mai sur le statut de l'oblast de Louhansk avec trois options : faire partie d'une fédération ukrainienne, rejoindre la fédération de Russie ou rester dans une Ukraine unitaire. Environ 1 500 participants sont observés au plus fort de la mobilisation. Les dirigeants du rassemblement déclarent qu'ils ne se considèrent pas séparatistes et recherchent une solution pacifique, qui permettrait à l'oblast de Louhansk de demeurer partie intégrante de Ukraine,.
La mission d'observation de l'OSCE signale que la situation à Louhansk le 23 avril est « stable » et que la zone autour du bâtiment occupé du SBU est « calme ». Les observateurs rencontrent des représentants d'une organisation non gouvernementale retenus captifs pendant six heures dans le bâtiment le 21 avril par une centaine d'hommes en uniforme banalisé équipés de mitrailleuses, présents à l'intérieur à ce moment-là.

#### Escalade

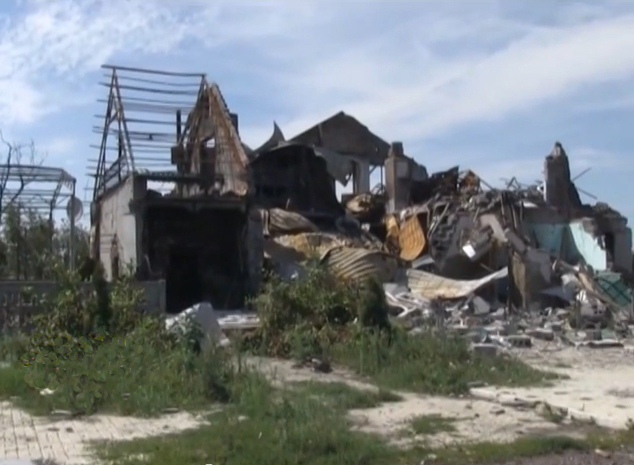
Maison détruite dans le Donbass, 22 juillet 2014.

Plusieurs centaines de manifestants s'étant rassemblés devant le bâtiment occupé du SBU proclament la « république populaire de Louhansk » le 27 avril,. Ils exigent que le gouvernement ukrainien accorde l'amnistie à tous les manifestants, consacre le russe comme langue officielle et organise un référendum sur le statut de la région. Ils lancent un ultimatum déclarant que si Kiev ne répond pas à leurs demandes avant 14 h 00 le 29 avril, ils lanceront une insurrection en tandem avec celle de la république populaire de Donetsk,.
Ces demandes n'étant pas satisfaites, 2 000 à 3 000 manifestants prennent d'assaut le bâtiment RSA de Louhansk le 29 avril,. Auparavant, seul le bâtiment SBU avait été visé ; il n'était pas protégé à l'extérieur, mais un groupe de policiers anti-émeutes affrontre les manifestants dans une cour intérieure du bâtiment. Une brève impasse en résulte, mais la police n'a rien fait pour arrêter les manifestants. Un drapeau russe est hissé sur le bâtiment. Plusieurs autres bâtiments, dont un poste de police et le bureau du procureur local sont ensuite saisis. Vingt hommes armés séparatistes font feu à l'aide de mitrailleuses sur le poste de police pour forcer les officiers à se rendre. Le président Oleksandr Tourtchynov réagit à la perte des bâtiments en exigeant la démission immédiate des chefs de police de Donetsk et de Louhansk. Le 2 mai, cependant, les manifestants pro-russes occupant le conseil municipal et le centre de télévision quittent les lieux, et le bureau du procureur est libéré à la suite de négociations entre les autorités et les séparatistes,.
Le lendemain, cependant, le chef séparatiste et maire autoproclamé de Louhansk, Valéri Bolotov, annonce la formation d'une « armée du Sud-Est » pour marcher sur Kiev. Bolotov déclare également l'état d'urgence, introduit un couvre-feu, une interdiction des partis politiques et un mandat selon lequel les responsables locaux de l'application des lois doivent lui prêter serment d'allégeance. Dans une déclaration vidéo, il déclare : « En cas de non-respect de cela, vous serez déclarés traîtres vis-à-vis des habitants de Louhansk et des mesures de guerre seront prises à votre encontre ».
Un véhicule blindé lourd GAZ 2330 TIGR arborant l'emblème du Parti libéral-démocrate de Russie est repéré stationné devant le bâtiment RSA le 8 mai, avec des hommes en tenue militaire et des fusils d'assaut,. S'adressant aux observateurs de l'OSCE, le sous-gouverneur de l'oblast de Louhansk estime que « la situation sécuritaire dans la région se détériore en raison des activités des séparatistes et des gangs criminels ». Des membres de la mission spéciale d'observation de l'OSCE sont ensuite arrêtés à un point de contrôle « illégal » près du village de Chtchastia et détenus pendant trois heures avant d'être relâchés.

#### Référendum
Le référendum contesté sur le statut de l'oblast de Louhansk a lieu le 11 mai. Selon RIA Novosti, 96,2 % auraient voté en faveur de l'autonomie. Valéri Bolotov, chef de la République, décrète la « loi martiale » le 22 mai. Selon les observateurs de l'OSCE, environ 70 % des « magasins, cafés et banques » sont fermés dans le centre-ville de Louhansk. Les magasins demeurant encore ouverts auraient vendu certains produits de première nécessité et le carburant n'était pas disponible. La police était totalement absente.
L'État confédéral Novorossiya est proclamé par Pavel Goubarev le 22 mai, incorporant à la fois la république populaire de Donetsk et la république populaire de Lougansk. « Novorossiya » renvoie à un terme utilisé par l'Empire russe pour désigner l'Ukraine orientale et méridionale moderne.
Des explosions frappent l'administration publique régionale de Louhansk le 2 juin, tuant huit personnes et en blessant vingt-huit,. Selon les médias russes, les explosions sont causées par une frappe aérienne des forces gouvernementales ukrainiennes. Les responsables du gouvernement ukrainien nient ces informations en déclarant que les insurgés se sont tirés un missile anti-aérien sur eux-mêmes. Le lendemain, la mission spéciale d'observation de l'OSCE estime que sur la base « d'observations limitées », les « frappes résultent de roquettes non guidées tirées depuis un avion ». Une enquête de CNN prouvera que les détonations proviennent de l'air et la configuration des cratères suggère l'utilisation d'un équipement standard sur le Su-25, un chasseur d'attaque au sol, et le Su-27, deux avions de combat exploités par l'Ukraine. L'analyse de Radio Liberty conclut : « Malgré les démentis, toutes les preuves d'une explosion meurtrière pointent vers Kiev ». De violents combats dans la région se poursuivent au cours des mois suivants, jusqu'à la signature du protocole de Minsk début septembre, qui établira un cessez-le-feu.

### Oblast de Kharkiv
Des manifestations ont également lieu dans l'oblast de Kharkiv et le bâtiment de l'administration régionale de l'État est occupé à plusieurs reprises.

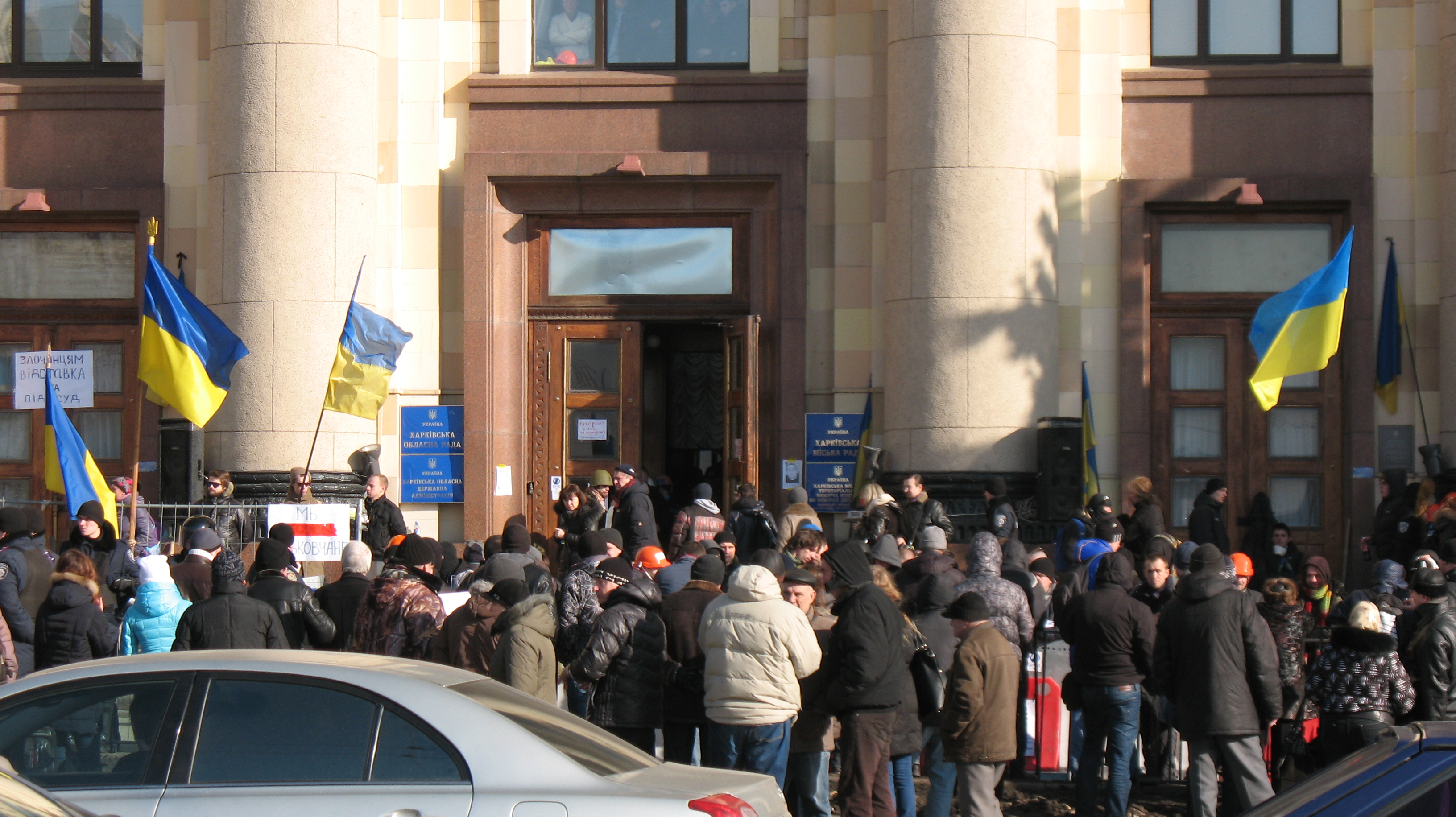
Manifestants pro-ukrainiens à Kharkiv, février 2014.

Les troubles se sont d'abord emparés de la ville de Kharkiv le 22 février 2014, lorsque des manifestants d'Euromaïdan ont occupé le bâtiment de l'administration régionale de l'État (RSA) de la ville,. Plus tard dans la journée, plusieurs milliers de manifestants tente de renverser une statue de Vladimir Lénine qui se dresse en face du bâtiment RSA sur la place de la Liberté. Plusieurs chauffeurs de taxi défendent le monument, blessant plusieurs manifestants. Le lendemain, plusieurs milliers de manifestants pro-russes se rassemblent sur la place pour protéger la statue et érigent une clôture périphérique autour. Le gouverneur de l'oblast de Kharkiv, Mikhaïl Dobkine, prononce un discours devant les défenseurs de la statue, affirmant que celle-ci représente « un symbole de notre ville... nous la laisserons ici et nous la défendrons ». La police locale sépare les manifestants pro et anti-Maïdan jusqu'au 1er mars. Ce jour-là, des militants pro-russes prennent d'assaut le bâtiment RSA, agresse les militants d'Euromaïdan qui l'occupent et hissent le drapeau russe au-dessus du bâtiment. Certains des manifestants s'avèrent être des citoyens russes qui s'étaient rendus à Kharkiv depuis la Russie,. Selon les médias locaux, 2 000 Russes ont été amenés par des bus immatriculés russes à Kharkiv pour participer à la prise d'assaut du bâtiment. Des organisations militantes russes confirment avoir envoyé des Russes pour « manifester pacifiquement » à Kharkiv. La police reprend le contrôle du bâtiment dans la soirée du même jour et remplace le drapeau russe par celui de l'Ukraine,.
Les manifestations d'activistes pro-russes et pro-ukrainiens à Kharkiv se poursuivent tout au long du mois de mars. Il s'agit notamment de rassemblements pro-russes rassemblant jusqu'à 5 000 personnes. Malgré cela, la ville reste relativement calme jusqu'au 15 mars, date à laquelle deux personnes sont tuées dans une fusillade entre nationalistes ukrainiens et militants pro-russes (uk),. Le lendemain, des militants pro-russes font irruption dans un centre culturel ukrainien à Kharkiv, enlèvent des livres écrits en langue ukrainienne et les brûlent dans la rue à l'extérieur.

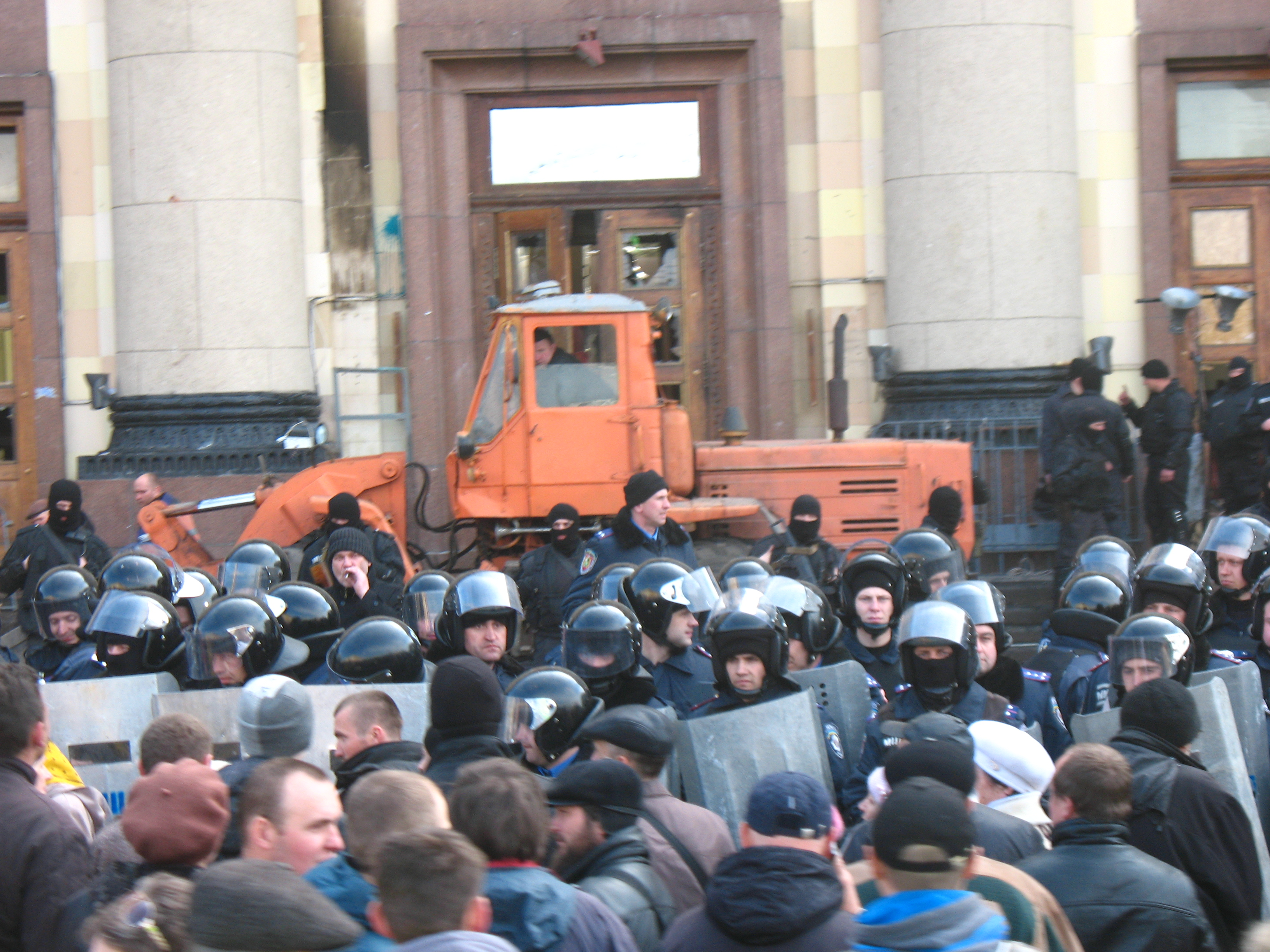
Manifestants pro-russes à Kharkiv, 8 avril 2014.

Des manifestants pro-russes prennent d'assaut et occupent le bâtiment du RSA le 6 avril. Le lendemain, des manifestants dans le bâtiment RSA occupé déclarent unilatéralement l'indépendance de l'Ukraine sous le nom de « république populaire de Kharkiv ». Des doutes surgissent sur l'origine locale des manifestants après la prise initiale d'un théâtre d'opéra et d'un ballet, pensant qu'il s'agissait de l'hôtel de ville. Le 8 avril, le bâtiment RSA est repris par les forces spéciales ukrainiennes et soixante-dix manifestants sont arrêtés. 1 000 manifestants pro-russes retournent au bâtiment de l'administration publique régionale (RSA) le 13 avril et se rassemblent autour, certains y entrant. Ces manifestants se sont ensuite terrés à l'intérieur du bâtiment avec le maire de Kharkiv, Hennadiy Kernes. Plus tard dans la journée, Kernes déclare son soutien à un référendum d'autonomie et à l'amnistie des séparatistes de Kharkiv arrêtés. Au moins cinquante manifestants pro-gouvernementaux, ayant organisé des manifestations simultanées, sont sévèrement battus lors d'attaques par des manifestants pro-russes,. Des coups de feu et des explosions de grenades sont entendus. Des vidéos montrent trois personnes couvertes de sang détenues dans les escaliers de la station de métro, et des séparatistes s'approchant d'elles, leur donnant des coups de pied et criant « ce ne sont pas des humains ! ».
Selon un rapport de la mission d'observation de l'Organisation pour la sécurité et la coopération en Europe (OSCE) du 19 avril, aucun manifestant n'est vu devant le bâtiment du RSA depuis le 13 avril. La cour d'appel de la ville de Kharkiv décide le 17 avril que 43 des 65 manifestants arrêtés par les autorités à la suite de la prise de contrôle du bâtiment RSA les 8 et 9 avril resteront en détention. Les peines de 16 autres personnes sont transformées en assignation à résidence. Trois détenus sont libérés sous caution, tandis que les trois autres avaient été précédemment condamnés à l'assignation à résidence.
Kharkiv reste calme pendant le week-end du 19 au 20 avril, bien qu'une petite manifestation pacifique pro-russe a lieu sur la place de la Liberté. Les manifestations se poursuivent sur la place, avec 500 personnes rassemblées le 21 avril pour élire un « gouvernement populaire ». La détérioration des conditions économiques en Ukraine est citée par les participants comme une impulsion pour les manifestations. Ils appellent à la démission du maire et du procureur de la ville ainsi qu'au retour de Viktor Ianoukovytch. Vladimir Varshavsky est élu « gouverneur du peuple ».
Des rassemblements plus pacifiques ont lieu le matin du 23 avril, avec des manifestations anti-gouvernementales et pro-gouvernementales organisées dans le centre-ville de Kharkiv. Chaque rassemblement réunit environ 400 personnes. Environ 150 manifestants antigouvernementaux se rassemblent devant le bâtiment du conseil municipal sur la place de la Constitution en même temps que les rassemblements. Plus tard dans la journée, plus de 7 000 habitants organisent un rassemblement au même endroit pour soutenir l'unité et l'intégrité territoriale de l'Ukraine. Dans l'ensemble, la situation à Kharkiv reste calme, même si la police demeure en état d'alerte maximale. Un petit groupe de policiers anti-émeutes est repéré gardant le bâtiment RSA le 25 avril, bien que la présence policière dans l'ensemble de la ville semble être très réduite.
Des manifestations rivales de partisans et d'opposants à un État ukrainien unitaire ont lieu le 27 avril dans la ville de Kharkiv. Cela entraîne des affrontements entre environ 400 opposants et 500 à 600 partisans du gouvernement ukrainien. Les tentatives de la police pour réprimer les troubles n'ont pas abouti.

#### Fusillade d'Hennadiy Kernes
Le maire de Kharkiv, Hennadiy Kernes, reçoit une balle dans le dos alors qu'il faisait du vélo le 28 avril 2014. Selon Televiziyna Sluzhba Novyn le 10 mai 2014, son état est jugé « grave mais stable », avant de se rétablir plus tard. Kernes est connu comme un farouche opposant à l'Euromaïdan. Cependant, selon ses dires, il ne soutient pas l'insurrection pro-russe et milite pour une Ukraine unie. Mikhaïl Dobkine, ancien gouverneur de l'oblast de Kharkiv et candidat potentiel à la présidentielle ukrainienne, déclare : « Vous voulez connaître mon opinion, ils ne tiraient pas sur Kernes, mais sur Kharkiv », et estime que la fusillade est une tentative de déstabilisation d'une région autrefois relativement calme.

#### Autres protestations

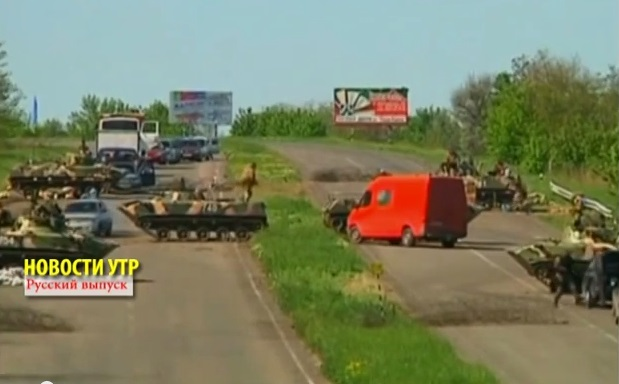
Barrages routiers militaires ukrainiens dans l'oblast de Donetsk, 8 mai.

Kharkiv revient à un calme relatif le 30 avril, aucun rassemblement n'y ayant été observé par les observateurs de l'OSCE. Une manifestation mineure d'environ quatre cents séparatistes a lieu sur la place de la Liberté le 4 mai. Une présence policière considérablement accrue est postée à l'intérieur et autour de la place de la Liberté. Le même jour, un rassemblement prévu par des groupes d'unité pro-ukrainiens est annulé en raison d'inquiétudes concernant d'éventuels affrontements à la suite de la catastrophe d'Odessa.
Des manifestations d'« opposants à l'unité ukrainienne » arborant des drapeaux russes et soviétiques ont lieu devant les consulats russe et polonais dans la ville de Kharkiv le 26 mai. Ces manifestants lancent des pétitions qui, selon eux, sont signées par 1 500 personnes de Kharkiv, qui appellent l'UE et la Russie à ne pas reconnaître les résultats de l'élection présidentielle ukrainienne du 25 mai. Ils expriment également leur opposition aux opérations militaires du gouvernement ukrainien dans l'oblast de Donetsk. Le maire Hennadiy Kernes retourne dans la ville de Kharkiv le 16 juin, après avoir reçu des soins médicaux en Israël. L'administration de la ville met à disposition des bus pour environ 1 000 personnes  venues l'accueillir à son retour.
Des manifestations similaires à celle du 26 mai se poursuivent tout au long du mois de juin. Une de ces manifestations a lieu le 22 juin, avec 800 à 900 personnes rassemblées à l'occasion du 73e anniversaire de l'invasion de l'Union soviétique par le Reich allemand. Les manifestants expriment les mêmes préoccupations concernant les opérations militaires du gouvernement ukrainien pour combattre les insurgés séparatistes dans l'oblast de Donetsk. Parallèlement, environ 1 000 personnes se rassemblent pour l'interdiction du Parti communiste ukrainien et des manifestations pro-russes. Certaines des personnes participant à ce rassemblement s'approchent du lieu de la manifestation pro-russe susmentionnée. Une confrontation verbale s'ensuit, impliquant des participants des deux rassemblements. Les policiers escortant les manifestants pro-ukrainiens dispersent la foule. En conséquence, trente militants des deux groupes sont temporairement détenus. Le chef de la branche de l'oblast de Kharkiv du ministère de l'Intérieur déclare le 28 juin qu'environ 200 policiers ont été licenciés depuis mars pour avoir « enfreint la loi », nombre d'entre eux ayant des « opinions séparatistes ». Selon lui, l'intervention de la police le 22 juin réussit à « empêcher le massacre », les militants pro et anti-Maidan ayant tentés de « déstabiliser la situation ». En outre, le gouverneur de l'oblast de Kharkiv, Ihor Balouta, écrit sur sa page Facebook que 314 « séparatistes actifs » avaient été arrêtés à Kharkiv depuis le 6 avril. Une autre manifestation d'environ 300 militants de l'unité ukrainienne a lieu le 22 juillet. Ils se rassemblent devant le bâtiment RSA avec des drapeaux de l'Union européenne, de l'OTAN et de l'Ukraine, déclarant vouloir empêcher que la guerre dans la région du Donbass ne s'étende à l'oblast de Kharkiv. Ils exigent l'interdiction des rassemblements de séparatistes et de communistes dans la ville de Kharkiv. Une tentative est faite pour détruire un pont important dans le village de Hrushuvakha le 29 juillet. Le pont n'est pas endommagé lors de cette opération, mais l'administration publique régionale de Kharkiv (RSA) estime qu'il y a d'autres complots pour mener des « attaques terroristes » dans l'oblast.
Le maire de Kharkiv, Hennadiy Kernes, accorde la liberté de la ville à deux citoyens russes lors d'une session du conseil municipal le 6 août. Cela inquiète certaines personnes dans la ville, ce qui pousse une centaine de personnes à manifester devant le bâtiment de l'administration municipale,. La police retient certains manifestants tentant de pénétrer de force dans le bâtiment. Les manifestants et la police négocient, et finalement cinq manifestants sont autorisés à entrer dans l'administration municipale pour exprimer leurs doléances. Kharkiv reste calme pendant les jours suivants, jusqu'au 10 août,. Ce jour-là, environ 150 personnes se rassemblent devant l'administration de la ville et exigent la fin de l'opération militaire gouvernementale dans la région du Donbass. Une contre-manifestation a également lieu, avec environ 300 personnes exprimant leur soutien à l'opposition militaire gouvernementale, appelant à la dissolution de l'administration municipale et à la destitution du maire. Une centaine de manifestants affiliés aux anti-Maidan se rassemblent sur la place de la Liberté pour protester contre la corruption en Ukraine le 17 août. L'un des orateurs de la manifestation déclare que la meilleure façon de lutter contre la corruption est de créer un « gouvernement régional local », car selon eux, cela éliminerait le besoin de « corrompre les ministres à Kiev ». Une manifestation simultanée sur la même place voit 250 manifestants pro-Euromaïdan exprimer leur soutien à la lustration et contre l'oligarchie. Les manifestants pro-Euromaidan collectent également de l'argent pour les forces armées ukrainiennes et pour les réfugiés fuyant la guerre dans le Donbass. Une décision du tribunal de Kharkiv interdit un rassemblement conjoint prévu le 23 août du Parti communiste d'Ukraine et de l'organisation « Sud-Est ». Le « Sud-Est » lui-même est interdit le 20 août, car considéré comme « une menace pour la souveraineté de l'Ukraine et la sécurité de son peuple » par un tribunal de Kharkiv. Environ 500 personnes défilent le 23 août en commémoration de la Journée du drapeau national et de la Journée européenne du souvenir des victimes du stalinisme et du nazisme ; l'une de leurs revendications est la dissolution de l'administration municipale. Un rassemblement pacifique de militants de l'unité ukrainienne s'est tenu devant le consulat russe à Kharkiv le 28 août. Environ 400 personnes assistent à la manifestation. Les participants se disent préoccupés par l'intervention de la Russie dans la guerre du Donbass. La manifestation est ensuite dispersée par la police après le lancement de grenades assourdissantes sur le consulat.
L'un des plus grands rassemblements de partisans de l'unité ukrainienne depuis de nombreux mois a lieu à Kharkiv le 28 septembre,. Vers 14 h 30, une foule de 2 000 personnes se réunit devant l'Opéra. La manifestation est dirigée par le bataillon paramilitaire Azov. La foule marche ensuite jusqu'à la place de la Liberté, où se trouve une statue de Vladimir Lénine. La statue fut un point de ralliement pour les manifestants pro-russes plus tôt dans l'année. À ce moment-là, la foule atteint 5 000 personnes. La statue de Lénine est abattue par les manifestants à 22 h 40, peu de temps après l'ordre de démantèlement émit par le gouverneur de l'oblast, Ihor Balouta. Fin octobre, le gouverneur Balouta admet qu'il pensait que la majorité des habitants de la ville ne désiraient pas l'enlèvement de la statue, mais déclare « qu'il n'y a eu pratiquement aucune protestation par la suite, ce qui est assez révélateur ».
De début novembre à mi-décembre, Kharkiv est frappé par sept explosions de bombes non létales. Les cibles de ces attaques comprennent un pub rock connu pour collecter des fonds pour les forces ukrainiennes, un hôpital pour les forces ukrainiennes, un centre de recrutement militaire et une base de la Garde nationale. Selon l'enquêteur du SBU Vasyliy Vovk, les forces secrètes russes sont derrière les attaques et ont l'intention de déstabiliser la ville autrefois calme de Kharkiv.

### Oblast d'Odessa
À partir du 1er mars, des manifestations débutent dans l'oblast d'Odessa. La police signale 5 000 participant à une manifestation pro-russe dans la ville d'Odessa ce jour-là.
Les manifestations se poursuivent et le 3 mars 2014, 200 à 500 manifestants arborant des drapeaux russes tentent de s'emparer du bâtiment de l'administration régionale de l'État d'Odessa,,. Ils exigent la tenue d'un référendum sur la création d'une « république autonome d'Odessa ».
Une « république autonome d'Odessa » aurait été proclamée par un groupe Internet dans l'oblast d'Odessa le 16 avril. Les membres du groupe de protestation anti-Maidan d'Odessa se dissocient d'une telle déclaration, et les dirigeants du groupe déclarent en avoir entendu parler que par les médias. La mission d'observation de l'OSCE en Ukraine a ensuite confirmé que la situation à Odessa reste calme.
Les dirigeants locaux pro et anti-Maïdan de l'oblast d'Odessa expriment leur scepticisme à propos de la déclaration de Genève sur l'Ukraine le 20 avril. Les dirigeants anti-Maidan insistent sur le fait qu'ils ne visent pas la sécession, mais la création d'un État fédéré plus large appelé « Novorossiya » au sein de l'Ukraine.
Le 25 avril, une grenade à main est lancée depuis une voiture qui passe sur un poste de contrôle d'autodéfense conjoint de la police et de Maïdan à l'extérieur d'Odessa, blessant sept personnes et provoquant une exacerbation des tensions dans la région,.

#### Affrontements au centre-ville et autres événements

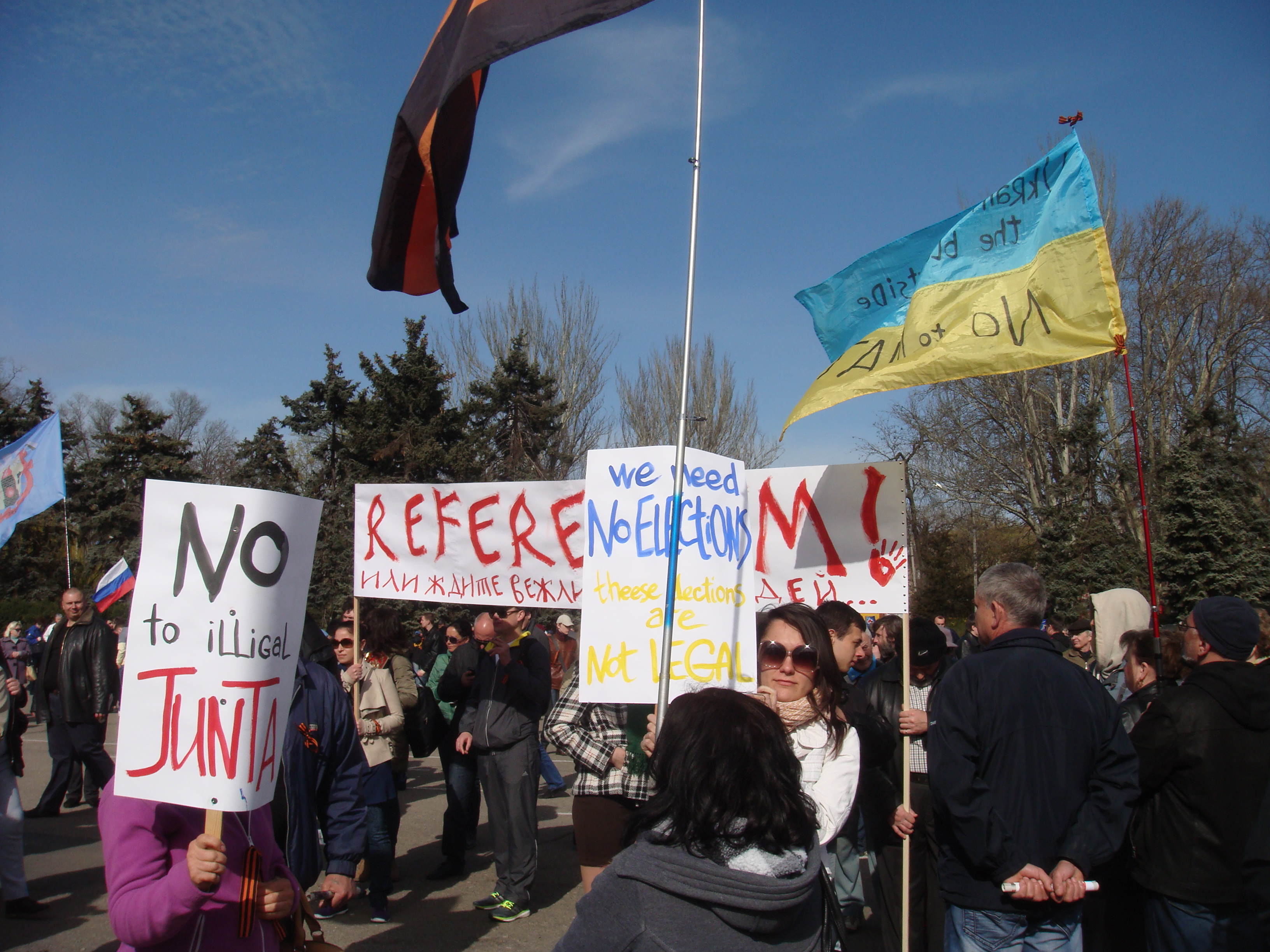
Campement pro-russe devant la Maison des syndicats.

Une semaine plus tard, le 2 mai, un rassemblement d'environ 1 500 manifestants pro-gouvernementaux, dont des ultras de football, est attaqué par un groupe visiblement plus petit de militants pro-russes présumés avec des matraques et des casques,. Les deux camps s'affrontent dans les rues du centre d'Odessa, construisant des barricades, lançant des cocktails Molotov et tirant l'un sur l'autre à l'arme automatique.
Les manifestants anti-Maidan sont ensuite submergés par le groupe beaucoup plus important de manifestants ukrainiens pour l'unité, les forçant à se retirer et à occuper la Maison des syndicats. Tout en défendant le bâtiment, des militants sur le toit ont lancé des pierres et des cocktails Molotov sur les manifestants en contrebas, qui ont répondu avec leurs propres cocktails Molotov,. Le bâtiment a alors pris feu,. Au total, 43 personnes sont mortes lors des affrontements, dont 31 piégés dans la maison des syndicats en feu. Selon la police, au moins trois personnes ont été abattues.
Au lendemain des affrontements, le 4 mai, le principal bureau du ministère de l'Intérieur à Odessa est attaqué par des manifestants pro-russes. Ceux-ci exigent la libération de leurs « camarades » ayant participé aux affrontements. La police coopère, ce qui permettra la libération de 67 des personnes arrêtées. Le 5 mai, la situation à Odessa s’apaise, même si l'atmosphère demeure extrêmement tendue.
Une soixantaine de personnes se rassemblent sur le terrain de Kulikovo pour commémorer l'incendie du 2 mai le 13 juillet. La manifestation est pacifique. Une autre manifestation sur le terrain le même jour attire environ 120 personnes, scandant « Donbass, nous sommes avec vous », en référence à la guerre qui fait rage dans la région. Le maire de la ville d'Odessa, Hennadiy Troukhanov, déclare aux observateurs de l'OSCE le 23 juillet que les « tensions sous-jacentes » des affrontements du 2 mai subsistent dans la ville et qu'il craint pour la sécurité de la ville.
Odessa est frappée par six attentats à la bombe en décembre 2014, dont l'un tue une personne (les blessures subies par la victime indiquent qu'il avait manipulé des explosifs,,). Le conseiller du ministère de l'Intérieur, Zorian Shkiryak, déclare le 25 décembre qu'Odessa et Kharkiv sont devenues « des villes utilisées pour aggraver les tensions » en Ukraine. Il estime qu'elles ont été choisies en raison de leur « position géographique ».
Le Service de sécurité de l'Ukraine affirme en avril 2015 avoir empêché la proclamation d'une soi-disant « république populaire de Bessarabie ». Selon le service de sécurité, le réseau séparatiste voulait également mettre en place une « république populaire d'Odessa », « Porto-Franko » et d'autres entités séparatistes.

## Les plus grandes manifestations par date et fréquentation
Les graphiques ci-dessous montrent les lieux, les dates et le taux de participation des manifestations pro-russes en Ukraine, ainsi que des contre-manifestations pro-ukrainiennes.

### Manifestations pro-russes
| Manifestations par région                                         | Ville           | Nombre max de participants | Date     | Réf     |
| ----------------------------------------------------------------- | --------------- | -------------------------- | -------- | ------- |
|                                                                   | Dnipropetrovsk  | 1 000 – 3 000              | 1er mars | [ 250 ] |
| Donetsk                                                           | 2 000 – 15 000  | 6 avril                    | ,        |         |
| Kertch                                                            | 200             | 24 février                 | [ 253 ]  |         |
| Kharkiv                                                           | 2 000           | 6 avril                    | [ 254 ]  |         |
| Kherson                                                           | 400             | 2 mars                     | [ 255 ]  |         |
| Louhansk                                                          | 10 000          | 9 mars                     | [ 256 ]  |         |
| Marioupol                                                         | 2 000 – 5 000   | 1er mars                   | [ 257 ]  |         |
| Mykolaïv                                                          | 5 000 – 6 000   | 2 mars                     | [ 258 ]  |         |
| Odessa                                                            | 10 000          | 1er mars                   |          |         |
| Simferopol                                                        | 5 000           | 26 février                 | [ 259 ]  |         |
| Sébastopol                                                        | 15 000 – 25 000 | 23 février                 | ,        |         |
| Zaporijjia                                                        | 500 – 5 000     | 6 avril                    | [ 264 ]  |         |
| Sites de protestation pro-russes : +10 000 +5 000+1 000 +500 <500 |                 |                            |          |         |

### Contre-manifestations pro-ukrainiennes
| Manifestations par région                                              | Ville           | Nombre max de participants | Date    | Réf     |
| ---------------------------------------------------------------------- | --------------- | -------------------------- | ------- | ------- |
|                                                                        | Tchernihiv      | +2 000                     | 2 mars  | [ 265 ] |
| Dnipro                                                                 | 10 000          | 2 mars                     | [ 266 ] |         |
| Donetsk                                                                | 5 000 – 7 000   | 17 avril                   | ,       |         |
| Kharkiv                                                                | 7 000           | 23 avril                   | [ 269 ] |         |
| Kherson                                                                | 300             | 22 mars                    | [ 270 ] |         |
| Kropyvnytskyï                                                          | 100             | 9 mars                     | [ 271 ] |         |
| Kramatorsk                                                             | 200             | 30 mars                    | [ 272 ] |         |
| Kramatorsk                                                             | 1 000           | 17 avril                   | [ 273 ] |         |
| Kryvyï Rih                                                             | +10 000         | 19 avril                   | [ 274 ] |         |
| Kiev                                                                   | 8 000           | 2 mars                     | [ 275 ] |         |
| Louhansk                                                               | 1 000           | 13 avril                   | [ 276 ] |         |
| Marioupol                                                              | +1 000          | 23 avril                   | [ 277 ] |         |
| Mykolaïv                                                               | 5 000 – 10 000  | 2 mars                     | [ 275 ] |         |
| Odessa                                                                 | 10 000 – 15 000 | 30 mars                    | [ 278 ] |         |
| Poltava                                                                | +1 000          | 2 mars                     | [ 279 ] |         |
| Sébastopol                                                             | +300            | 9 mars                     | [ 280 ] |         |
| Simferopol                                                             | 10 000          | 26 février                 | [ 281 ] |         |
| Soumy                                                                  | +10 000         | 2 mars                     | [ 265 ] |         |
| Zaporijjia                                                             | +5 000          | 2 mars                     | ,       |         |
| Jytomyr                                                                | +2 000          | 2 mars                     | [ 265 ] |         |
| Sites de protestation pro-ukrainiens : +10 000 +5 000 +1 000 +500 <500 |                 |                            |         |         |

## Liste des États sécessionnistes proclamés
Divers États séparatistes sont proclamés pendant les troubles.

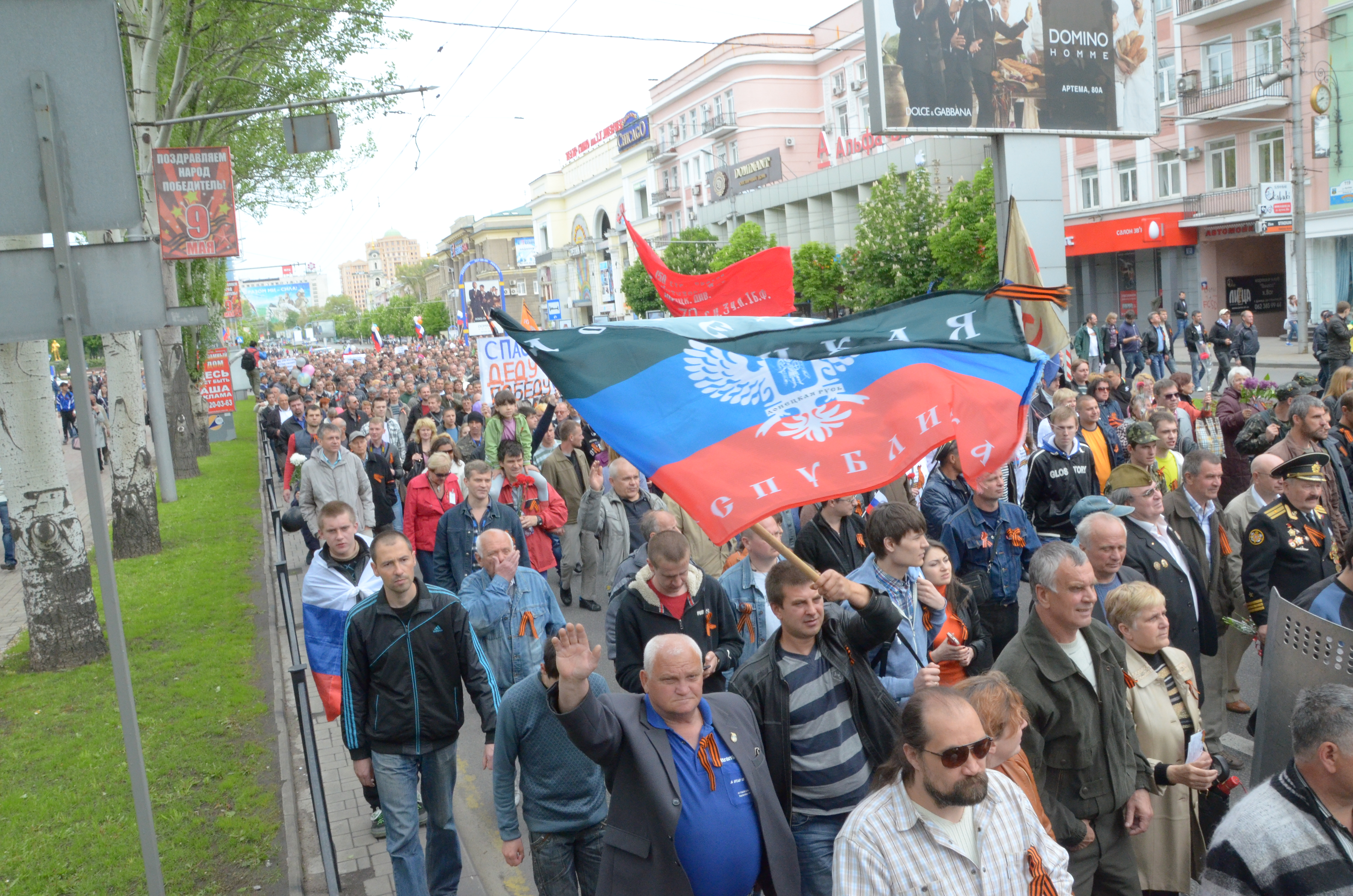
Rassemblement des partisans de la république populaire de Donetsk à l'occasion du Jour de la Victoire tenu à Donetsk, 9 mai 2014.

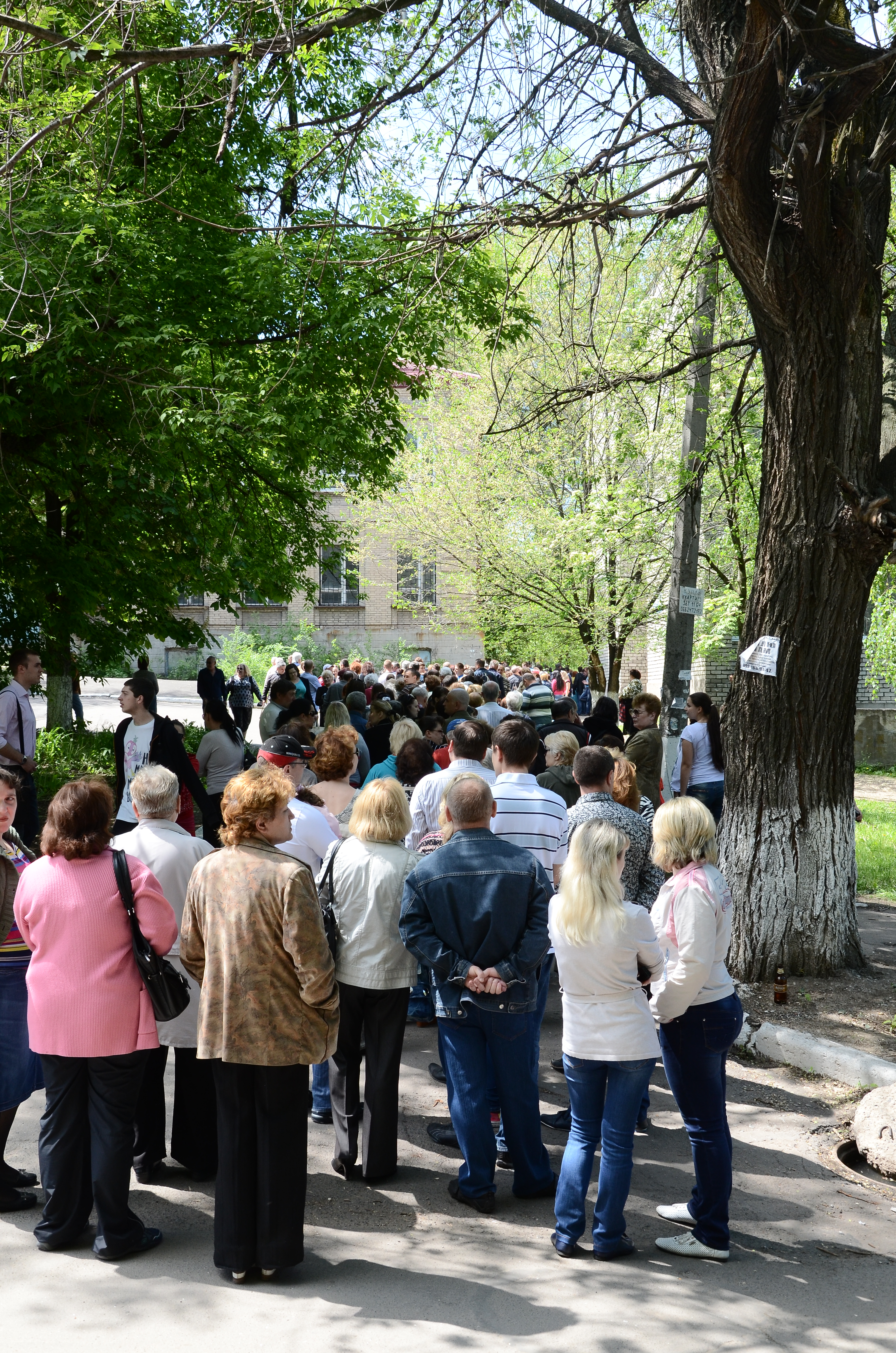
Référendum à Donetsk, 11 mai 2014.

### Existants
- République populaire de Donetsk — Elle est proclamée le 7 avril[75] et contrôle de vastes étendues de territoire dans l'oblast de Donetsk et est soutenu par les insurgés de la milice populaire du Donbass[91]. Un référendum sur le statut de la République a eu lieu le 11 mai[284].
- République populaire de Lougansk — Il s'agit du successeur de la république parlementaire de Louhansk, qui a échoué, proclamée le 27 avril[164]. Les militants ont occupé le bâtiment du SBU à Louhansk à partir du 8 avril et ont pris le contrôle du conseil municipal, du bureau du procureur et du poste de police le 27 avril[168]. L'administration régionale a annoncé son soutien à un référendum et accordé le poste de gouverneur au chef séparatiste Valéri Bolotov [285]. Comme à Donetsk, un référendum sur le statut de la région a eu lieu le 11 mai[286].
- République de Crimée — Elle est proclamée le 17 mars par le parlement de la république autonome de Crimée et la ville de Sébastopol. Ces deux entités, qui forment ensemble l'ensemble de la Crimée géographique, fonctionnent comme des unités administratives distinctes au sein de l'Ukraine. Ils se sont unis dans le but de déclarer l'indépendance en tant que « république de Crimée ». Après un référendum contesté sur le statut politique de la Crimée tenu le 16 mars 2014, la fédération de Russie a annexé la république et l'a divisée en la ville fédérale de Sébastopol et le sujet fédéral de la république de Crimée.

### Ayant échoué
- République populaire de Kharkiv — La république populaire de Kharkiv fut une république éphémère proclamée le 7 avril par des manifestants occupant le bâtiment RSA[197]. Cependant, plus tard dans la journée, les forces spéciales ukrainiennes ont repris le bâtiment, mettant ainsi fin au contrôle que les manifestants avaient exercé sur le bâtiment[197]. Le 21 avril, lors d'un rassemblement, des manifestants ont élu un « gouverneur du peuple », sans que l'on sache s'il est lié à l'ex-République[287].
- République populaire d'Odessa — Cette république est déclarée par un groupe Internet le 16 avril, avant que des manifestants locaux anti-maidan ne se dissocient de cette déclaration[288]. Contrairement à Kharkiv, Donetsk et Louhansk, les manifestants pro-russes d'Odessa souhaitent qu'Odessa deviennent une région autonome au sein de l'Ukraine, plutôt que de rejoindre la Russie[289]. Le 28 octobre, le SBU déclare avoir déjoué un complot visant à créer une république populaire dans la région, ont trouvé une cache de munitions et arrêté des membres d'un groupe séparatiste présumé. Ils accusent le GRU d'avoir formaté ce projet[290].
- Novorossiya — Cette confédération est créée le 24 mai 2014 par un accord entre la république populaire de Donetsk et la république populaire de Lougansk pour former une union confédérale de républiques populaires. L'accord n'a pas été confirmé par référendum public. Le 15 juillet 2014, cette entité prend le nom de Novorossiya[291]. En février 2015, le statut de celle-ci demeure dans l'inconnu. Le 1er janvier 2015, selon l'ancien Premier ministre de la RPD, Alexandre Borodaï, « il n'y a pas de Novorossiya » et que la confédération proposée est un « rêve qui n'a pas été réalisé »[292],[293]. Cependant, le Parlement de Novorossiya, présidé par Oleg Tsarev, continuera à fonctionner comme un bureau pour l'avancement politique[294]. Les forces armées des deux républiques populaires sont combinées dans les forces armées unies de Novorossiya[295] et le drapeau de guerre de Novorossiya reste largement utilisé. Le 20 mai 2015, les dirigeants séparatistes ont annoncé la fin du « projet » de confédération[296].

## Réponse internationale
Diverses entités internationales ont averti toutes les parties de réduire les tensions dans l'est et le sud de l'Ukraine.
- Arménie – Fin mars, le président arménien Serj Sargsyan et le président russe Vladimir Poutine ont eu une conversation téléphonique au cours de laquelle les deux hommes ont déclaré que le référendum de Crimée constituait un cas de personnes exerçant leur droit à l'autodétermination par la libre expression de leur volonté. Dans le même temps, les présidents ont souligné l'importance de l'engagement envers les normes et principes du droit international, en particulier la Charte des Nations unies[297].
- Australie – Le 2 mars, le Premier ministre Tony Abbott déclare que les actions de la Russie en Ukraine ne sont « pas le genre [...] d'un ami et voisin et je pense que la Russie se doit de reculer »[298].
- Canada – Le 28 février, le ministre des Affaires étrangères Baird « souligne la nécessité d'honorer l'engagement de la Déclaration de Budapest de 1994 envers la souveraineté territoriale et l'unité nationale de l'Ukraine »[299]. Lors d'un appel téléphonique le 1er mars, le président Obama et le premier ministre Harper « ont affirmé l'importance de l'unité au sein la communauté internationale à l'appui du droit international et de l'avenir de l'Ukraine et de sa démocratie »[300]. Harper a condamné l'intervention militaire de la Russie en Ukraine et annonce que le Canada avait à la fois rappelé son ambassadeur en Russie et s'était retiré du 40e sommet du G8, qui devait être présidé par la Russie[301]. Le 3 mars, la Chambre des communes adopte une motion unanime condamnant l'intervention de la Russie en Crimée. Harper qualifie les actions de la Russie d'« invasion et d'occupation » et Baird les comparent à l'occupation des Sudètes par l'Allemagne nazie en 1938[302]. Le Canada suspend toute coopération militaire avec la Russie[303],[304] et demande aux militaires russes de quitter son territoire dans les 24 heures[305].
- Chine – La Chine déclare : « Nous respectons l'indépendance, la souveraineté et l'intégrité territoriale de l'Ukraine ». Un porte-parole réaffirme la croyance de la Chine en la non-ingérence dans les affaires intérieures des autres États et appelle au dialogue[306],[307].
- Union européenne – Le 1er mars, le Haut représentant de l'Union pour les affaires étrangères et la politique de sécurité Catherine Ashton déclare que l'UE « déplore » ce qu'elle appelle la décision de la Russie de recourir à l'action militaire en Ukraine, la qualifiant d'« escalade des tensions ». Elle appelle « toutes les parties à réduire immédiatement les tensions par le dialogue, dans le plein respect du droit ukrainien et international ». Elle ajoute : « L'unité, la souveraineté et l'intégrité territoriale de l'Ukraine doivent être respectées en tout temps et par toutes les parties. Toute violation de ces principes est inacceptable. Plus que jamais, la retenue et le sens des responsabilités sont nécessaires »[308].
- Allemagne – En réponse à la détention de la mission de vérification militaire internationale dirigée par l'Allemagne, le ministre des Affaires étrangères Frank-Walter Steinmeier déclare : « Le défilé public des observateurs de l'OSCE et des forces de sécurité ukrainiennes en tant que prisonniers est révoltant et porte manifestement atteinte à la dignité des victimes »[309],[310]. Il ajoute : « Ce n'est que lorsque les armes se taisent, uniquement sur la base d'un cessez-le-feu solide, que des négociations sur la résolution de la crise sont imaginables »[311].
- Hongrie – Dans le contexte des troubles, le Premier ministre Viktor Orbán déclare que les Hongrois de souche vivant dans l'ouest de l'Ukraine « doivent se voir accorder la double nationalité, doivent jouir de tous les droits communautaires et doivent être accordé la possibilité d'autonomie »[312].
- Inde – Le conseiller à la sécurité nationale Shiv Shankar Menon de l'Inde déclare que la Russie a des intérêts légitimes en Crimée et appelle à des « efforts diplomatiques soutenus » et à un « dialogue constructif » pour résoudre la crise[313]. Cependant, le conseiller à la sécurité nationale ne fait pas partie du cabinet indien et, en tant que telle, la déclaration de Menon n'est pas une déclaration officielle publiée par le gouvernement indien[314]. L'Inde a par la suite clairement indiqué qu'elle ne soutiendrait aucune « mesure unilatérale » contre le gouvernement russe. « L'Inde n'a jamais soutenu les sanctions unilatérales contre un pays. Par conséquent, nous ne soutiendrons pas non plus les mesures unilatérales d'un pays ou d'un groupe de pays contre la Russie »[315].

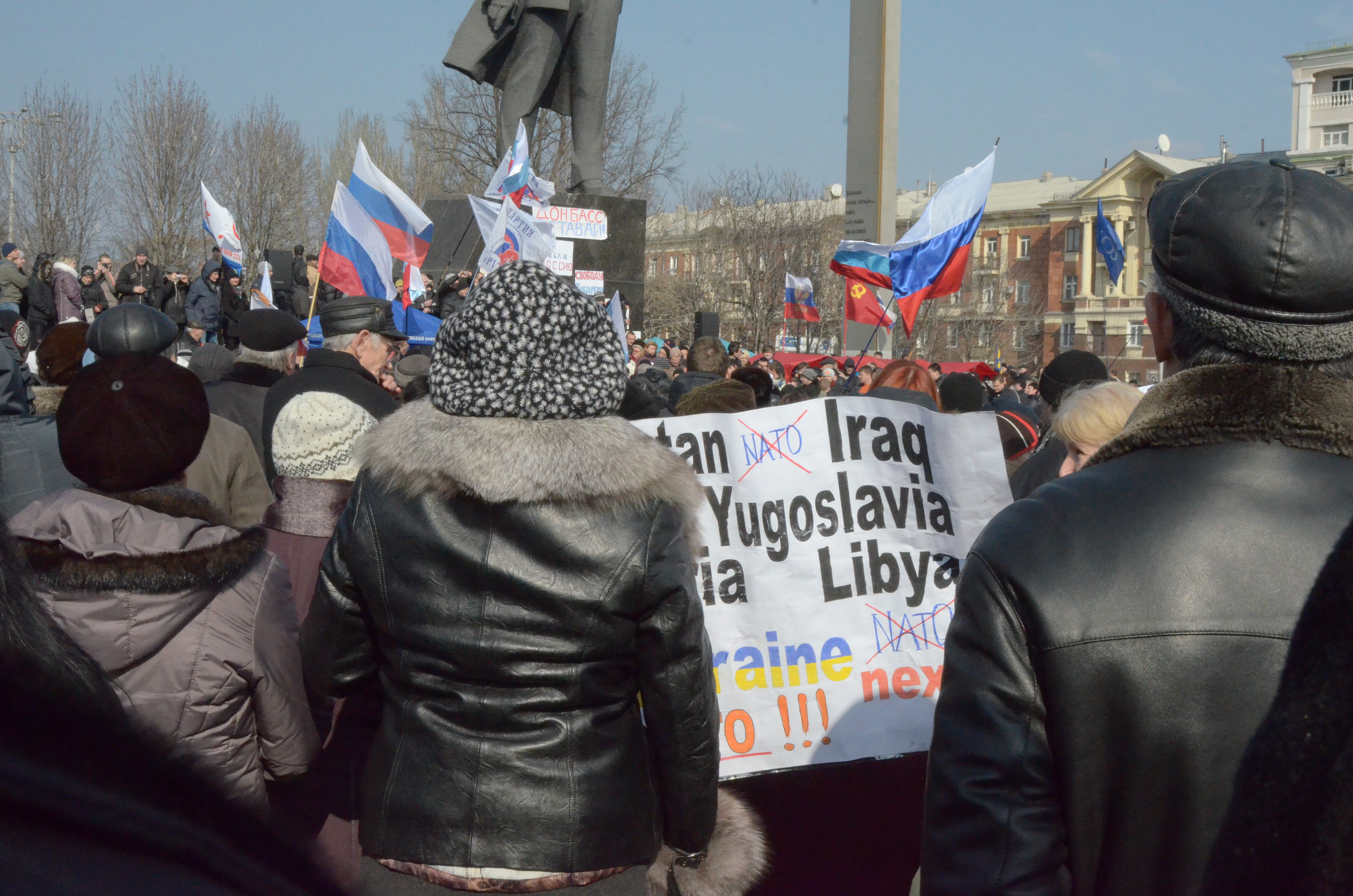
Manifestation contre l'engagement de l'OTAN en Ukraine. Donetsk, le 9 mars 2014.

- Italie – Le Premier ministre italien Matteo Renzi accuse Poutine d'avoir commis « une violation inacceptable »[316],[317]. Le 19 mars, lors d'un discours à la Chambre des députés, Renzi déclare que le référendum de 2014 en Crimée est illégal et que le groupe des huit doivent commencer à coopérer pour résoudre la crise et empêcher un retour à la Guerre froide[318].
- OTAN – Le 2 mars, le secrétaire général Anders Fogh Rasmussen convoque le Conseil de l'Atlantique nord en raison de ce qu'il qualifie d'action militaire de la Russie et des menaces présumées du président Vladimir Poutine contre l'Ukraine[319].
- Organisation pour la sécurité et la coopération en Europe – Le président en exercice de l'OSCE, Didier Burkhalter, condamne la détention d'inspecteurs militaires des États participants de l'OSCE à Sloviansk et demande leur libération[320]. Burkhalter souligne que la détention des inspecteurs militaires non armés est « inacceptable et que la sécurité de tous les observateurs internationaux dans le pays doit être garantie et assurée »[320]. Il demande aux parties concernées « de résoudre la crise en Ukraine par un dialogue inclusif »[320]. En réponse à l'escalade à travers l'Ukraine le 2 mai, l'Observateur en chef de l'OSCE, Ertugrul Apakan, appelle « toutes les parties à faire preuve d'un maximum de retenue, à éviter les effusions de sang et à résoudre pacifiquement leurs différends »[321]. Il ajoute : « Il y a un besoin de désescalade ... la mission spéciale de surveillance est ici pour promouvoir cet objectif. Nous sommes ici pour le peuple ukrainien ».
- Pologne – Le ministre de la Défense Tomasz Siemoniak déclare que les événements en Ukraine « ont les caractéristiques d'une situation de guerre »[322].
- Roumanie – Un échange de mots dur entre les responsables de Moscou et de Bucarest éclate dans le contexte de la crise ukrainienne. Dmitri Rogozine, vice-Premier ministre du gouvernement russe et l'un des hauts responsables russes sanctionnés par l'Union européenne et les États-Unis, déclare sur un site de réseautage social qu'« à la demande des États-Unis, la Roumanie a fermé son espace aérien à mon avion. L'Ukraine ne me laisse pas repasser. La prochaine fois, je volerai à bord du TU-160 »[323]. Les déclarations de Rogozine ont irrité les autorités de Bucarest qui les ont catalogués comme une menace[324],[325].

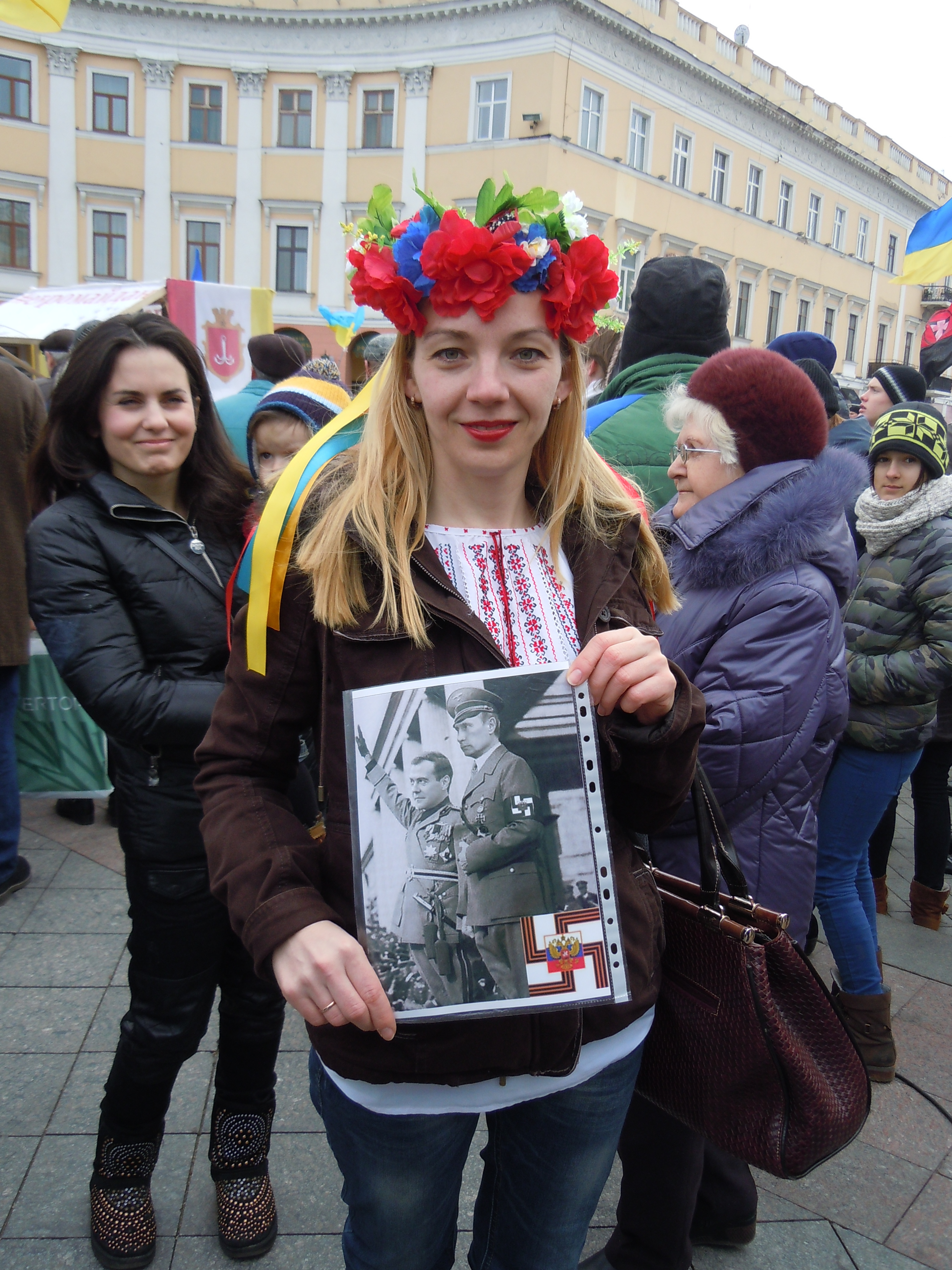
Manifestante d'Odessa tenant une image représentant Vladimir Poutine et Dmitri Medvedev sous uniforme nazis. En bas à droite, une croix gammée aux couleurs du ruban de Saint-Georges et un blason russe au centre.

- Russie – Le ministère russe des Affaires étrangères déclare dans une déclaration du 8 avril 2014 sur son site Internet officiel : « Nous appelons à l'arrêt immédiat de tout préparatif militaire, qui pourrait conduire à une guerre civile »[326]. Dans un article d'opinion publié le 7 avril dans The Guardian, le ministre russe des Affaires étrangères, Sergueï Lavrov, dénonce la culpabilité de l'UE et les États-Unis de déstabiliser l'Ukraine (« l'UE et les États-Unis ont tenté de contraindre l'Ukraine à faire un choix douloureux entre l'Est et l'Ouest, aggravant encore les différences internes ») et que « la Russie fait tout ce qu'elle peut pour promouvoir une stabilisation rapide de l'Ukraine »[327],[328],[329].
- Ukraine – Le président Oleksandr Tourtchynov déclare le 30 avril : « Je voudrais dire franchement qu'à l'heure actuelle, les structures de sécurité ne sont pas en mesure de reprendre rapidement le contrôle de la situation dans les régions de Donetsk et de Louhansk », et que les forces de sécurité « chargées de la protection de citoyens » sont « impuissants »[330].
- Royaume-Uni – En réponse à l'indignation déclarée du gouvernement russe face à une contre-offensive ukrainienne sur Sloviansk, l'ambassadeur britannique aux Nations unies, Mark Lyall Grant (en) répond : « L'ampleur de l'hypocrisie russe est à couper le souffle... L'indignation synthétique de la Russie sur les actions proportionnées et mesurées de l'Ukraine ne convainc personne »[331].
- Nations unies – Le secrétaire général de l'ONU, Ban Ki-moon, condamne les violences dans l'est de l'Ukraine au cours du week-end du 14 au 16 mars et exhorte toutes les parties « à s'abstenir de recourir à la violence et à s'engager en faveur de la désescalade et d'un dialogue national inclusif dans la poursuite d'un solution politique et diplomatique »[332].

- États-Unis – Le secrétaire d'État américain John Kerry déclare le 7 avril que le conflit à Kharkiv, Donetsk, Louhansk et Marioupol est une campagne soigneusement orchestrée avec le soutien de la Russie[333],[334]. Selon la secrétaire d'État adjointe des États-Unis, Victoria Nuland, les États-Unis ne doutent pas que les Russes sont à l'origine de la prise de contrôle des bâtiments gouvernementaux dans l'est de l'Ukraine[335]. Geoffrey R. Pyatt, ambassadeur des États-Unis en Ukraine, qualifie les militants de terroristes[336]. Le 30 avril, John Kerry annonce que des preuves d'écoutes téléphoniques prouvent que le Kremlin dirige des manifestations pro-russes dans la région[337]. Lundi 7 juillet, les gouvernements des États-Unis et de la France exhortent le président russe Vladimir Poutine à faire pression sur les insurgés pro-russes dans les oblasts de Donetsk et de Louhansk, et à dialoguer pour parvenir à un cessez-le-feu avec le gouvernement ukrainien.

### Sanctions

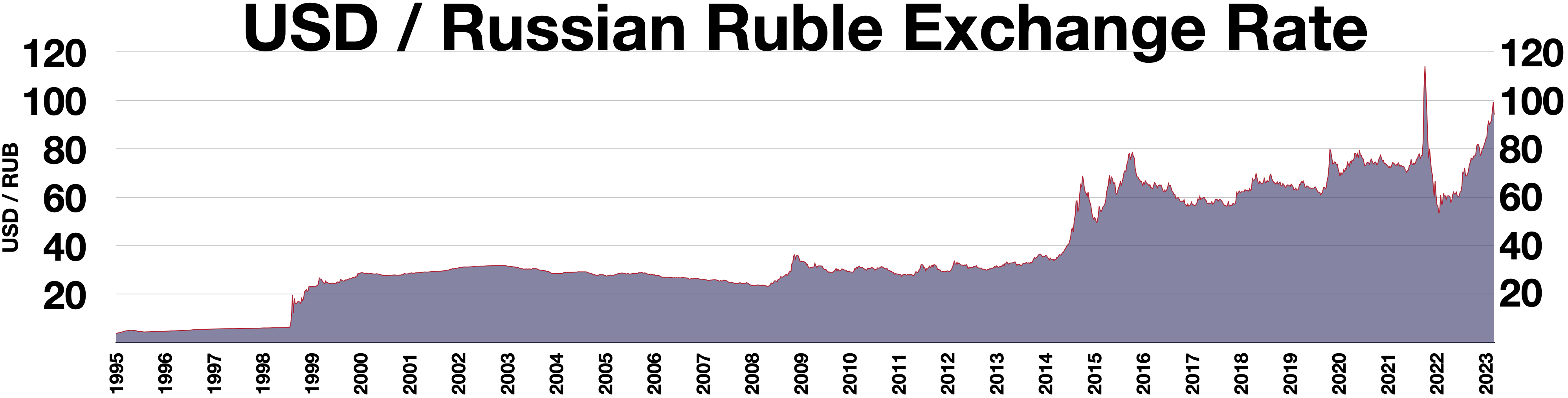
Taux de change dollar américain / rouble russe de 2001 à 2022. Le rouble russe a perdu beaucoup de valeur par rapport à l'USD pendant le conflit.

Au cours des troubles, les États-Unis, suivis de l'Union européenne, du Canada, de la Norvège, de la Suisse et du Japon, commencent à sanctionner des individus et des entreprises russes qui, selon eux, sont liés à la crise,,,. Annonçant les premières sanctions, les États-Unis décrivent certaines personnes visées par des sanctions, parmi lesquelles l'ancien président ukrainien Ianoukovitch, comme « menaçant la paix, la sécurité, la stabilité, la souveraineté ou l'intégrité territoriale de l'Ukraine, et pour saper les institutions et les processus démocratiques de l'Ukraine ». Le gouvernement russe répond par des sanctions contre certains individus américains et canadiens. Alors que les troubles continuent de s'intensifier, l'Union européenne et le Canada imposent de nouvelles sanctions à la mi-mai.

### Déclaration de Genève sur l'Ukraine
Le 10 avril, l'Ukraine, les États-Unis, la Russie et l'Union européenne conviennent de tenir une réunion quadrilatérale le 17 avril à Genève pour tenter de négocier une sortie de crise en Ukraine. De la réunion émerge un document, appelé la Déclaration de Genève sur l'Ukraine, annonçant que toutes les parties ont convenu des mesures prises pour désamorcer » la crise,. Les quatre parties s'accordent pour que toutes les « formations militaires illégales en Ukraine » doivent être dissoutes et tous ceux occupant les bâtiments doivent être désarmés avant de quitter la zone, tout en ayant une amnistie pour tous les manifestants antigouvernementaux en vertu de l'accord. Ces étapes seront supervisées par des observateurs de l'Organisation pour la sécurité et la coopération en Europe (OSCE). Les parties conviennent également que la Constitution de l'Ukraine doivent également être révisée dans le cadre d'un processus « inclusif, transparent et responsable ». L'accord suspend les sanctions économiques supplémentaires contre la Russie par les États-Unis et l'Union européenne.

### Pourparlers d'unité nationale
Dans le cadre d'une initiative de l'OSCE visant à résoudre la crise en Ukraine, des pourparlers sur l'unité nationale ont lieu à Kiev à partir du 14 mai. Les séparatistes de Donetsk et de Louhansk ne sont pas représentés, car le gouvernement ukrainien estime que « ces personnes armées qui essaient de faire la guerre à leur propre pays, ceux qui sont les armes à la main et essaient de dicter leur volonté, ou plutôt la volonté de un autre pays, nous utiliserons des procédures judiciaires contre eux et ils seront traduits en justice ». Selon l'OSCE, le président russe Vladimir Poutine soutient son initiative. Parallèlement, le ministre russe des Affaires étrangères Sergueï Lavrov annonce que les séparatistes doivent être inclus dans les pourparlers. Les séparatistes de Kharkiv ont bien été invités à y assister, mais ils ont refusé de participer.

### Plan de paix en quinze points

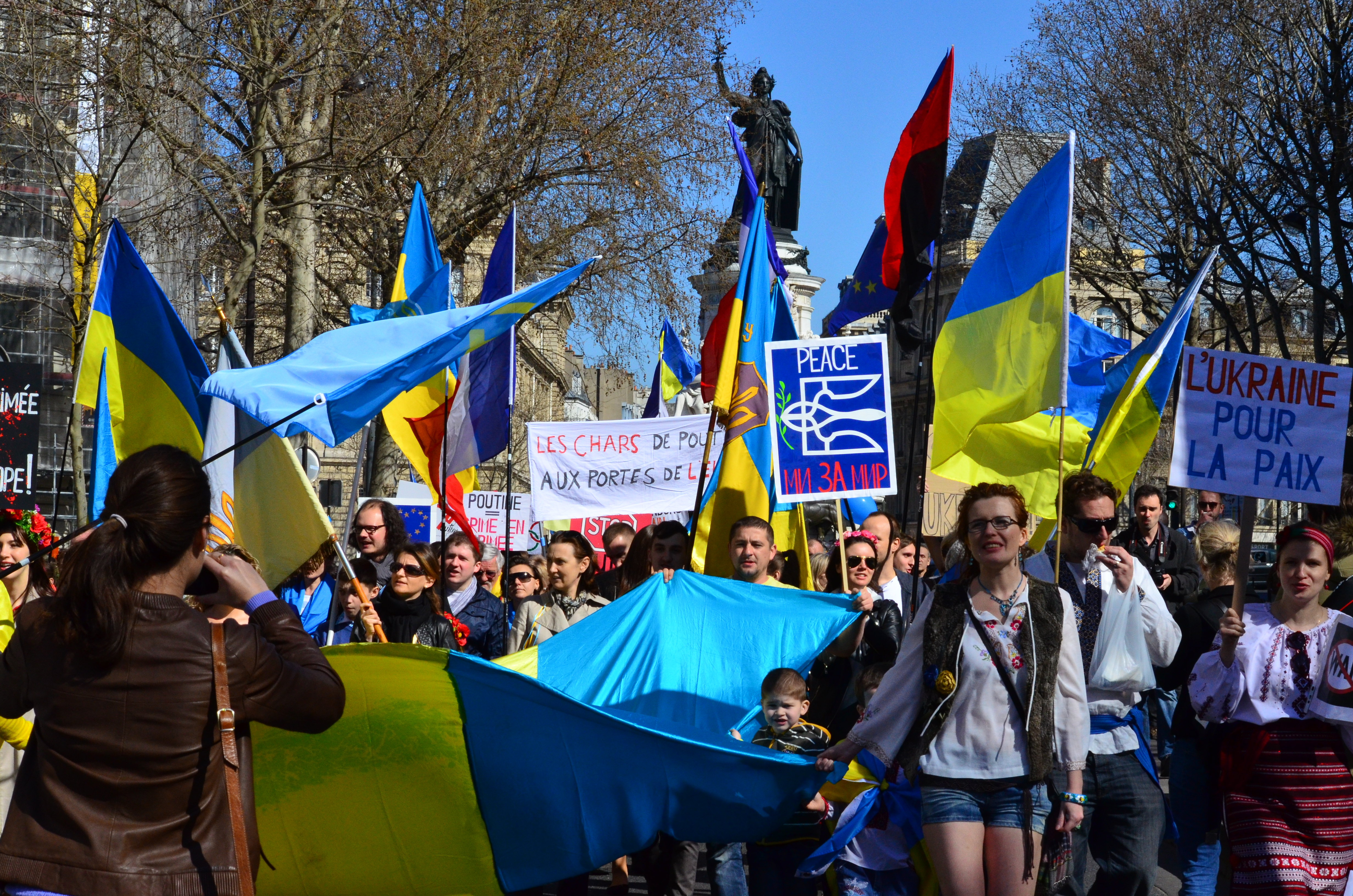
Des manifestants pour la paix en Ukraine, à Paris.

Le président ukrainien Petro Porochenko annonce le 20 juin un plan de paix en quinze points. Le plan prévoit un cessez-le-feu d'une semaine, à compter du 20 juin, pour que les séparatistes quittent les bâtiments qu'ils occupent, pour la décentralisation du pouvoir du gouvernement central à Kiev et pour la protection des droits de la langue russe. Le texte intégral des quinze points est le suivant :
1. Garanties de sécurité pour tous les participants aux négociations.
2. Amnistie pour ceux ayant déposé les armes et n'ayant pas commis de crimes graves.
3. Libération des otages.
4. Établissement d'une longue zone tampon de 10 kilomètres à la frontière ukraino-russe. Dissolution des formations armées illégales.
5. Couloir sécurisé pour la fuite des mercenaires russes et ukrainiens.
6. Désarmement.
7. Création d'unités de patrouille conjointe dans la structure du ministère de l'Intérieur.
8. Libération des locaux administratifs saisis illégalement dans les régions de Donetsk et Lougansk.
9. Restauration du fonctionnement du gouvernement local.
10. Restauration de la radiodiffusion centrale de télévision et de radio dans les régions de Donetsk et Louhansk. Manifestation anti-guerre à Saint-Pétersbourg, 1er mai 2014.

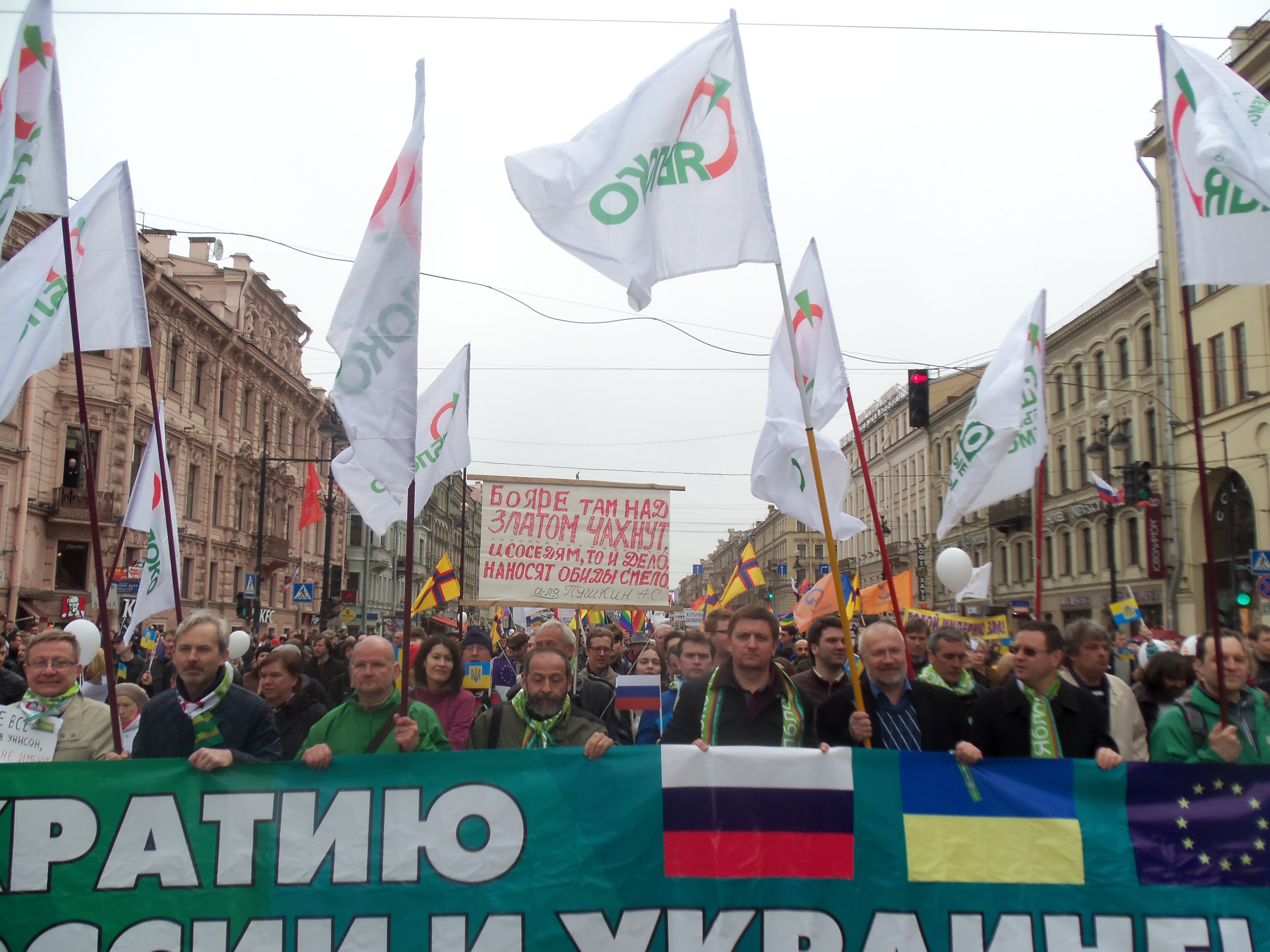
Manifestation anti-guerre à Saint-Pétersbourg, 1er mai 2014.

11. Décentralisation du pouvoir (par l'élection des comités exécutifs, la protection de la langue russe, les projets d'amendements à la Constitution).
12. Coordination des gouverneurs avec les représentants du Donbass avant les élections
13. Élections locales et législatives anticipées.
14. Programme de création d'emplois dans la région.
15. Restauration d'objets industriels et d'objets d'infrastructure sociale.

Le président russe Vladimir Poutine a offert un certain soutien au plan, mais a appelé Porochenko à amener les séparatistes aux négociations. Le ministre russe des Affaires étrangères Sergueï Lavrov estime  que le plan de paix de Porochenko « ressemble à un ultimatum ». Porochenko avait auparavant refusé d'entamer des négociations avec des séparatistes armés. Les observateurs de l'OSCE de la Mission spéciale d'observation en Ukraine rencontrent un représentant de la république populaire de Donetsk le 21 juin pour discuter du plan de paix. Le représentant annonce rejeter le cessez-le-feu en déclarant les principales revendications du gouvernement de la république populaire de Donetsk : « le retrait des forces ukrainiennes du Donbass » et la reconnaissance de la République. Cependant, après les premiers pourparlers de paix entre les séparatistes, les responsables ukrainiens et russes et l'OSCE à Donetsk le 23 juin, Alexandre Borodaï, Premier ministre de la république populaire de Donetsk, déclare que ses forces respecteront le cessez-le-feu. Peu de temps après cette déclaration, des séparatistes de Sloviansk abattent un hélicoptère Mi-8 des forces armées ukrainiennes, tuant tous les occupants. Le lendemain, le bureau du président de l'Ukraine publie une déclaration indiquant la violation d'au moins 35 reprises du cessez-le-feu par les insurgés. Le président ajoute qu'il envisagerait de mettre fin au cessez-le-feu, ce à quoi Borodaï répondra qu'« il n'y en a aucun en vigueur ».
Malgré cela, Porochenko prolonge le cessez-le-feu de trois jours par rapport à sa fin prévue le 27 juin. En réponse à cette action, les manifestants de Kiev descendent massivement dans la rue pour exiger l'annulation des hostilités. Le cessez-le-feu aura peu d'impact réel sur les affrontements entre les forces gouvernementales et séparatistes, avec au moins cinq soldats gouvernementaux tués pendant cette période. En juillet, le plan de paix tombe à l'eau et Porochenko met fin au cessez-le-feu après des accusassions simultanés de violations répétées. Après une attaque à la roquette qui entraîne la mort de dix-neuf soldats ukrainiens, Porochenko jure de se venger des séparatistes : « Les militants paieront des centaines de leurs vies pour chaque vie de nos militaires. Aucun terroriste n'échappera à sa responsabilité ».

## Intervenants

### Personnel de sécurité et militants russes

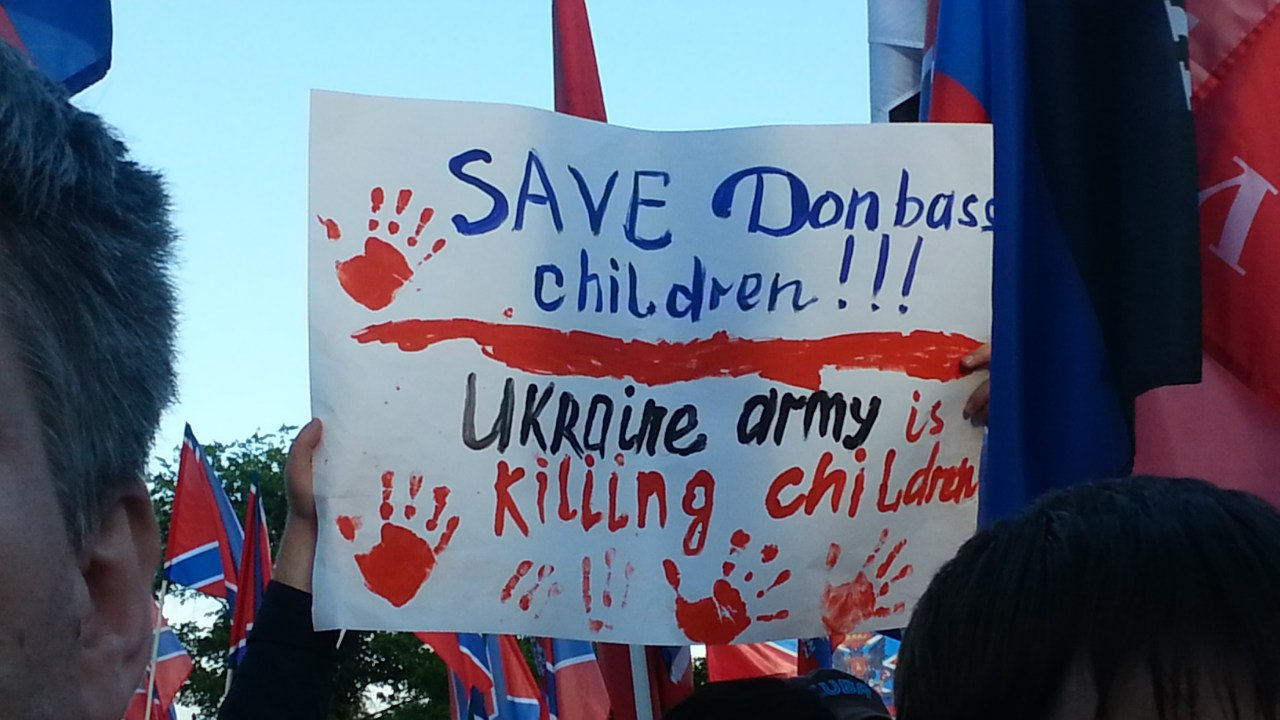
Rassemblement de soutien aux troubles pro-russes dans l'est de l'Ukraine, Moscou, 11 juin 2014.

- Igor Guirkine (agent de sécurité russe, chef du groupe armé de soldats russes s'emparant de Sloviansk)[359]
- Pavel Goubarev (autoproclamé « gouverneur du peuple » de Donetsk)[360]
- Robert Donya (adjoint autoproclamé « gouverneur du peuple » de Donetsk)[361]
- Mikhaïl Tchoumachenko (chef de la soi-disant « milice populaire du Donbass »)[362]
- Dmitry Kuzmenko (autoproclamé « maire du peuple » de Marioupol)[363]
- Anton Davidchenko (leader de la manifestation d'Odessa jusqu'en mars)[364]
- Aleksandr Kharitonov (chef de l'organisation « Garde de Lougansk »)[365]
- Arsen Klinchaev (membre du Parti des régions, chef des séparatistes à Louhansk)
- Yuri Apoukhtine (chef de l'organisation interdite « Sud-Est » ; Apoukhtine est en détention depuis fin mai 2015 à Kharkiv)[366]

Ancien conseiller du président russe Vladimir Poutine et chercheur principal au Cato Institute de Washington, DC, Andreï Illarionov estime qu'au moins 2 000 responsables du renseignement russe opèrent dans l'est de l'Ukraine.
Les services de renseignement ukrainiens affirment détenir un dossier sur plus de quarante agents du renseignement militaire russe, ou GRU, arrêtés jusqu'à présent sur le sol ukrainien et les armes et munitions saisies après avoir été transportées de l'autre côté de la frontière depuis la Russie. Le dossier décrit le rôle d'un colonel présumé du GRU, Igor Ivanovitch Strielkov, impliqué dans des troubles à l'est, y compris des tentatives de subornation de soldats ukrainiens avec des offres d'argent. Le service de sécurité ukrainien publie une affiche de recherche pour Strielkov avec une série d'accusations, notamment de meurtre avec préméditation et d'organisation d'émeutes de masse. Coté russe, les autorités nient ces allégations, affirmant qu'« un Streilkov n'existe même pas » ou « du moins pas en tant qu'agent russe envoyé en Ukraine avec l'ordre de semer le trouble ».
CNN présente une vidéo d'un grand rassemblement séparatiste organisé sur une place centrale de Donetsk vers l'heure du déjeuner le 26 mai. Des camions sur la place transportent des paramilitaires tchétchènes armés. Deux témoignent à une équipe de CNN en affirmant venir de la capitale tchétchène, Grozny, et un indique qu'il était auparavant policier en Tchétchénie et qu'il se trouve à Donetsk pour servir la fédération de Russie,. Les médias russes et ukrainiens publient de nombreux reportages sur des corps de séparatistes rapatriés secrètement en Russie, généralement via la commune d'Ouspenka. Quelques noms de volontaires tués sont établis — Sergeï Zhdanovitch (russe : Сергей Жданович), Youri Abrossimov (russe : Юрий Абросимов), Alekseï Yourine (russe : Алексей Юрин), Alexandr Efremov (russe : Александр Ефремов), Evgeny Korolenko (russe : Евгений Короленко). Les corps sont transportés vers une base militaire russe à Rostov-sur-le-Don. Certaines des familles ont pu obtenir que les corps leur soient rendus en secret. La plupart des tués avaient une expérience militaire passée. Selon les journalistes, les commissariats militaires russes (voyenkoma) à Rostov recrutent activement des volontaires pour le Donbass parmi les anciens soldats, notamment dotés de compétences spécifiques (ATGM, SAM, AGS-1) et ceux ayant auparavant servi en Tchétchénie et en Afghanistan,.
Le 18 juin, selon Dan Baer (en) (OSCE), « il continue d'y avoir des combattants et des armes qui traversent la frontière entre la Russie et l'Ukraine ces derniers jours et semaines, et nous ne voyons aucun effort de la part de la Russie y remédier ».

### Citoyens russes

#### Alexandre Douguine
Le 29 mars, le politologue russe Alexandre Douguine apparait lors d'une vidéoconférence sur Skype avec Kateryna Goubareva, l'épouse du séparatiste Pavel Goubarev basé à Donetsk. Dans l'appel, il l'a rassure du soutien de Moscou et des autres actions qui devront être entreprises par le mouvement. Il ajoute que tous les candidats à la présidence doivent être considérés comme des « traîtres », seul Ianoukovytch étant considéré comme légitime ; les séparatistes doivent « agir de manière radicale ». Moscou soutiendra plus tard la guerre civile en Ukraine, affirmant que « le Kremlin est déterminé à lutter pour l'indépendance du sud-est de l'Ukraine »,. à la Suite de la diffusion de la vidéo, un membre de l'Union de la jeunesse eurasienne de Dougine (Oleg Bakhtiyarov) est arrêté le 31 mars pour avoir planifié des actes terroristes en Ukraine.

### Personnalités pro-gouvernementales

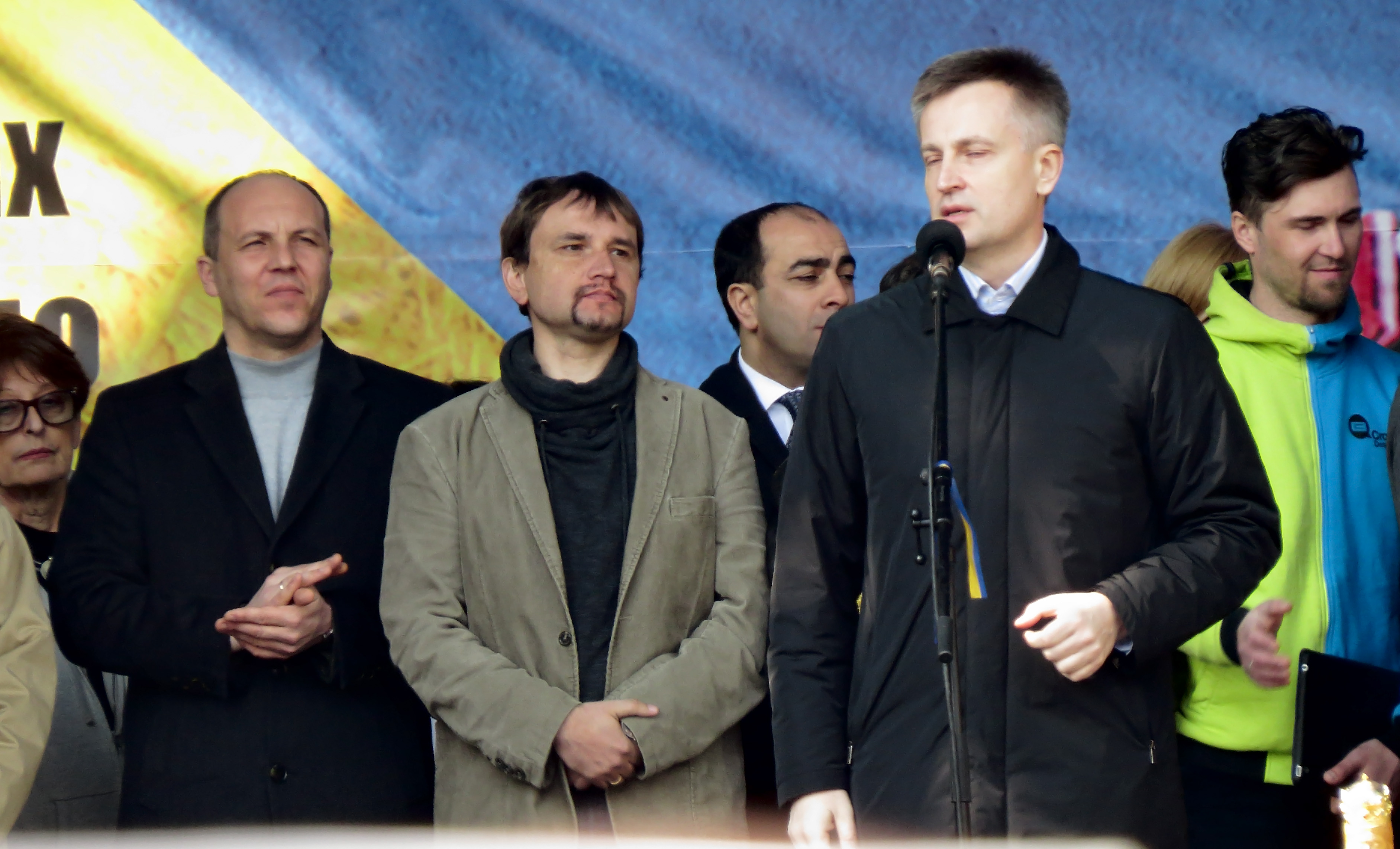
Valentyn Nalyvaichenko (au micro), chef du Service de sécurité ukrainien (SBU), et Andriy Paroubiy (extrême gauche), 23 mars 2014.

- Nadia Savtchenko (ukrainien : Надія Савченко) est une ex-parachutiste ukrainienne, et navigatrice d'hélicoptère, capturée par les séparatistes en tant que membre du bataillon Aidar (à l'époque une formation paramilitaire du ministère de la Défense) près de Louhansk. Après avoir été capturée en juin, les séparatistes ont publié une vidéo de son interrogatoire et l'ont retenue en otage. Savtchenko fait l'objet d'un certain nombre d'articles dans Komsomolskaïa Pravda par Nikolaï Varsegov, qui l'a accusée d'être un tireur d'élite et un tueur de masse[378]. En juillet, les responsables du gouvernement russe déclarent qu'elle a « traversé illégalement la frontière russe en tant que réfugié », a été arrêté par la police russe et fait face à un procès pour assistance présumée dans le meurtre de deux journalistes russes[379]. Finalement autorisée à voir le consul ukrainien, Savtchenko annonce avoir été transportée en Russie contre son gré[380].
- Le chef du Conseil national de sécurité et de défense d'Ukraine, Andriy Paroubiy, a supervisé l'opération militaire gouvernementale contre les séparatistes pro-russes dans l'est de l'Ukraine[381]. Dans le cadre du mémorandum de Budapest, Parubiy a demandé l'aide des États-Unis en tant que l'un des signataires[382]. Il déclare : « L'opération antiterroriste se poursuivra indépendamment de toute décision prise par des groupes subversifs ou terroristes dans la région de Donetsk[383] ». Il poursuit : « La tactique clé des saboteurs russes est la suivante : capturer un bâtiment, y stationner une garnison armée et avoir un piquet autour, principalement des communistes, qui fourniraient un bouclier humain »[384]. Parubiy démissionne de son poste de chef du Conseil de la sécurité nationale et de la défense le 7 août 2014[385].
- Andriy Biletsky, le chef de l'Assemblée sociale-nationale et des Patriotes d'Ukraine (perçu par certains experts comme les groupes politiques ultranationalistes et néonazis)[386], est le commandant du bataillon Azov[387].

### Autres participants étrangers
- Les paramilitaires tchétchènes, abkhazes, ossètes et cosaques participent activement à l'insurrection dans les oblasts de Donetsk et de Louhansk[388],[389]. Certains opposants tchétchènes au gouvernement russe combattent des séparatistes pro-russes en Ukraine pour le gouvernement ukrainien[390].
- Le Service de sécurité d'Ukraine (SBU) publie le 5 mai un enregistrement audio qui, selon eux, est un appel téléphonique entre un chef séparatiste de Donetsk et le chef du groupe paramilitaire d'extrême droite « Unité nationale russe » d'Alexandre Barkachov. Dans l'enregistrement, le séparatiste déclare vouloir reporter le référendum, en raison de l'incapacité de la RPD à contrôler tout l'oblast de Donetsk. Barkachov déclare avoir communiqué avec Poutine et insiste pour organiser le référendum quelles que soient les préoccupations du dirigeant séparatiste. Il charge les séparatistes de tabuler les résultats à 89 % en faveur de l'autonomie[391]. Les séparatistes nient l’authenticité de l'enregistrement[392].
- Lors d'une réunion tenue le 7 juillet dans la ville de Donetsk, l'homme politique russe Sergueï Kourguinian tient une conférence de presse avec des représentants de la milice populaire du Donbass, dont Pavel Goubarev, et affirme que la Russie fournit un soutien militaire important aux séparatistes. Au cours d'une discussion entre les participants, Goubarev se plaint des armes envoyées qu'il considère anciennes et pas entièrement fonctionnelles. En réponse, Kourguinian énumère des articles spécifiques, dont 12 000 fusils automatiques, des lance-grenades, des mortiers automoteurs 2S9 Nona, deux BMP et trois chars, qu'il savait fournis aux séparatistes par la Russie. Il affirme avoir vu de nouvelles armes entièrement fonctionnelles déchargées à des endroits du Donbass qu'il ne « divulguera pas car nous sommes filmés par des caméras ». Il admet cependant des « armes de 4e catégorie » fournit par la Russie, mais depuis le 3 juin, celle-ci envoie du matériel pleinement fonctionnel. L'un de ses objectifs à Donetsk est de veiller à ce que le soutien militaire de la Russie soit accru[393],[394],[395]. Il répète les affirmations d'un flux constant de soutien militaire fourni par la « communauté russe » dans la zone de conflit le 13 juillet[396].

### Membres de l'OSCE
Des observateurs de l'Organisation pour la sécurité et la coopération en Europe (OSCE) sont envoyés en Ukraine après une demande du gouvernement ukrainien et un accord entre tous les États membres de l'OSCE, dont la Russie. La Mission spéciale d'observation (SMM) est déployée le 6 avril et reste en Ukraine pour « contribuer à réduire les tensions et à favoriser la paix, la stabilité et la sécurité ». Le SMM perd le contact avec quatre observateurs dans l'oblast de Donetsk le 26 mai et quatre autres dans l'oblast de Lougansk le 29 mai. Les deux groupes sont détenus en captivité par des séparatistes pendant un mois, jusqu'à leur libération les 27 et 28 juin respectivement.

### Transfuges

#### Transfuges ukrainiens en Russie
Tout au long du conflit, des rapports émergent selon lesquels la police et l'armée ont déserté leurs postes ou ont fait défection vers les séparatistes. D'après Oleksandr Tourtchynov, de nombreux militaires et membres de la sécurité ukrainiens ont rejoint les séparatistes, aux côtés de matériel militaire ukrainien. Un rapport du ministère de l'Intérieur datant du 23 mai 2014 indique que plus de 17 000 policiers ont fait défection vers les insurgés dans l'est de l'Ukraine,,,.

#### Transfuges russes en Ukraine
Le 19 juillet, Ilya Bogdanov, un ancien lieutenant russe du FSB à Vladivostok, a fait défection en Ukraine, affirmant qu'il ne pouvait plus supporter les mensonges utilisés par la Russie pour stimuler la situation dans l'est de l'Ukraine et au Daghestan, où il servait autrefois. Le 24 juillet, le militaire russe Andrej Balabanov demande l'asile politique en Ukraine en déclarant : « J'ai finalement pris la décision de ne pas participer à cette guerre et j'ai pris le parti de l'Ukraine. Cette action est ma protestation contre les dirigeants politiques russes ». Balabanov affirme que son unité a envoyé « des renseignements militaires, le GRU, des experts et des Tchétchènes » en Ukraine pour aider les séparatistes. Selon lui, son unité subit « un lavage de cerveau continu en faisant croire qu'ils seront envoyés en Ukraine pour sauver ses frères russophones ».

## Arrestations
- Le 3 avril 2014, un homme est arrêté et huit autres sont placés en résidence surveillée, soupçonnés d'avoir participé aux émeutes de Donetsk le 13 mars, qui ont conduit au meurtre de Dmitry Tcherniavsky[406].
- Le 5 avril, le SBU arrête un groupe de 15 personnes à Louhansk et saisit 300 mitrailleuses, un lance-grenades antichar, cinq pistolets, des cocktails Molotov et une grande quantité d'armes à canon lisse et plusieurs autres armes. « Le groupe prévoyait de prendre le pouvoir à Louhansk le 10 avril en intimidant des civils à l'aide d'armes et d'explosifs », annonce le bureau de presse du SBU à Interfax-Ukraine[407].
- À Kharkiv, le militant anti-Maïdan Ignat Kramskoy (surnommé « Topaze ») est placé en résidence surveillée le 29 mars pour son implication présumée dans le raid du 1er mars contre le bâtiment de l'administration régionale de l'État de Kharkiv[408]. Le 7 avril, il échappe à l'assignation à résidence après avoir rompu son bracelet de surveillance[409]. Par la suite, il donne plusieurs interviews pour la chaîne russe Life News sur la « lutte de guérilla » et l'utilisation d'armes à feu pour capturer des bâtiments[410]. Topaz est de nouveau arrêté alors qu'il donne une autre interview sur la même chaîne russe[411]. Il est condamné à huit ans de prison en janvier 2018, mais est libéré en septembre pour son temps déjà passé en détention[412],[413].
- Le 12 avril, un saboteur connu sous le nom de « K » est arrêté par le SBU à Kharkiv. Il est accusé d'avoir organisé des émeutes et d'avoir pris part à la capture de bâtiments administratifs[414]. Plus tard, 70 autres sont arrêtés entre la frontière de Poltava et Kharkiv. Les hommes voyageaient dans un bus et sont retrouvés en possession d'explosifs, de cocktails Molotov, battes, boucliers, casques, couteaux et autres armes par destination[415].
- Le 25 avril, le SBU annonce avoir arrêté deux militaires ukrainiens recrutés par les services de renseignement russes[416].
- Le 29 avril, le SBU arrête Spartak Holovatchov et Youri Apoukhtine, chef de l'organisation « Grande Russie » à Kharkiv. Selon les autorités, ils s'étaient organisés depuis l'étranger pour planifier des émeutes au sein de la ville le 9 mai et, lors de la perquisition de leur quartier général, les policiers retrouvent des armes à feu, grenades, munitions, de l'argent et des tracts séparatistes[417],[418].
- Le 19 avril, le SBU arrête 117 citoyens russes[419].
- V. Makarov, un espion présumé du GRU, est arrêté à Tchernihiv le 20 mars 2014[420].
- Anton Rayevsky est arrêté à Odessa puis expulsé pour incitation à la haine ethnique et à la violence[421].
- Roman Bannykh, soupçonné d'être un agent du GRU russe, est arrêté le 5 avril 2014[422].
- Negrienko est arrêté en mars 2014 pour avoir tenté de corrompre des policiers ukrainiens[422].
- Oleg Bakhtiyarov est arrêté pour avoir prétendument planifié de prendre d'assaut les bâtiments du Parlement ukrainien et du Cabinet des ministres à Kiev par la force. Travaillant sous couvert d'un militant de la société civile à Kiev, il aurait recruté quelque 200 personnes en promettant des paiements d'au moins 500 $ pour chacun, afin d'aider à prendre d'assaut les bâtiments et aurait stocké des cocktails Molotov et diverses armes afin de mener à bien son projet[20]. Il se serait également arrangé avec certaines chaînes de télévision russes pour filmer l'incident, qui aurait alors été imputé aux radicaux ukrainiens[423]. L'écrivain russe et fondateur du Parti national-bolchévique, Édouard Limonov, le décrit comme : « un bon gars, psychiatre, commando, vétéran de la guerre du Dniestr et un participant actif à la saisie de l'hôtel de ville »[423].
- Dmitry Kolesnikov, membre du parti politique L'Autre Russie est arrêté[424].
- Deux citoyens russes sont arrêtés dans l'oblast de Lviv le 2 avril 2014, soupçonnés d'avoir comploté pour prendre en otage plusieurs Ukrainiens, dont un candidat à la présidentielle. La police aurait trouvé un bloc de TNT de 200 grammes, un détonateur et 16 cartouches Makarov de 9 × 18 mm dans l'une des voitures du suspect. Ils auraient également trouvé un carnet mentionnant des détails sur les voitures utilisées par le candidat à la présidence et un calendrier de ses déplacements, une tablette avec des images de l'homme politique ciblé, ainsi que des membres du conseil régional de Lviv, un ancien député, des photos de maisons leur appartenant, et les plans pour y accéder[425].

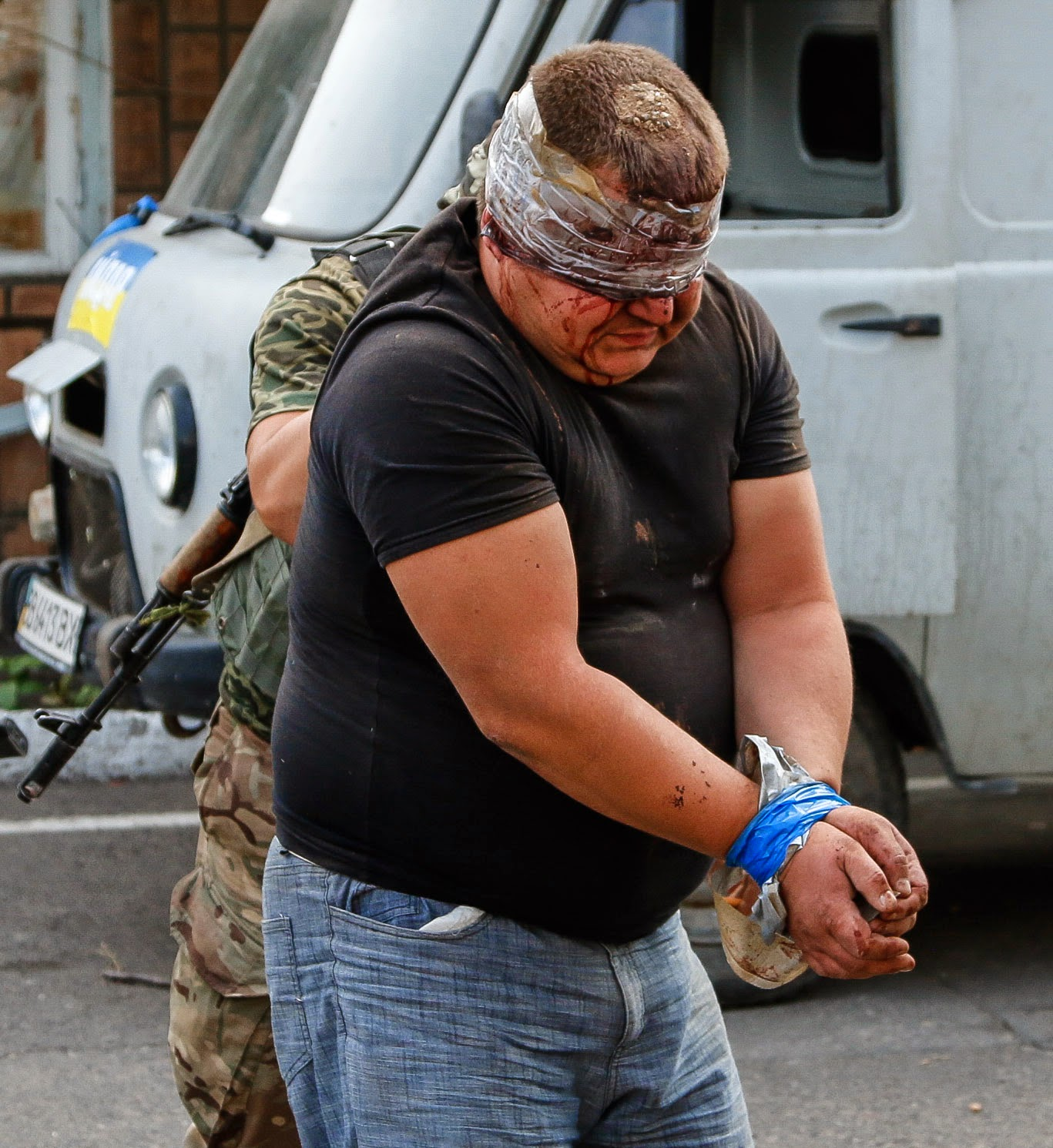
Partisan pro-séparatiste détenu par des soldats ukrainiens, 30 juillet 2014.

- Mariya Koleda est arrêtée le 9 avril 2014 et aurait effectué des missions des services de renseignement russes pour déstabiliser la situation dans les régions du sud de l'Ukraine. Le 7 avril, elle aurait participé à des combats dans le bâtiment de l'administration régionale de l'oblast de Mykolaïv en utilisant une arme à feu et aurait avoué avoir blessé trois personnes. « Elle a également rendu compte de la préparation de deux groupes subversifs (7 personnes de Kherson et 6 personnes de Nova Kakhovka) pour participer aux émeutes à Donetsk », rapporte le SSU[426],[427].
- Le 13 avril, les forces ukrainiennes arrêtent un membre présumé du GRU russe[428].
- Le 22 avril, le directeur ukrainien du SSU annonce avoir arrêté trois agents russes présumés du GRU[429].
- Le 1er mai, des gardes-frontières interceptent un citoyen russe accusé d'avoir planifié des provocations séparatistes à Louhansk. L'homme serait un membre du groupe skinhead néonazi « Slavs » et porte plusieurs tatouages à croix gammée. Un couteau orné de symboles nazis est également retrouvé sur lui[430].
- Le 23 octobre, l'Ukraine arrête un agent de renseignement russe haut gradé qui coordonnait les activités séparatistes et avait organisé une manifestation ayant rassemblée plusieurs centaines de soldats de la Garde nationale devant le bâtiment de l'administration présidentielle ukrainienne à Kiev le 13 octobre[431].

### Prime
En avril 2014, le milliardaire international et gouverneur de Dnipropetrovsk, Ihor Kolomoïsky, émet une prime de 10 000 dollars pour l'arrestation d'agents russes et offre également des récompenses pour la remise des armes appartenant aux insurgés : 1 000 $ pour chaque mitrailleuse remise aux autorités, 1 500 $ pour chaque mitrailleuse lourde et 2 000 $ pour un lance-grenades. Le 19 avril, il verse son premier paiement de 10 000 $ pour la capture d'un saboteur russe. Les médias rapportent qu'au moins un panneau d'affichage a existé avec le texte suivant : « 10 000 $ pour un Moskal » (nom péjoratif pour désigner les Russes). Selon The Daily Beast, aucun panneau d'affichage de ce type n'a existé et le support photo auquel il était fait référence s'avère « être truqué pour Internet ».

## Galerie

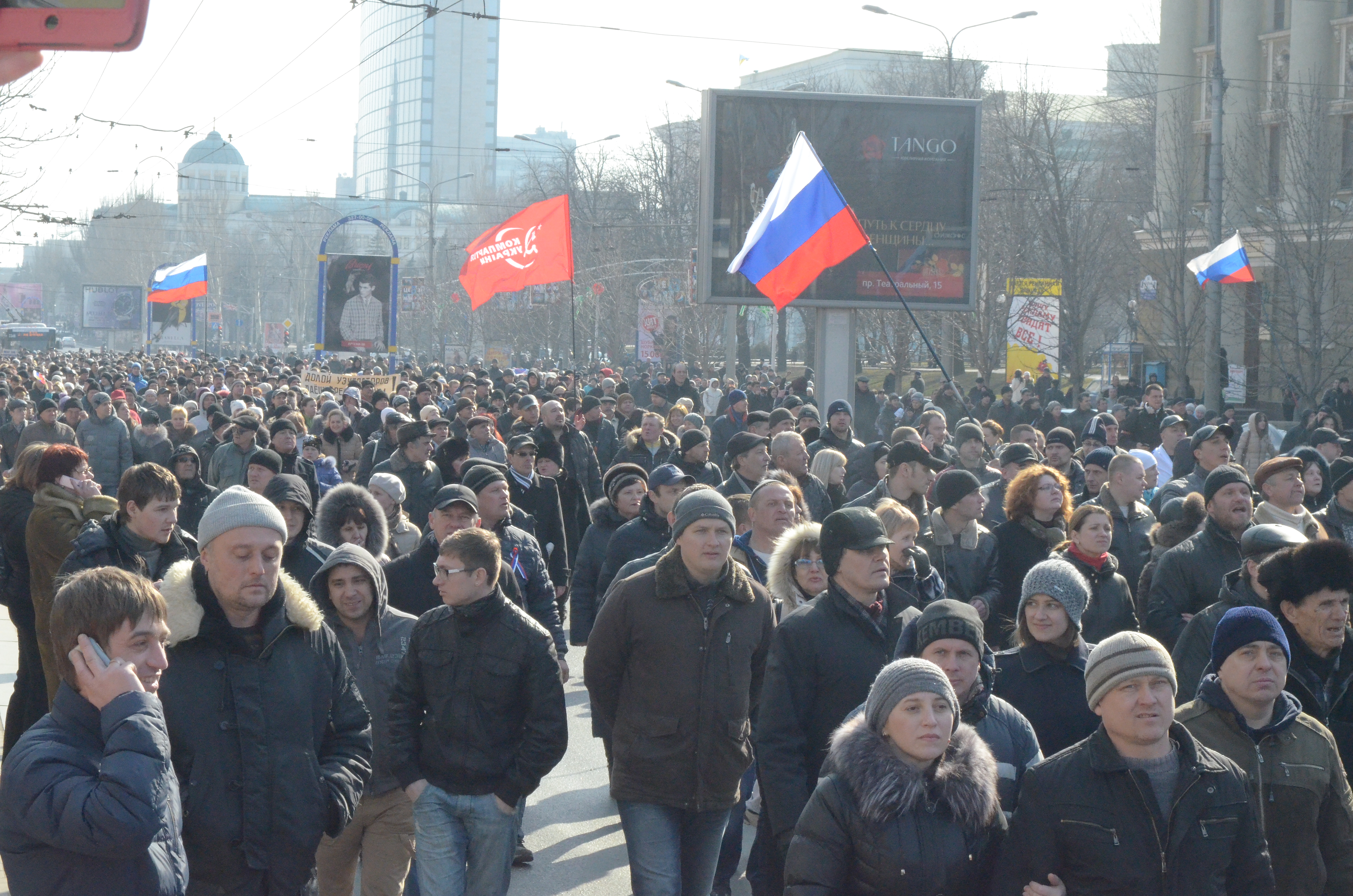
Manifestation pro-russe à Donetsk, 9 mars 2014.
- Manifestants pro-russes à Donetsk, le 1er mars 2014.
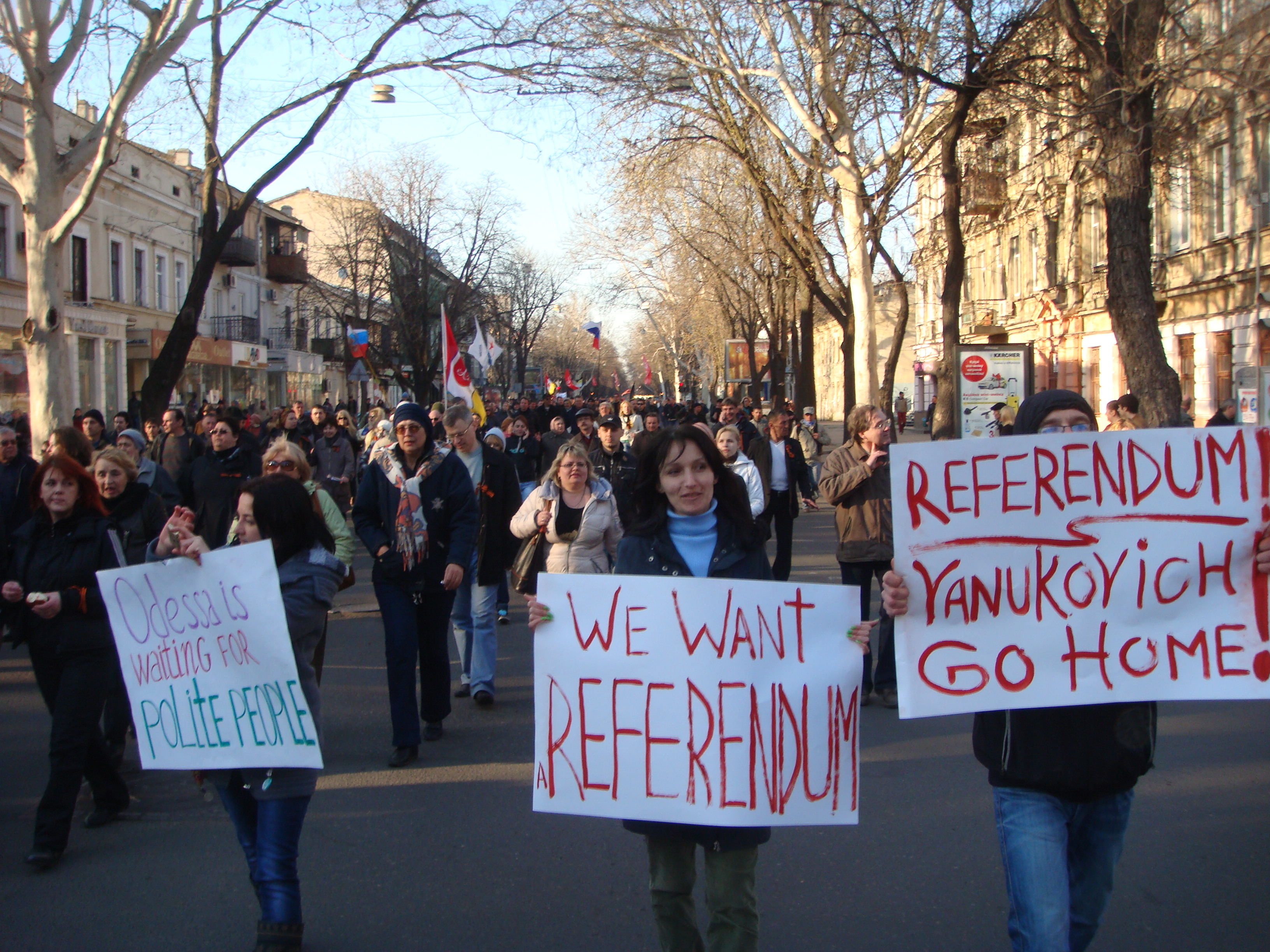
Des manifestants pro-russes défilent dans les rues d'Odessa le 30 mars 2014.
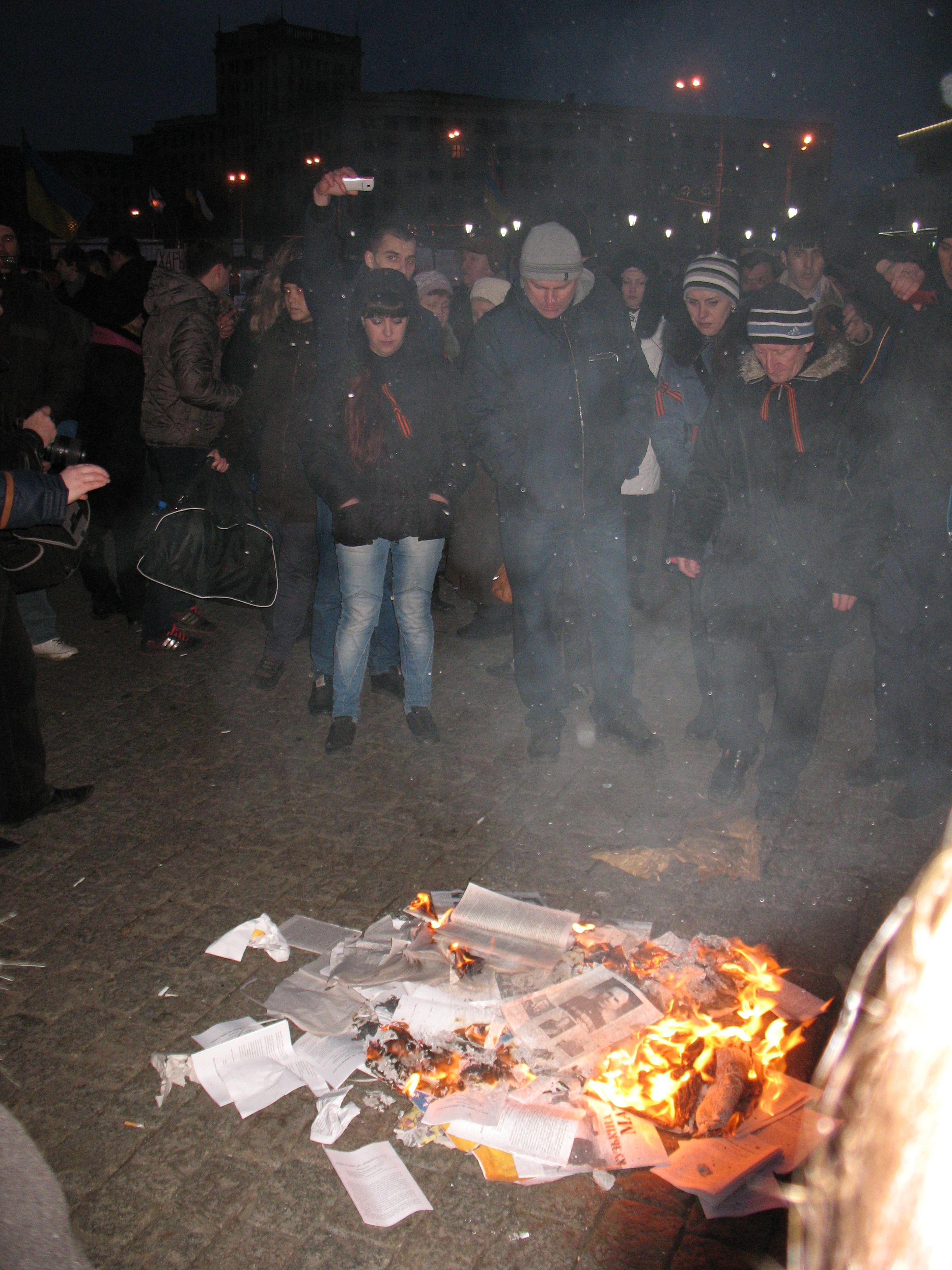
Des manifestants brûlent des publications de groupes d'extrême droite à Kharkiv, le 1er mars 2014.
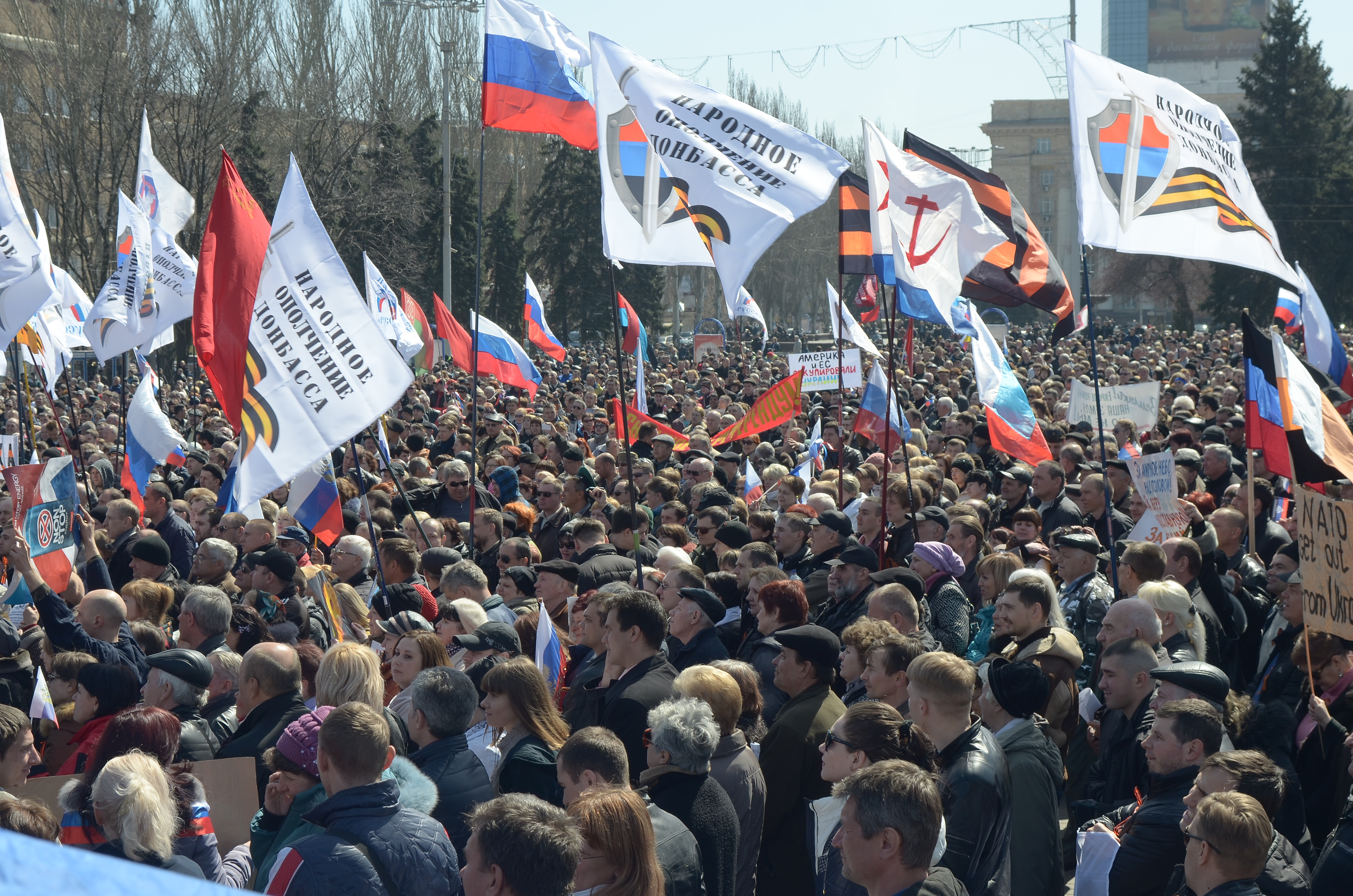
Des manifestants pro-russes à Donetsk, le 6 avril 2014.
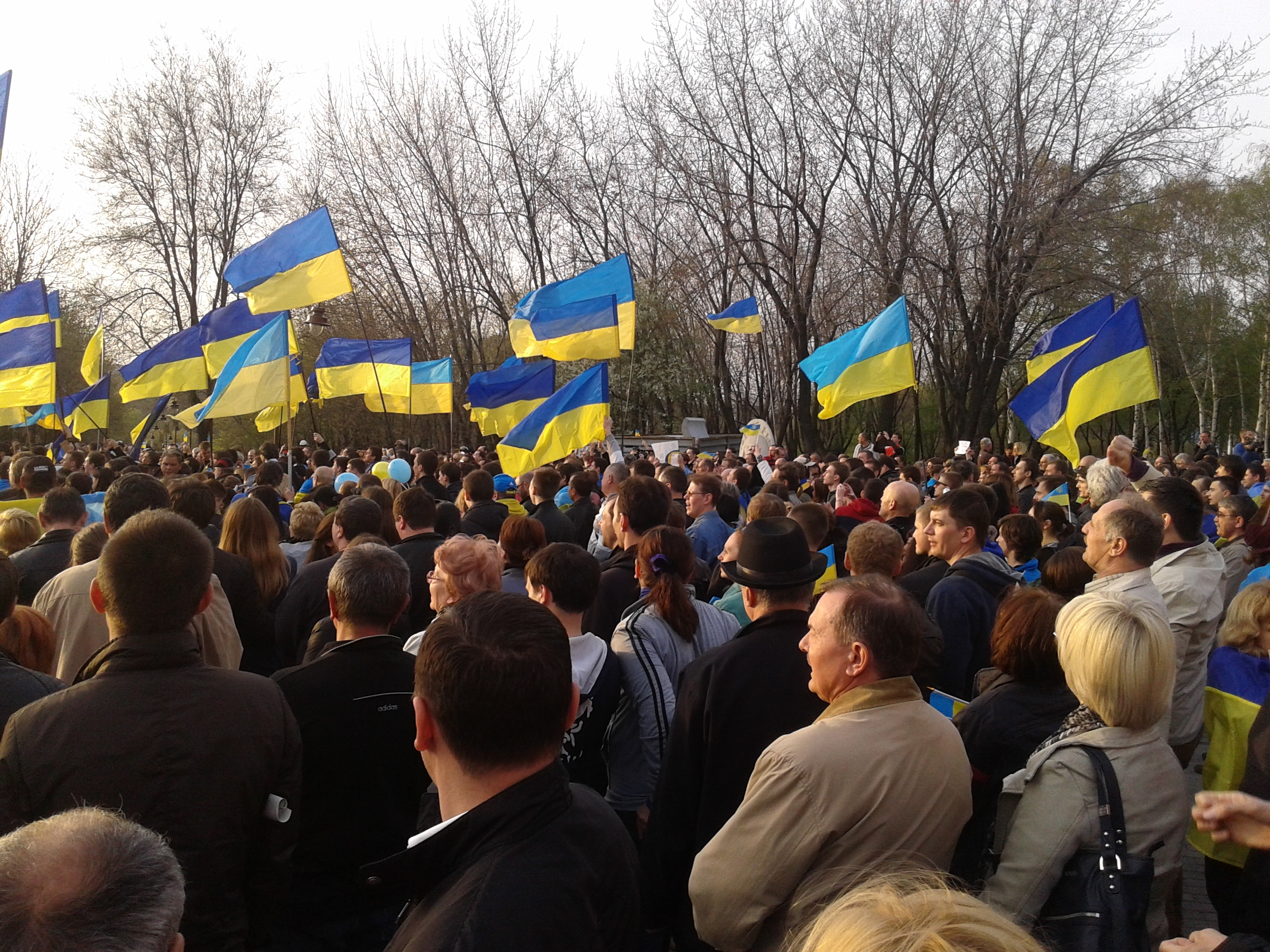
Manifestation en faveur de l'unité ukrainienne à Donetsk, 17 avril 2014.
- Rassemblement de protestation à Odessa contre les « actions d'occupation du président russe Vladimir Poutine en Ukraine », 2 mars 2014.
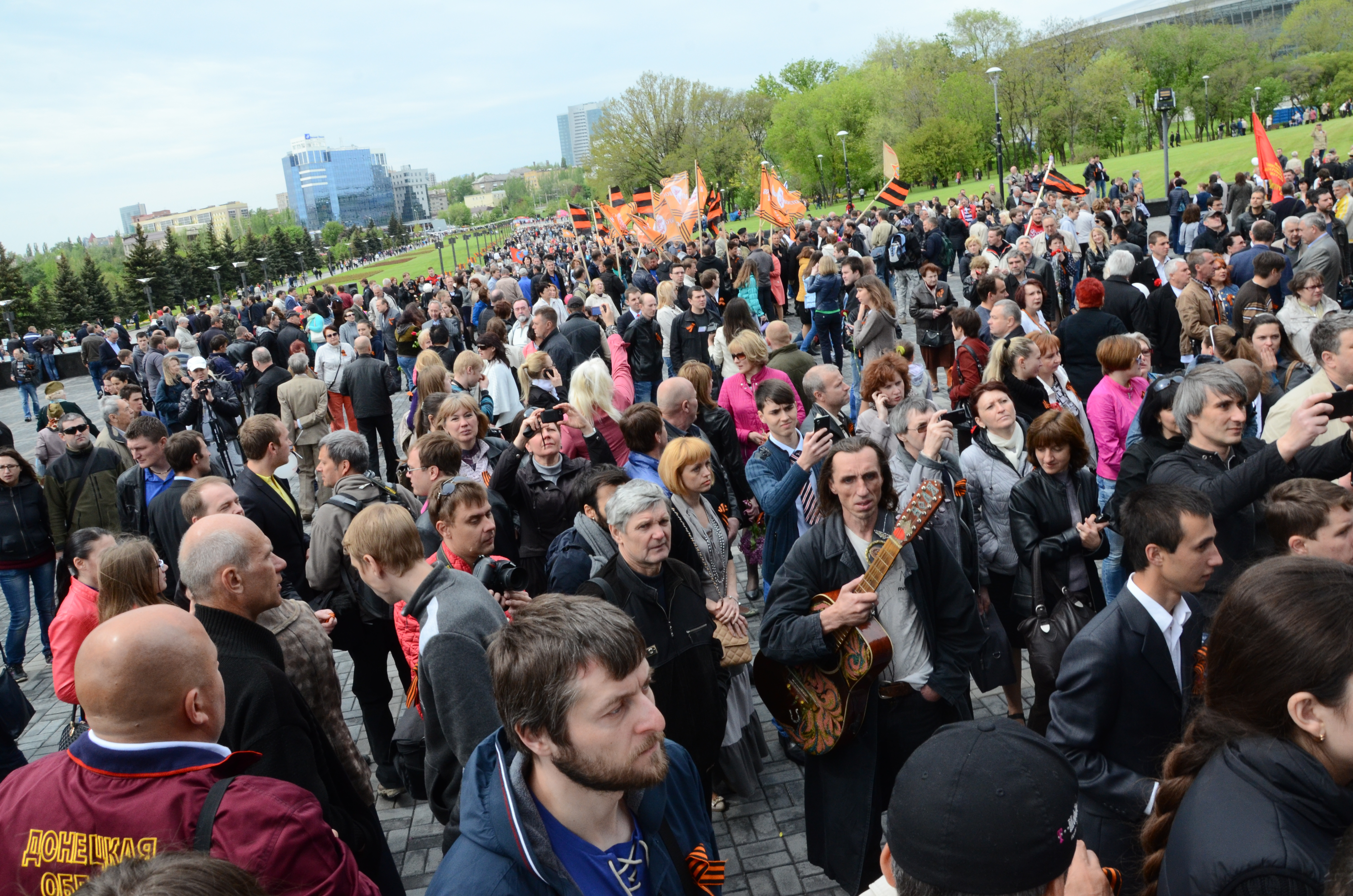
Jour de la Victoire à Donetsk, les manifestants arborant le Ruban de Saint-Georges, utilisé par les pro-russes comme symbole patriotique, 9 mai 2014.
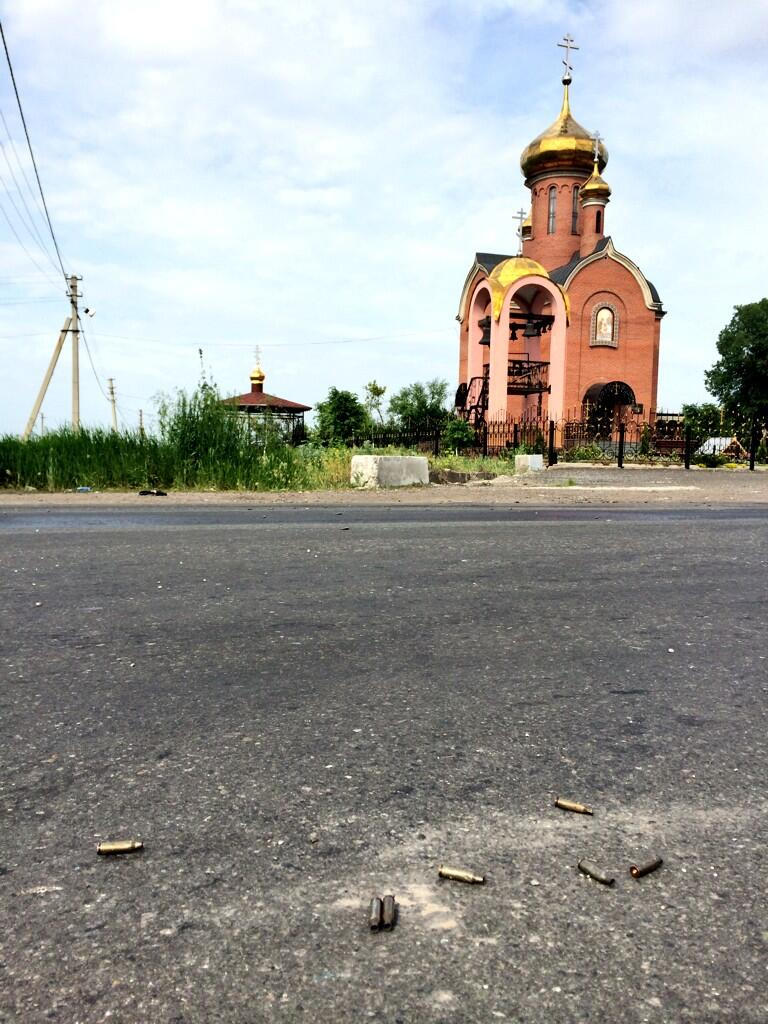
Église de la Sainte Épiphanie à Karlivka, dans l'oblast de Donestk, au milieu des combats entre les forces ukrainiennes et les séparatistes pro-russes, 23 mai 2014.
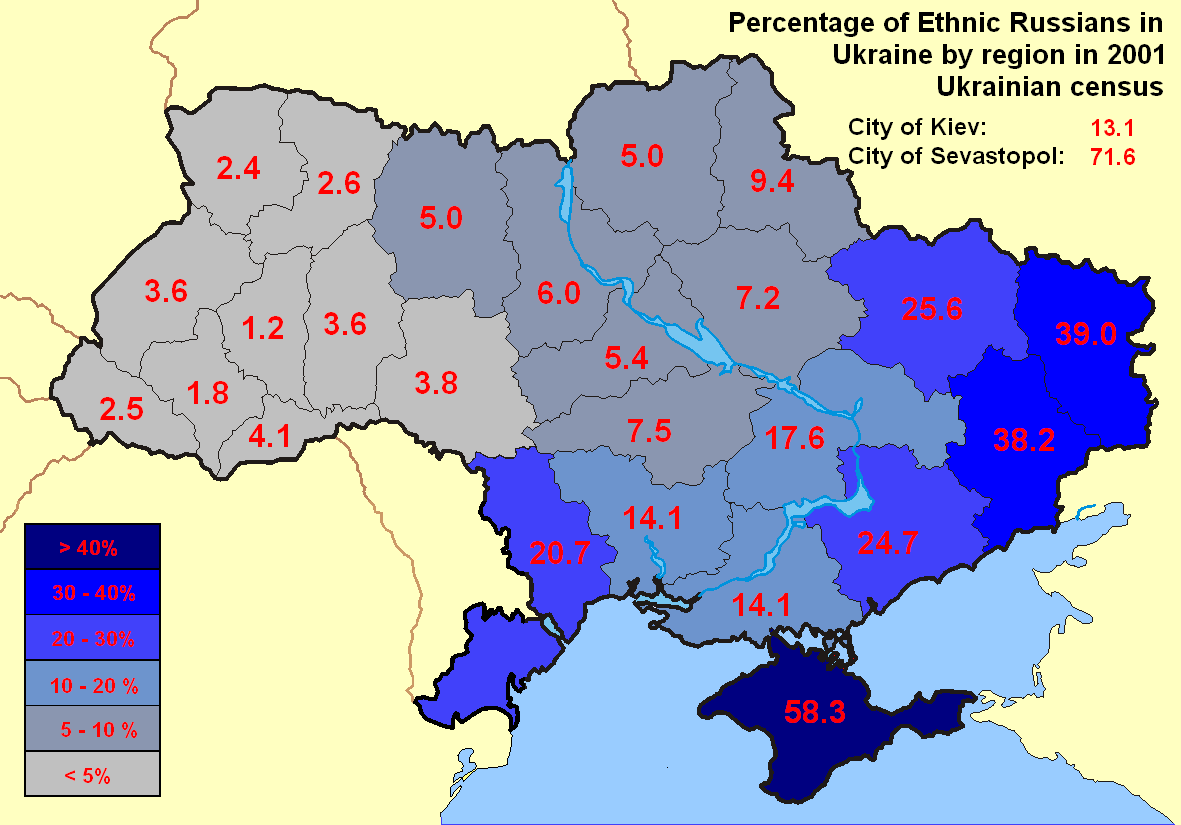
Régions habitées par d'importantes populations russes en Ukraine en 2001.
Pourcentage de personnes ayant le russe comme langue maternelle selon le recensement de 2001 (par régions).
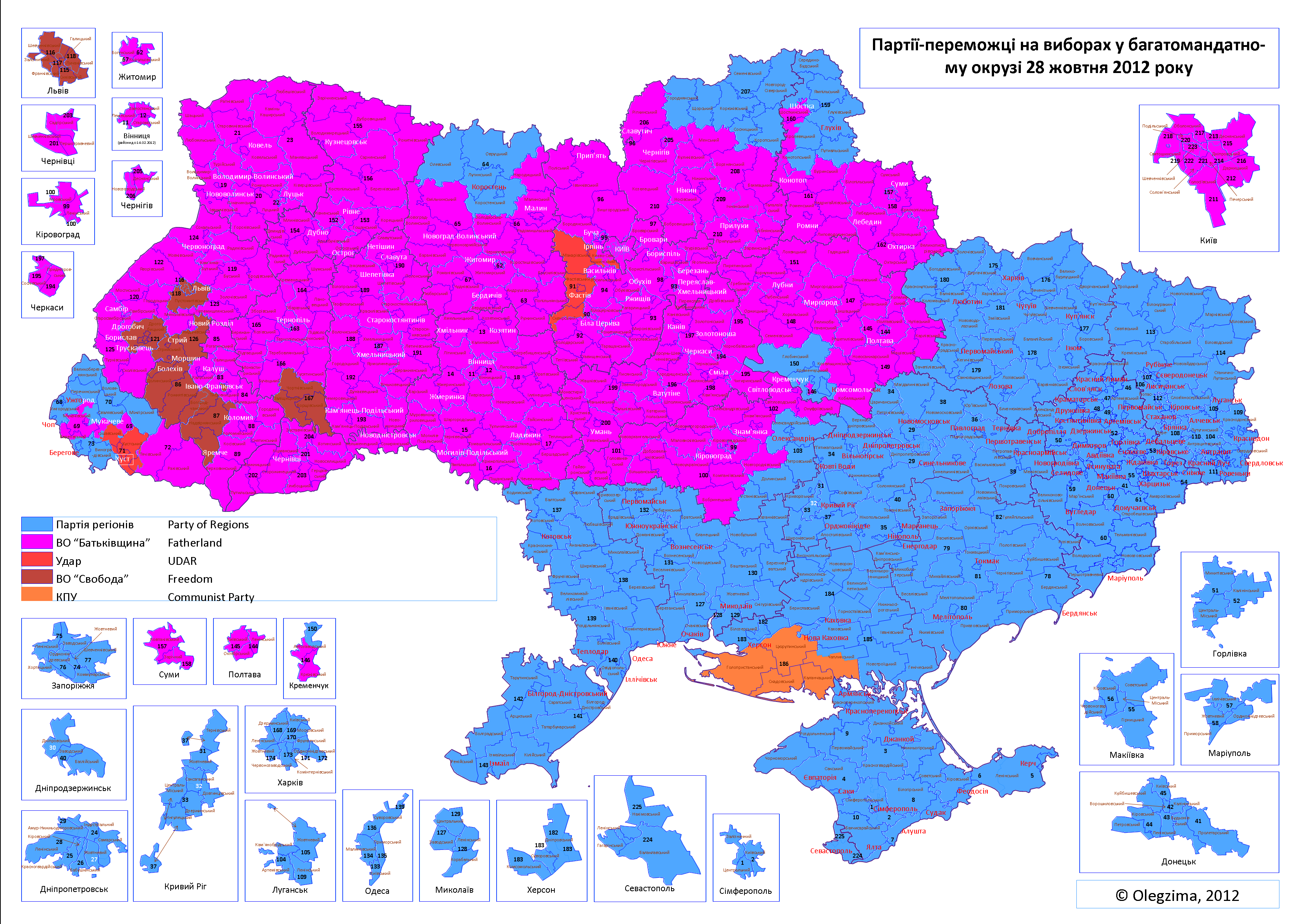
Résultats des élections législatives de 2012. Le Parti des régions de Ianoukovytch est en bleu.
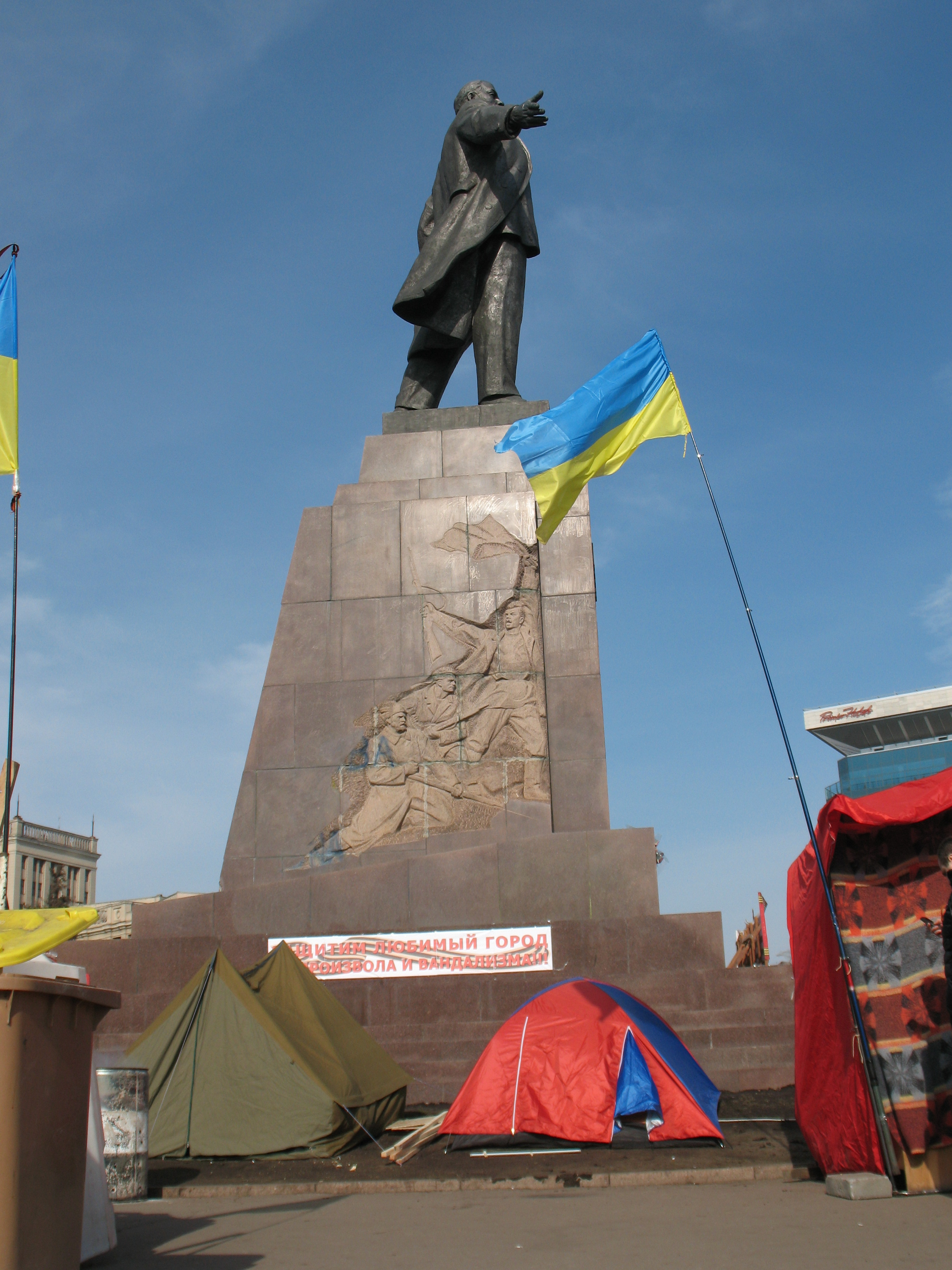
Rassemblement pro-ukrainien sur la place de la Liberté de Kharkiv.
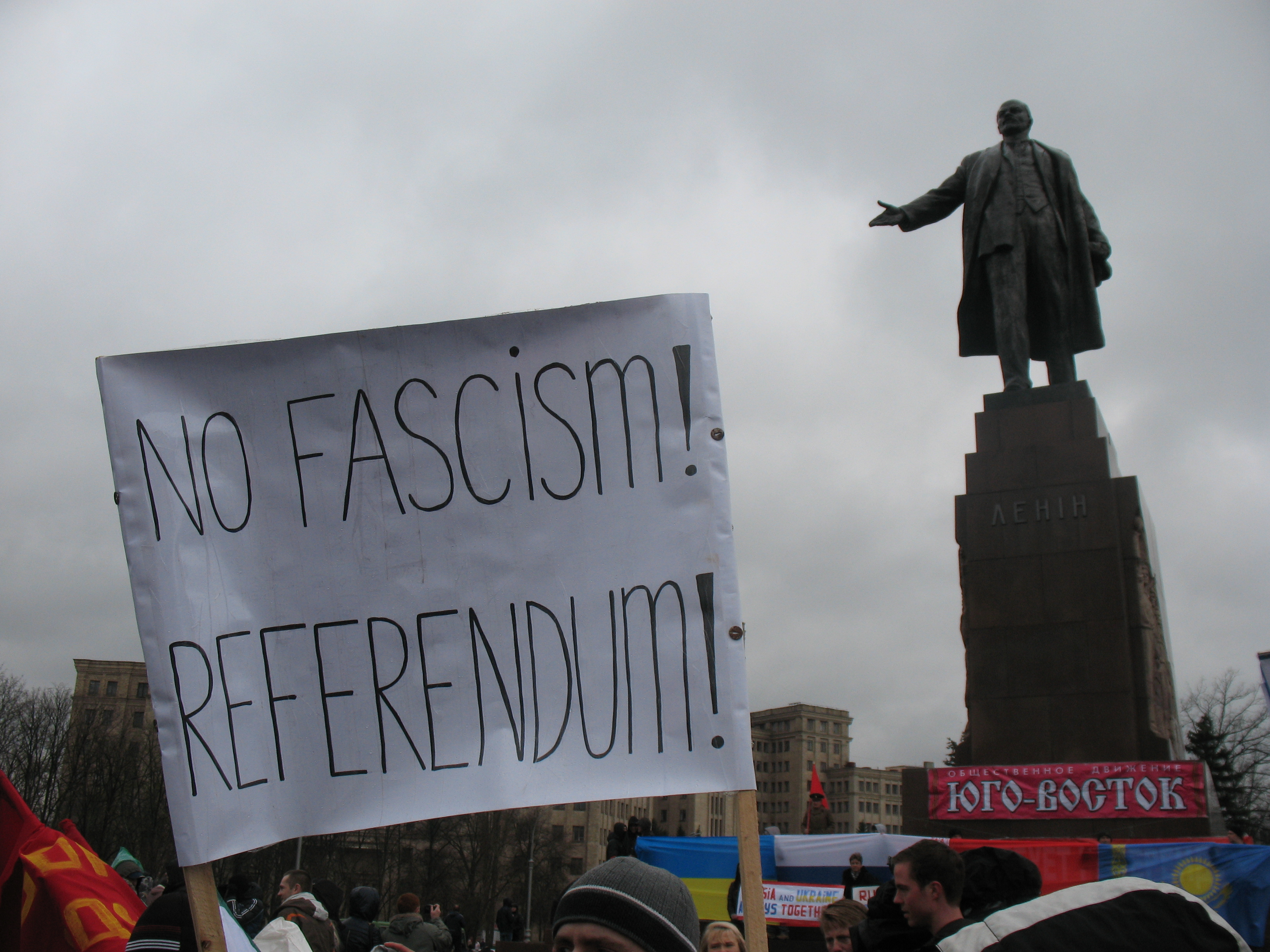
Affiche anti-gouvernementale lors d'un rassemblement sur la place de la Liberté de Kharkiv.
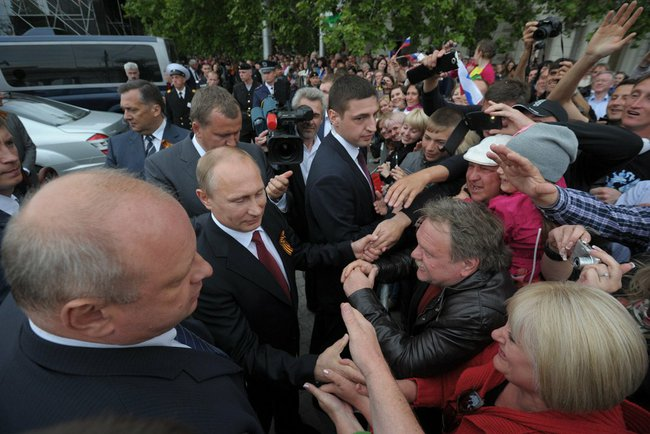
Le président russe Vladimir Poutine lors de sa première visite en Crimée après son annexion, 9 mai 2014.
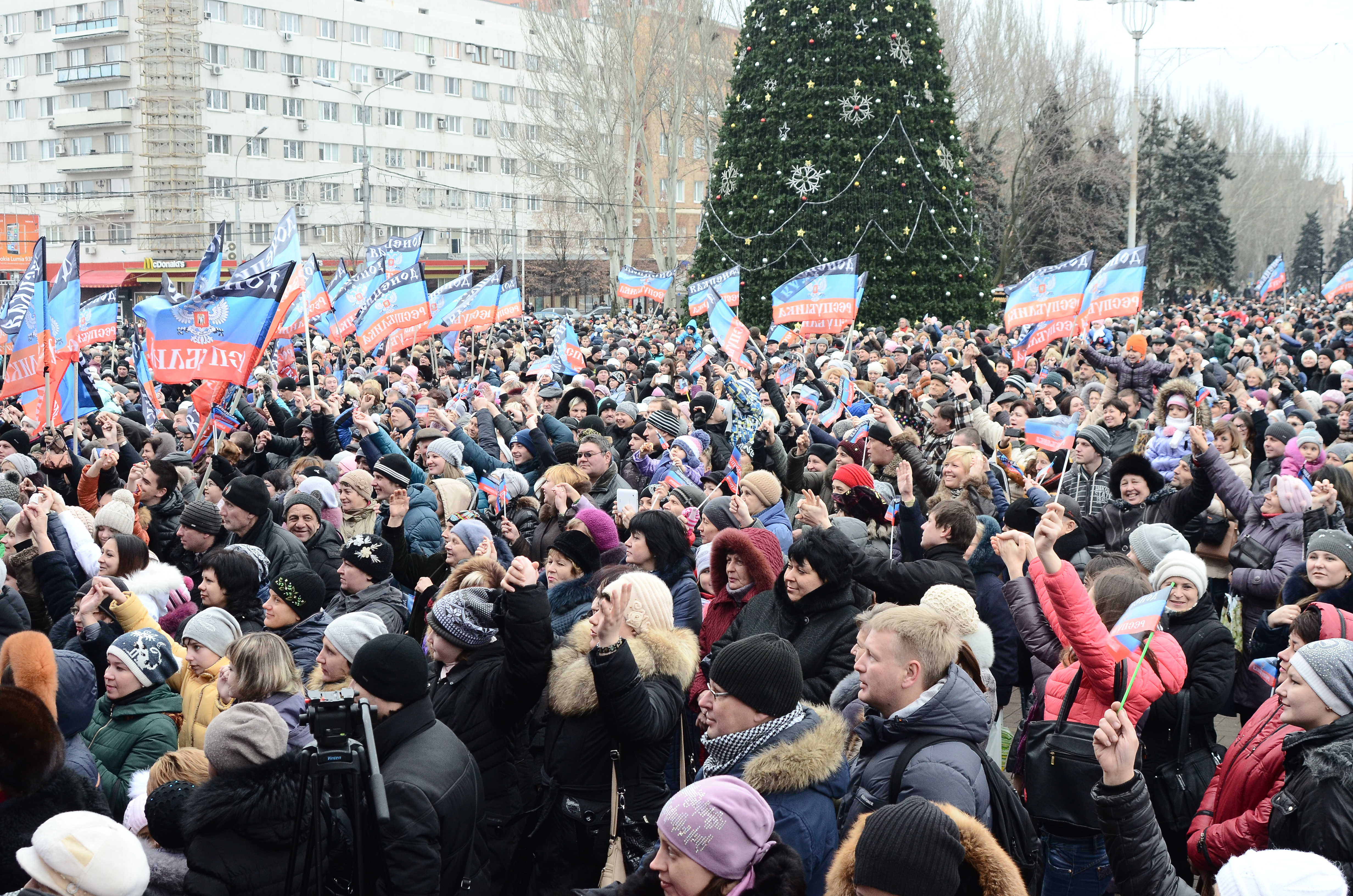
Rassemblement pro-russe à Donetsk, 20 décembre 2014